# Lijst van personen overleden in 1999
Dit is een lijst van personen die zijn overleden in 1999.

## Januari

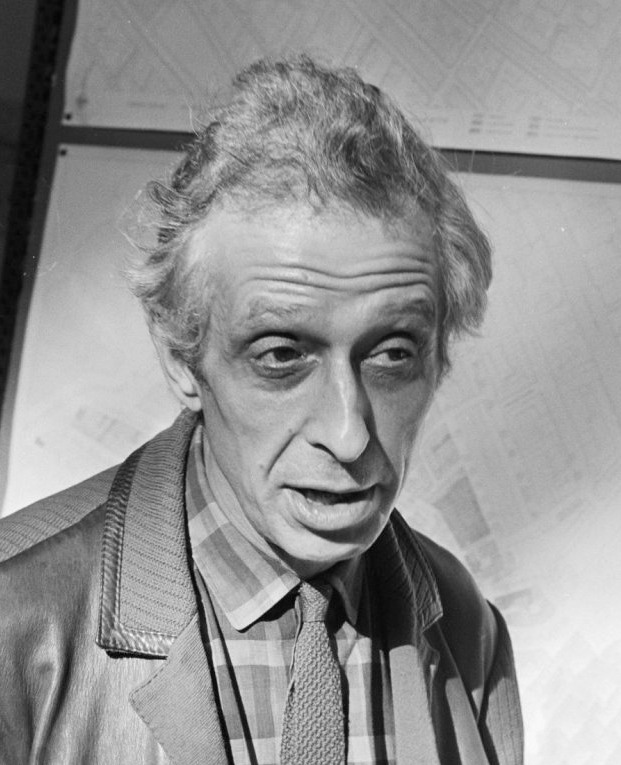
Aldo van Eyck
14 januari

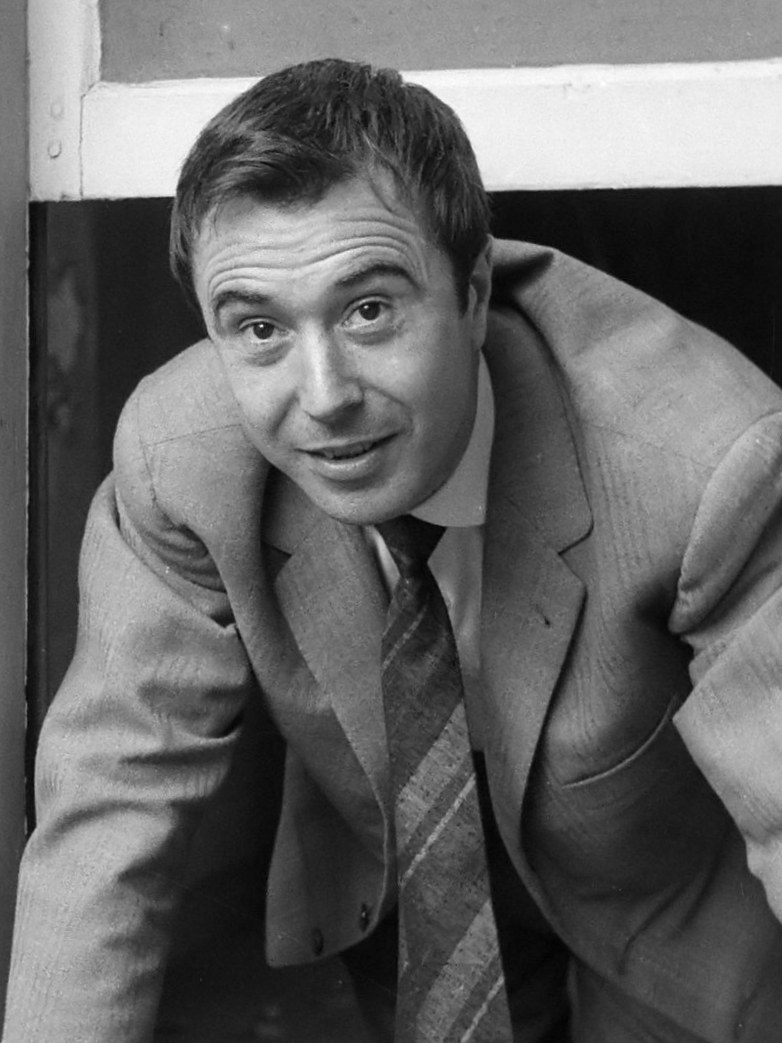
Paul Cammermans
22 januari

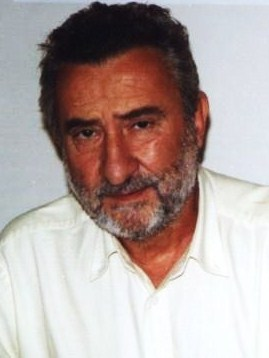
Joe D'Amato
23 januari

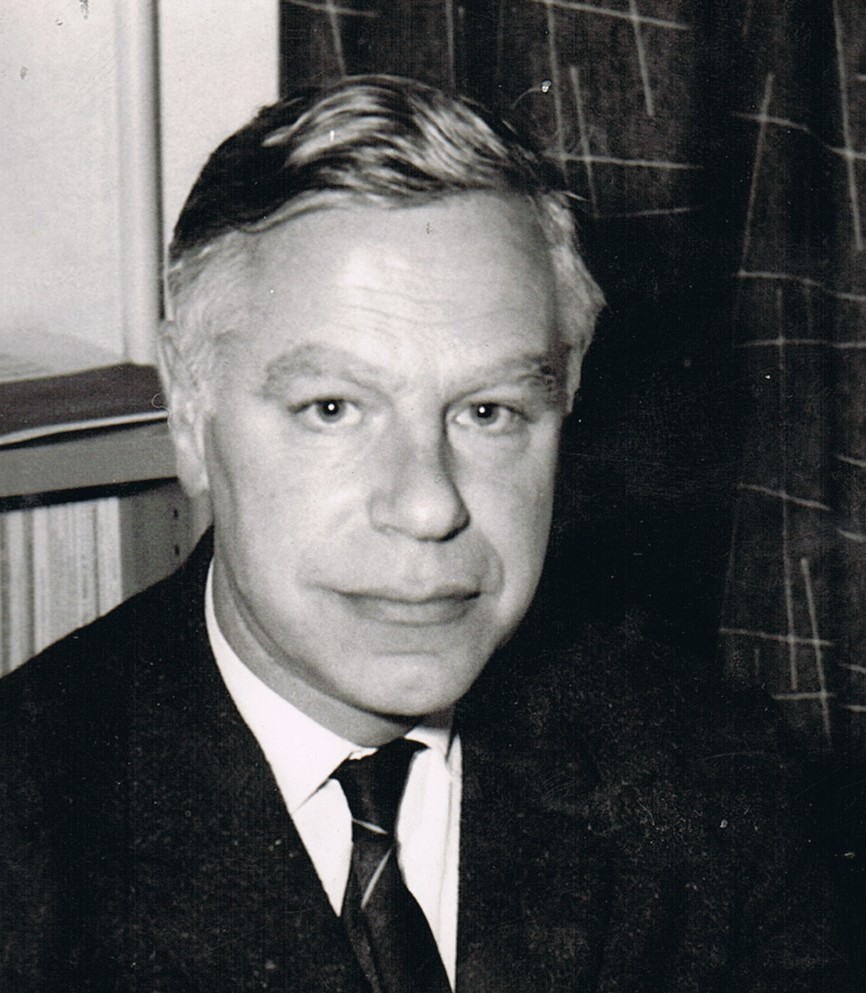
Ben Nijboer
25 januari

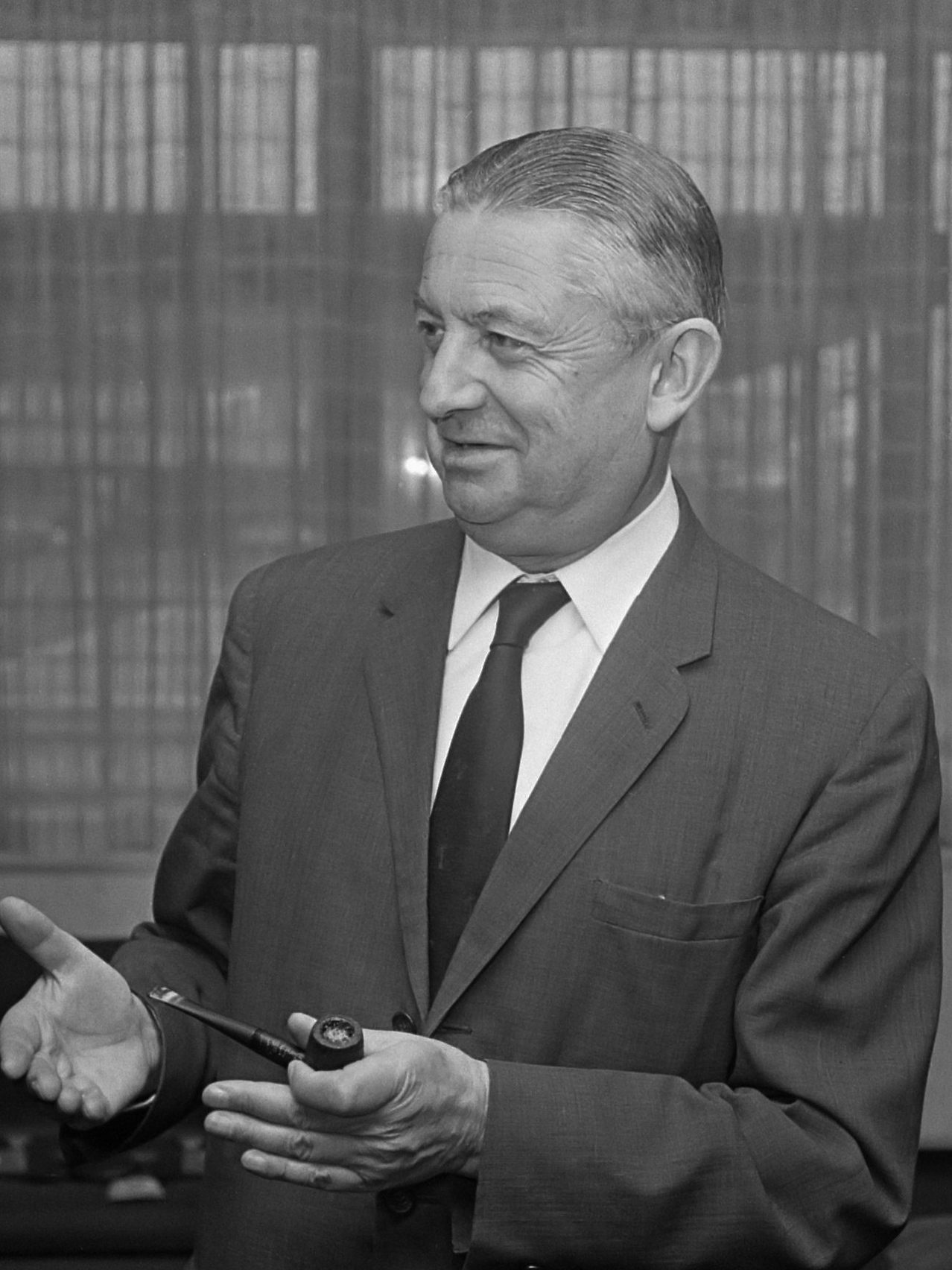
Henri Rochereau
25 januari

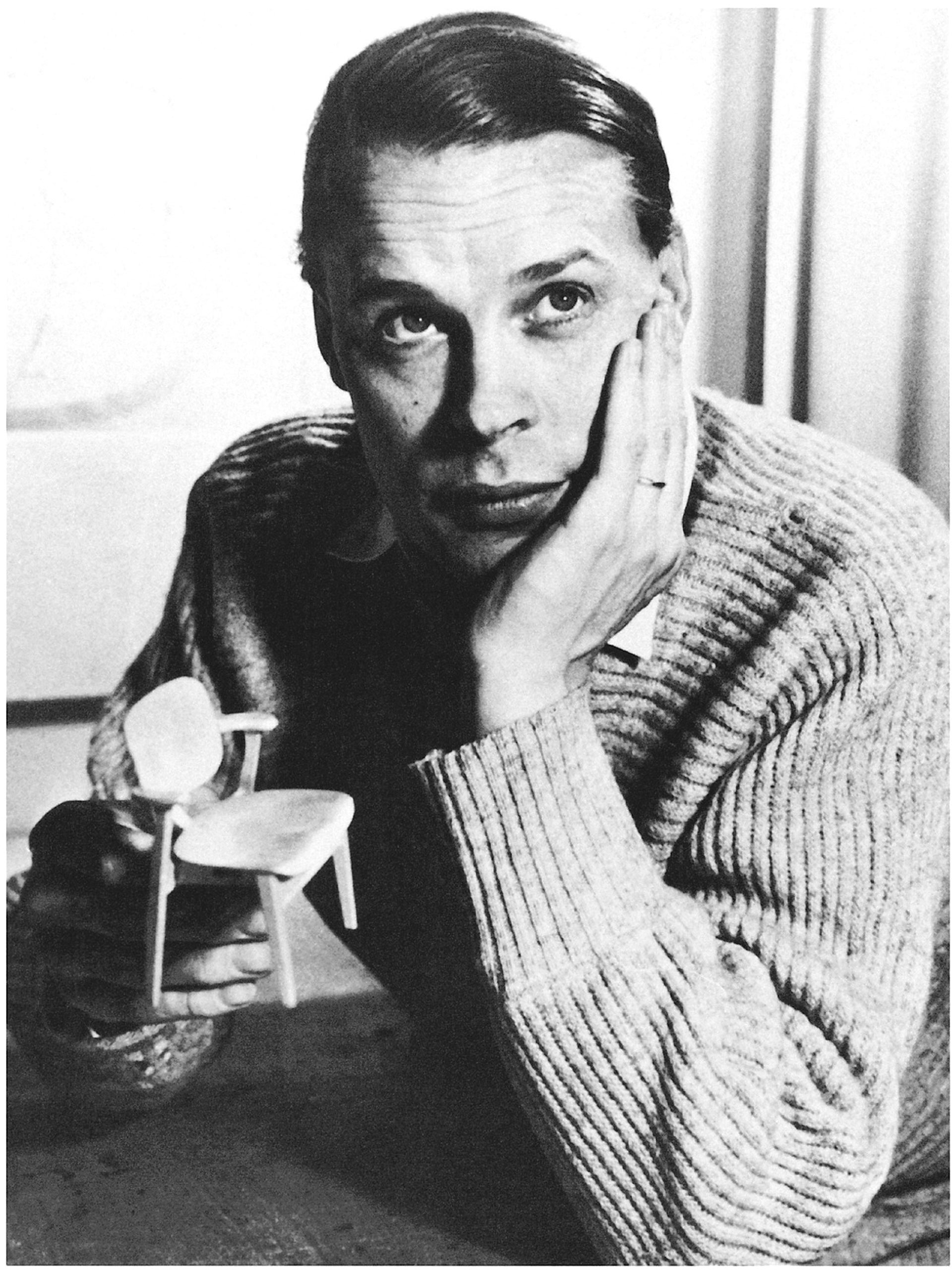
Ilmari Tapiovaara
31 januari

| 1 | 2 | 3 | 4 | 5 | 6 | 7 | 8 | 9 | 10 | 11 | 12 | 13 | 14 | 15 | 16 | 17 | 18 | 19 | 20 | 21 | 22 | 23 | 24 | 25 | 26 | 27 | 28 | 29 | 30 | 31 |
| - | - | - | - | - | - | - | - | - | -- | -- | -- | -- | -- | -- | -- | -- | -- | -- | -- | -- | -- | -- | -- | -- | -- | -- | -- | -- | -- | -- |

### 1 januari
- Patrick de Josselin de Jong (76), Nederlands antropoloog

### 2 januari
- Sebastian Haffner (91), Duits journalist en historicus

### 3 januari
- Frits Hirschland (50), Nederlands muziekproducent
- Chuck Parsons (74), Amerikaans autocoureur

### 4 januari
- Victor De Bruyne (98), Belgisch politicus

### 5 januari
- Wim De Gruyter (79), Belgisch journalist

### 6 januari
- Joseph Malta (80), Amerikaans beul
- Ntsu Mokhehle (80), Lesothaans politicus
- Michel Petrucciani (36), Frans jazzpianist

### 7 januari
- Bert Hermans (83), Belgisch atleet
- Newell Hillis Long (93), Amerikaans componist

### 9 januari
- Julien Ernest Allard (86), Belgisch politicus
- Robert Douglas (89), Brits-Amerikaans acteur
- Jim Peters (80), Brits atleet
- Mien Ruys (94), Nederlands tuinarchitecte

### 10 januari
- Brian Moore (77), Iers schrijver

### 11 januari
- Fabrizio De André (58), Italiaans zanger en liedjesschrijver
- Simon Drakoel (68), Macedonische schrijver en historicus

### 13 januari
- Rutger Wessel van Boetzelaer (84), Nederlands burgemeester

### 14 januari
- Aldo van Eyck (80), Nederlands architect
- Jerzy Grotowski (65), Pools toneelregisseur
- Janus Hellemons (86), Nederlands wielrenner

### 15 januari
- John Baker Saunders (44), Amerikaans muzikant

### 16 januari
- Oscar Cullmann (96), Duits-Frans theoloog

### 18 januari
- Günter Strack (69), Duits acteur

### 19 januari
- Jan Battermann (90), Nederlands graficus en kunstschilder
- Gerrit van Dam (76), Nederlands politicus

### 20 januari
- Annie de Moor-Ringnalda (92), Nederlands schrijfster
- Josefina Plá (95), Paraguayaans schrijfster, dichteres, kunstenares en kunstcritica

### 21 januari
- Tetje de Jong (80), Nederlands politiefunctionaris

### 22 januari
- Paul Cammermans (77), Belgisch acteur en regisseur
- Albert Nagele (71), Oostenrijks componist

### 23 januari
- Joe D'Amato (62), Italiaans filmregisseur

### 24 januari
- Roger Rondeaux (78), Frans wielrenner

### 25 januari
- Ben Nijboer (83), Nederlands theoretisch fysicus
- Henri Rochereau (90), Frans politicus

### 28 januari
- Torgny T:son Segerstedt (90), Zweeds filosoof en socioloog
- František Vláčil (74), Tsjechisch filmregisseur

### 29 januari
- Vadim Linetski (30), Russisch filosoof en literatuurwetenschapper

### 30 januari
- Dolf van der Linden (83), Nederlands dirigent

### 31 januari
- Ilmari Tapiovaara (84), Fins ontwerper

## Februari

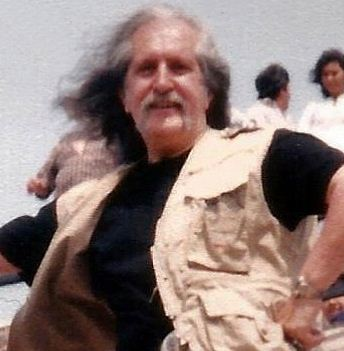
Barış Manço
1 februari

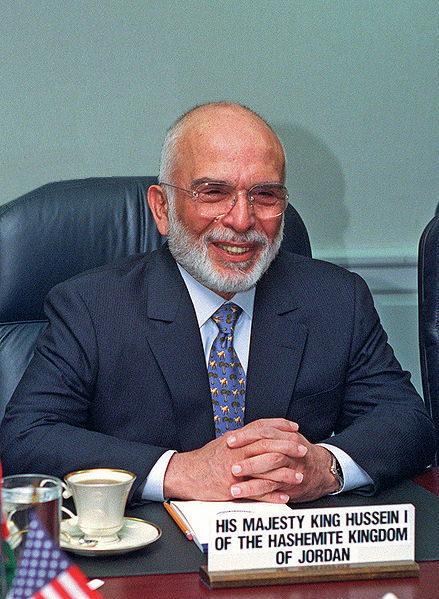
Hoessein van Jordanië
7 februari

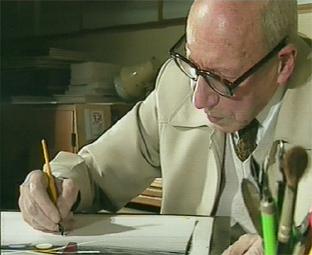
Michel Seuphor
12 februari

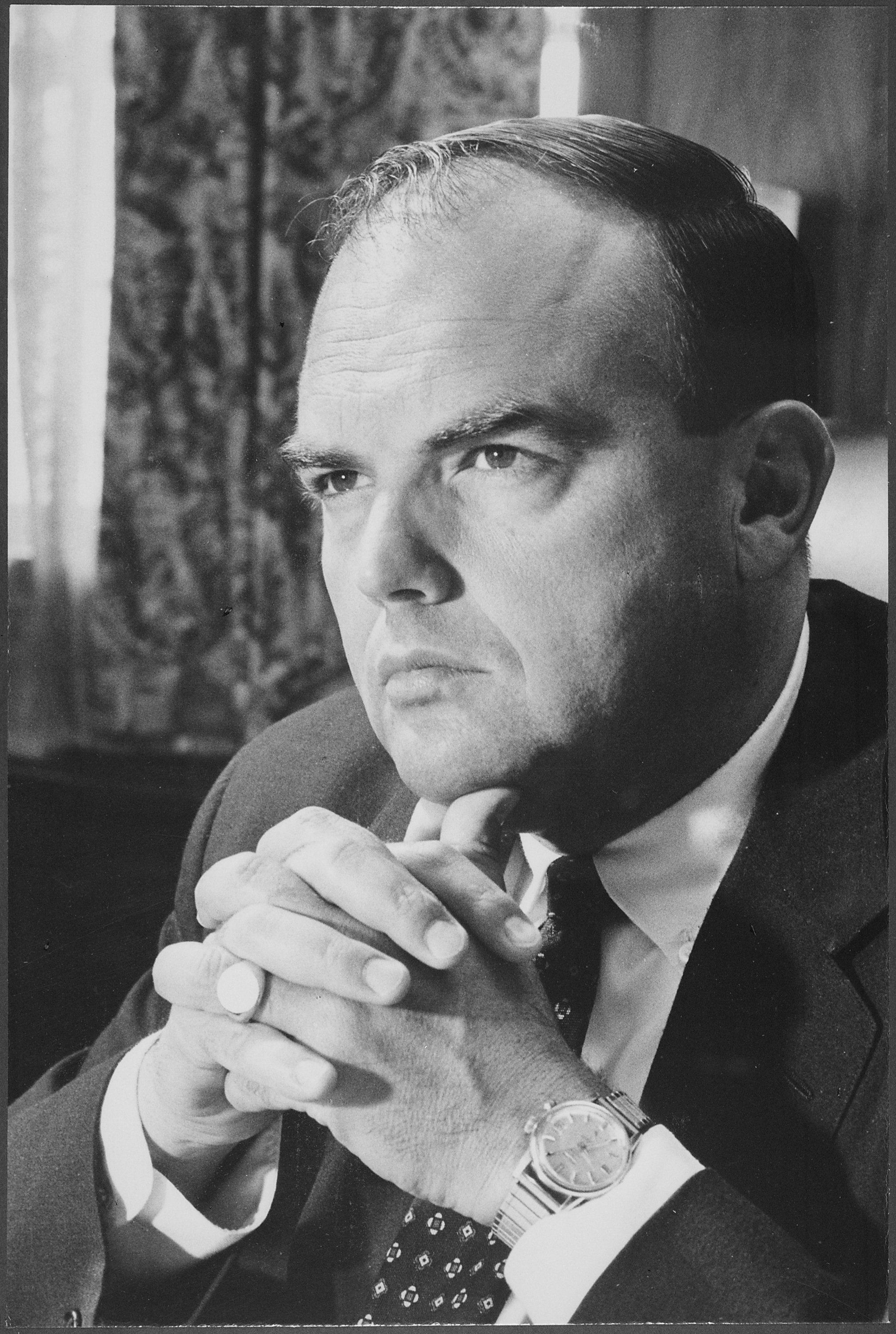
John Ehrlichman
14 februari

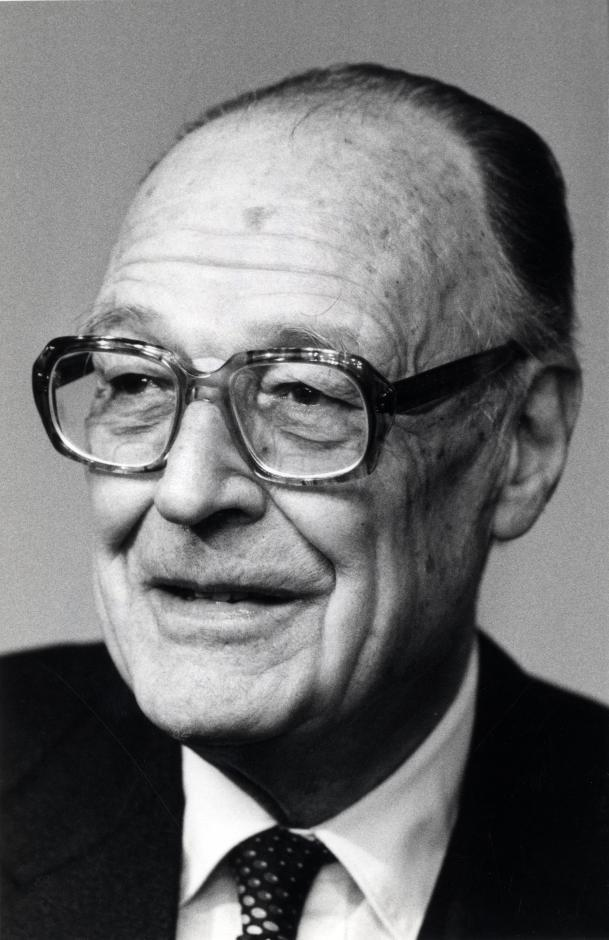
Henk Hofstra
16 februari

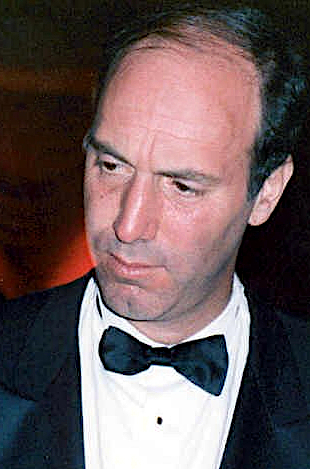
Gene Siskel
20 februari

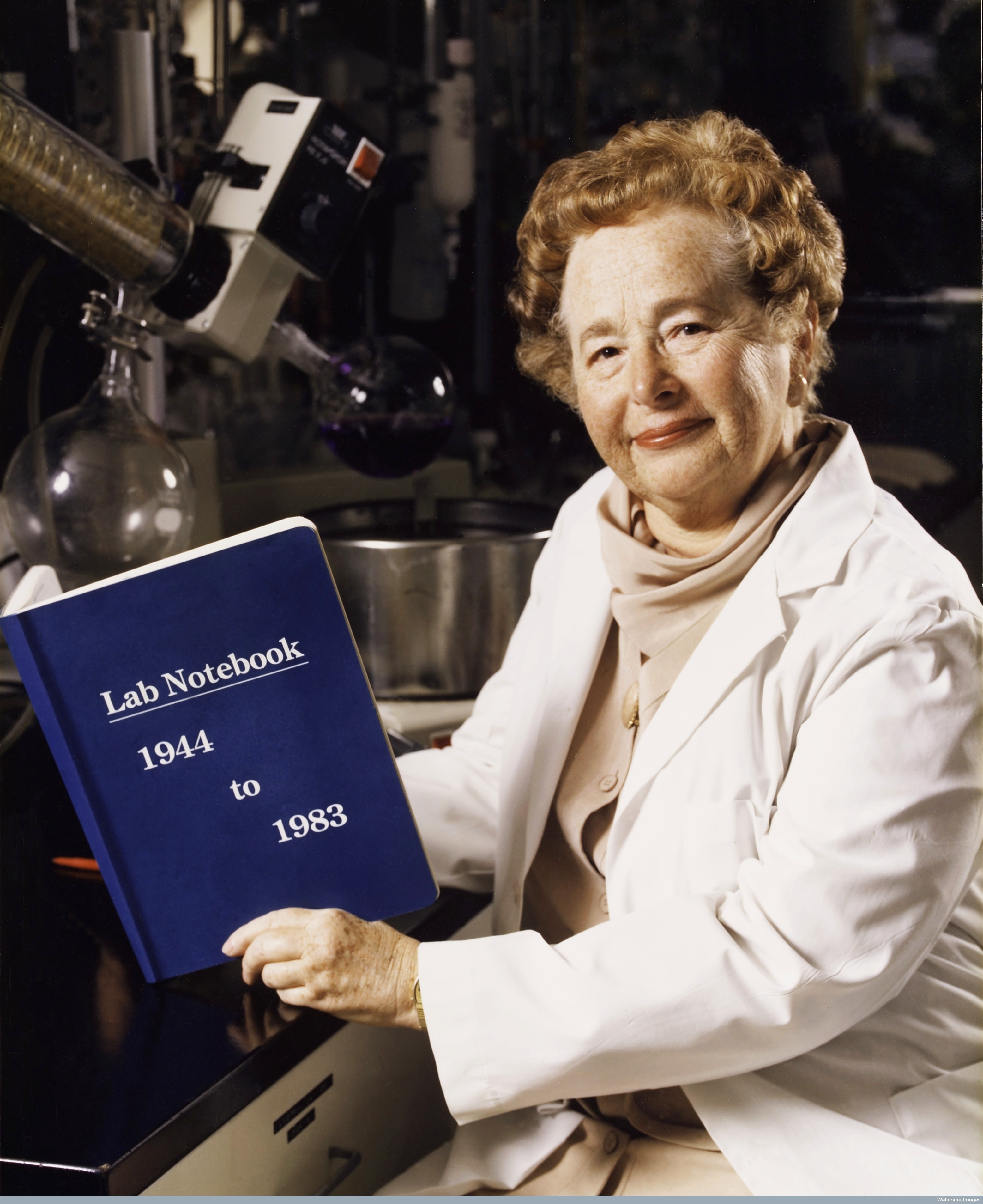
Gertrude Elion
21 februari

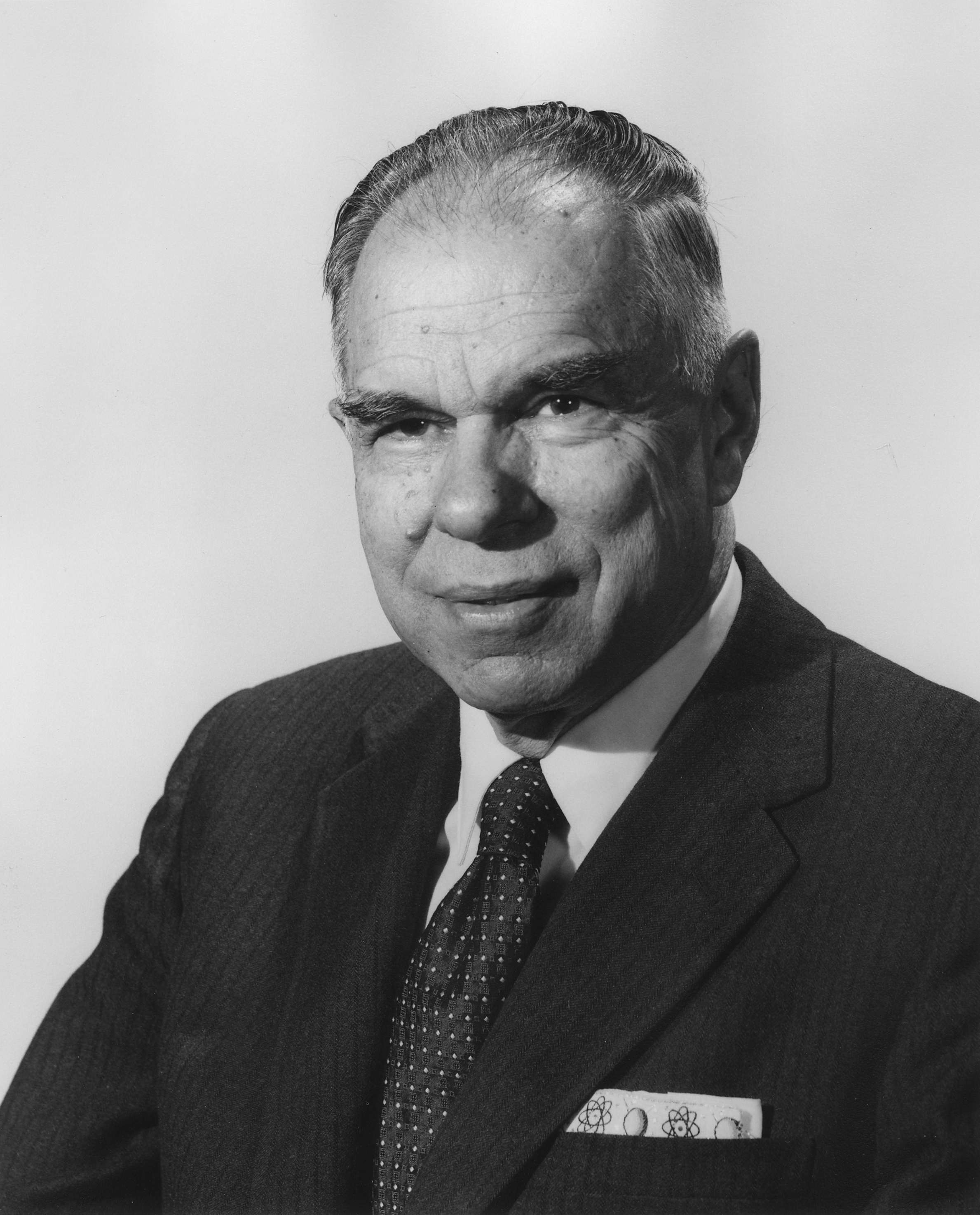
Glenn Seaborg
25 februari

| 1 | 2 | 3 | 4 | 5 | 6 | 7 | 8 | 9 | 10 | 11 | 12 | 13 | 14 | 15 | 16 | 17 | 18 | 19 | 20 | 21 | 22 | 23 | 24 | 25 | 26 | 27 | 28 |
| - | - | - | - | - | - | - | - | - | -- | -- | -- | -- | -- | -- | -- | -- | -- | -- | -- | -- | -- | -- | -- | -- | -- | -- | -- |

### 1 februari
- Barış Manço (56), Turks rockzanger en songwriter

### 3 februari
- Luc Borrelli (33), Frans voetballer
- Sjoerd Albert Lapré (78), Nederlands militair

### 4 februari
- Vittorio Marzotto (76), Italiaans autocoureur

### 5 februari
- Toon Kortooms (82), Nederlands schrijver
- Wassily Leontief (93), Duits-Amerikaans econoom

### 6 februari
- Danny Dayton (75), Amerikaans acteur
- Joeri Istomin (54), Sovjet-voetballer
- Hans Zikeli (88), Roemeens handballer

### 7 februari
- Hoessein (63), koning van Jordanië
- Andrew Keller (73), Brits fysicus
- Umberto Maglioli (70), Italiaans autocoureur
- Renaat Peeters (73), Belgisch politicus
- Bobby Troup (80), Amerikaans muzikant en acteur

### 8 februari
- Iris Murdoch (79), Iers schrijfster en filosofe

### 12 februari
- Jaroslawa Dankowa (73), Nederlands beeldhouwster
- Michel Seuphor (97), Belgisch kunstenaar
- Jo Zanders (90), Nederlands burgemeester

### 14 februari
- Eugenio Echeverría Castellot (80), Mexicaans politicus
- John Ehrlichman (73), Amerikaans politiek adviseur

### 15 februari
- Big L (24), Amerikaans rapper
- Billy Garrett (65), Amerikaans autocoureur
- Roger Hostekint (80), Belgisch politicus
- Henry Kendall (72), Amerikaans natuurkundige
- Jan Masséus (86), Nederlands componist en musicus

### 16 februari
- Necil Kazim Akses (90), Turks componist
- Fritzi Burger (88), Oostenrijks kunstschaatsster
- Ugo Grappasonni (76), Italiaans golfer
- Henk Hofstra (94), Nederlands politicus
- Johan Kvandal (79), Noors componist
- Bailey Olter (61), Micronesisch politicus
- Betty Roche (79), Amerikaanse jazzzangeres

### 17 februari
- Paul De Clercq (80), Belgisch politicus
- Alida Edelman-Vlam (89), Nederlands sociaal-geograaf
- Leen Kranenburg (82), Nederlands militair

### 18 februari
- Henk Vos (55), Nederlands politicus

### 19 februari
- Trudy Desmond (53), Canadees jazzzangeres
- Lotti van der Gaag (75), Nederlands beeldend kunstenaar
- Dirk Hagemeijer (86), Nederlands militair
- Leo Heijdenrijk (66), Nederlands architect
- Lloyd LaBeach (74), Panamees atleet
- Georg Meier (88), Duits auto- en motorcoureur

### 20 februari
- Frans Grootjans (77), Belgisch politicus
- Sarah Kane (28), Brits toneelschrijfster
- Gene Siskel (53), Amerikaans filmrecensent

### 21 februari
- Gertrude Elion (81), Amerikaans farmacologe
- Peter Pit (65), Nederlands-Amerikaans goochelaar

### 22 februari
- Philip Bloemendal (80), Nederlands nieuwslezer
- Menno Oosting (34), Nederlands tennisser

### 23 februari
- Rick Wilson (29), Amerikaans professioneel worstelaar

### 24 februari
- Catharina Roodzant (102), Nederlands schaakster

### 25 februari
- Glenn Seaborg (86), Amerikaans scheikundige en kernfysicus

### 26 februari
- Nicolas Stassart (86), Belgisch politicus

## Maart

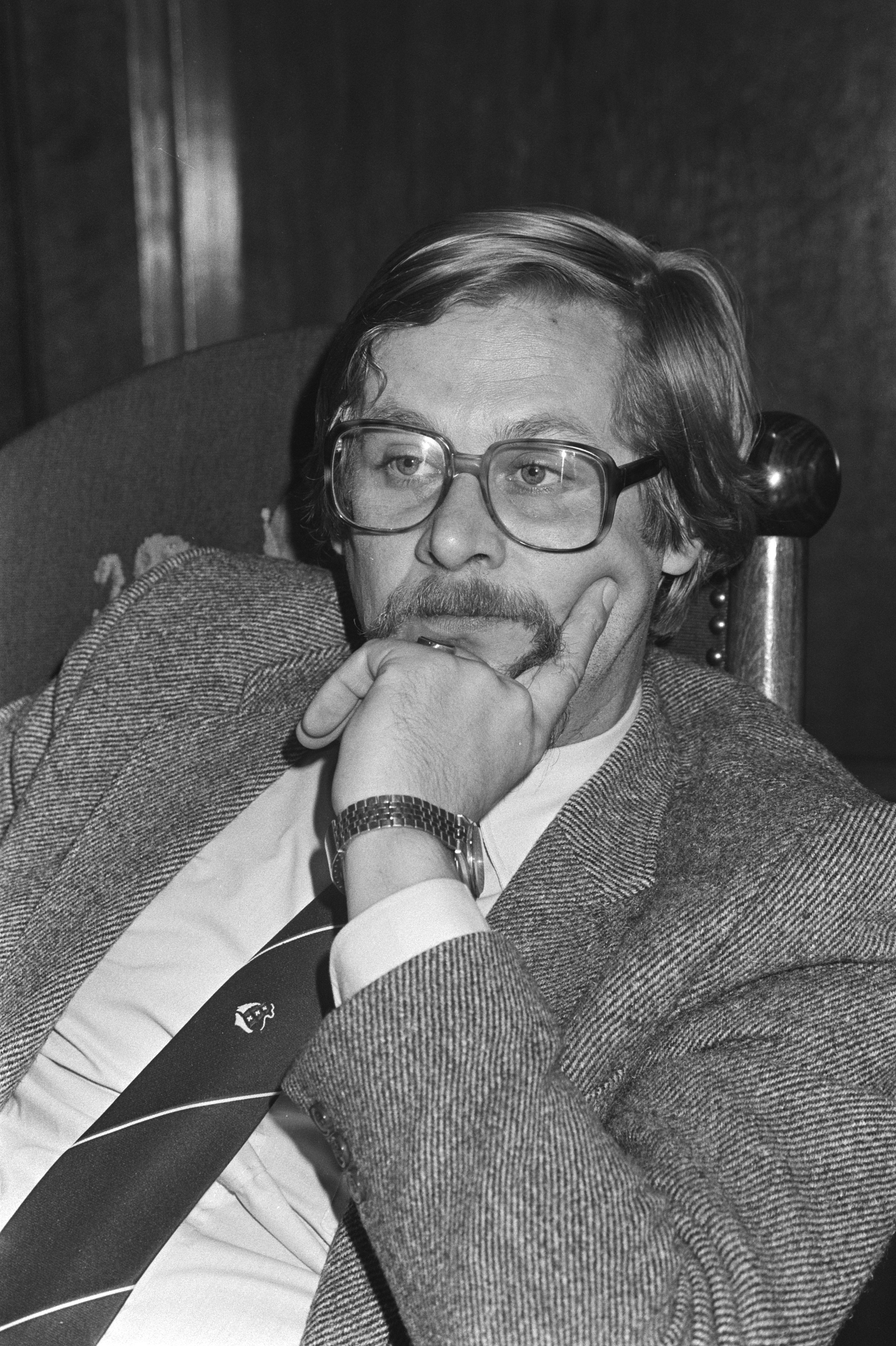
Enneüs Heerma
1 maart

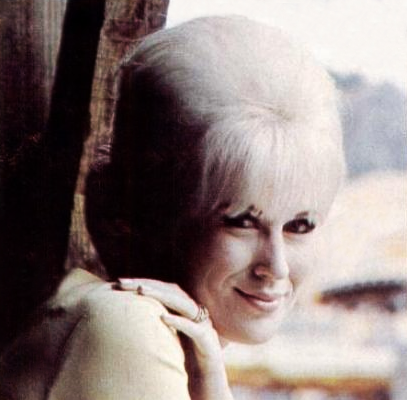
Dusty Springfield
2 maart

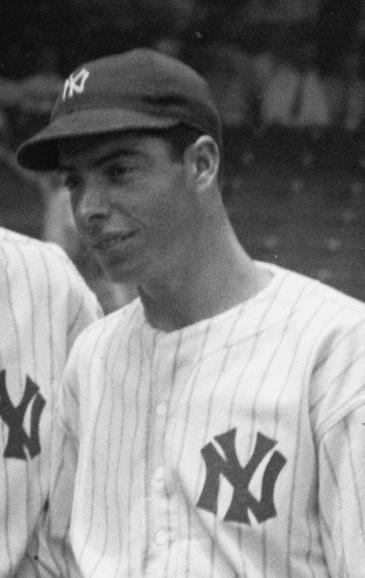
Joe DiMaggio
8 maart

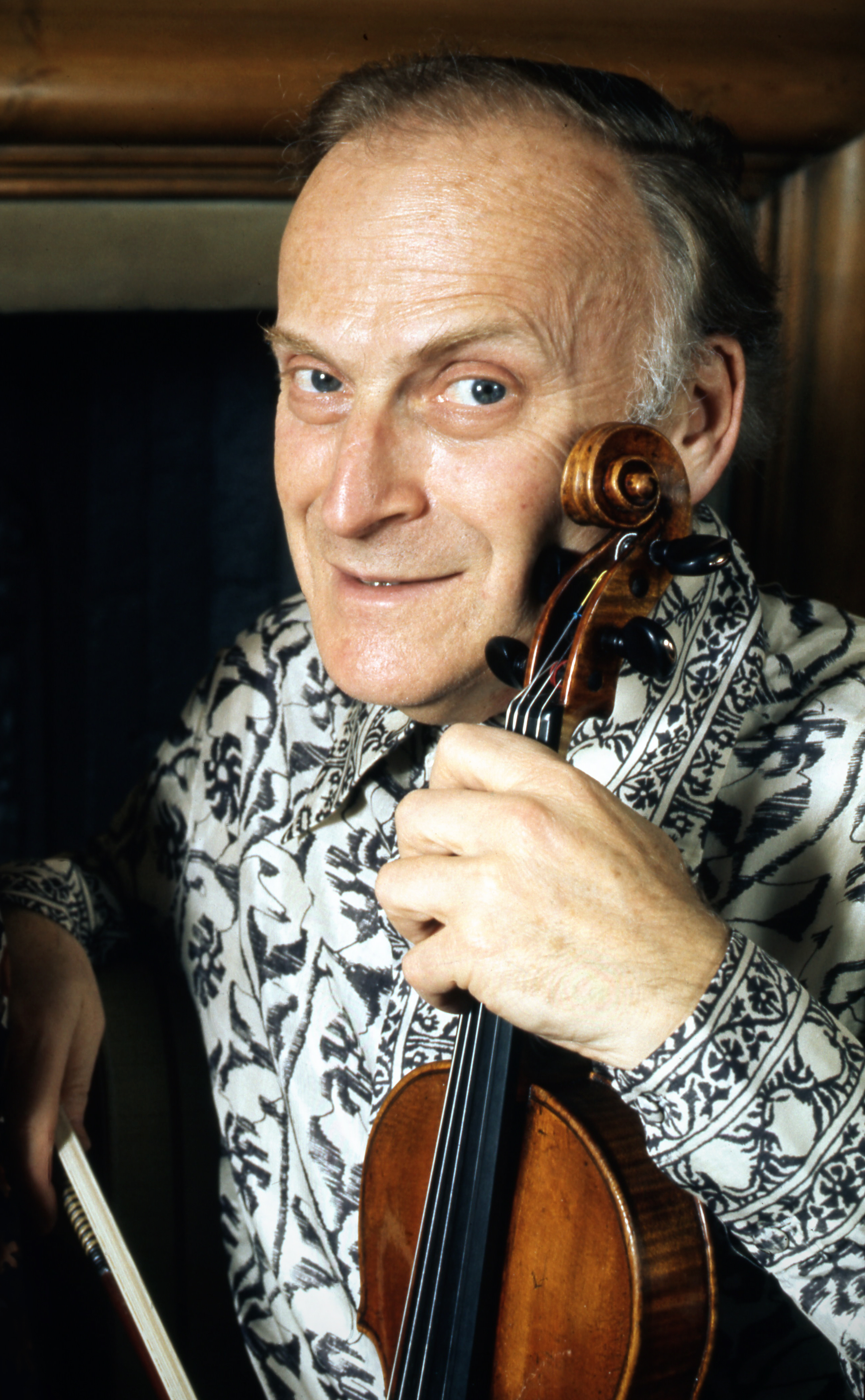
Yehudi Menuhin
12 maart

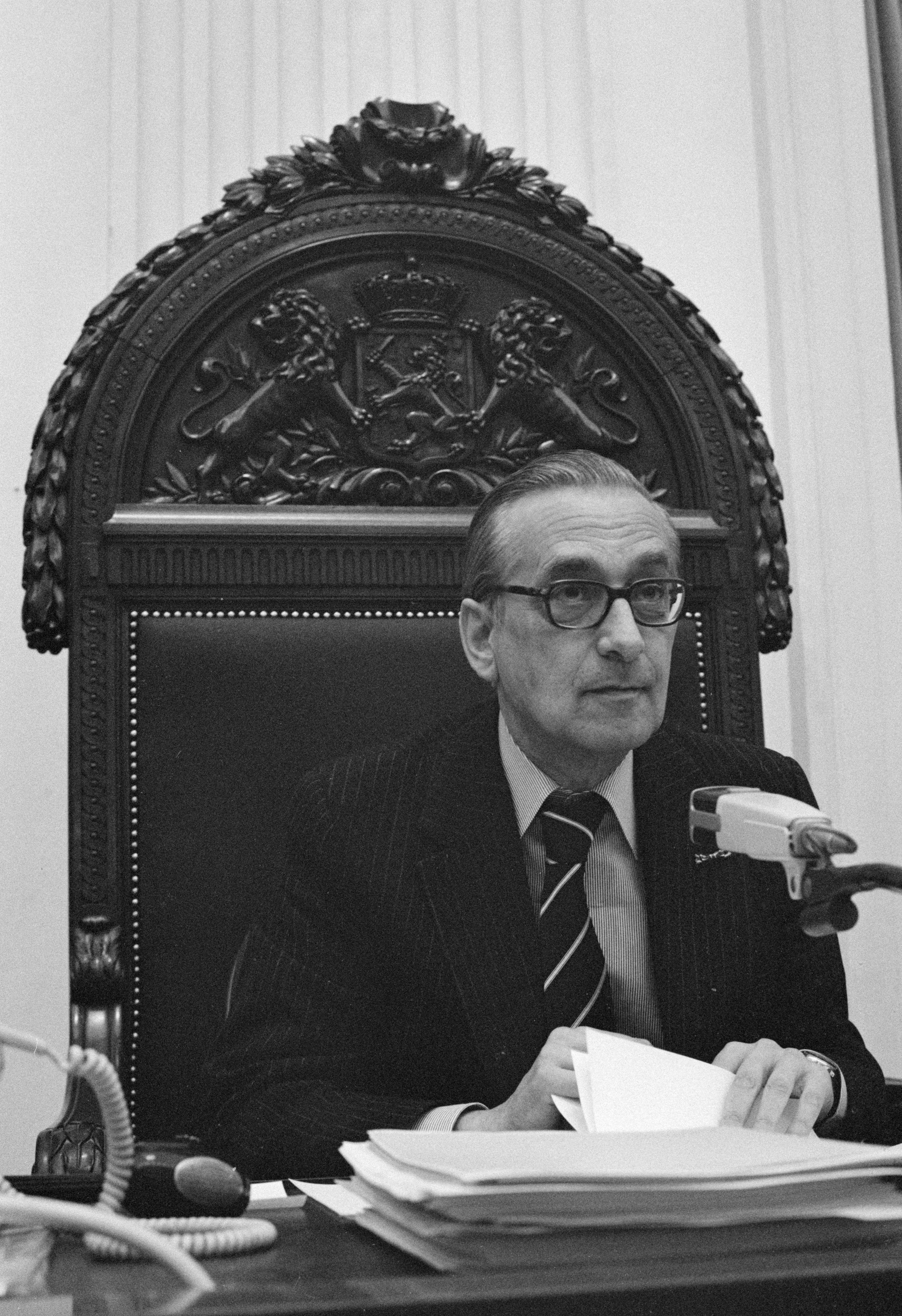
Theo Joekes
16 maart

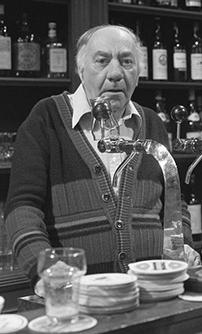
Frans Vrolijk
28 maart

| 1 | 2 | 3 | 4 | 5 | 6 | 7 | 8 | 9 | 10 | 11 | 12 | 13 | 14 | 15 | 16 | 17 | 18 | 19 | 20 | 21 | 22 | 23 | 24 | 25 | 26 | 27 | 28 | 29 | 30 | 31 |
| - | - | - | - | - | - | - | - | - | -- | -- | -- | -- | -- | -- | -- | -- | -- | -- | -- | -- | -- | -- | -- | -- | -- | -- | -- | -- | -- | -- |

### 1 maart
- Enneüs Heerma (54), Nederlands politicus

### 2 maart
- Dusty Springfield (59), Brits zangeres

### 3 maart
- Gerhard Herzberg (94), Duits-Canadees natuurkundige en fysisch-chemicus
- Lee Philips (72), Amerikaans acteur en filmregisseur

### 4 maart
- Fritz Honegger (81), Zwitsers politicus
- Gris Plity (85), Ossetisch dichter
- Karel van het Reve (77), Nederlands schrijver

### 5 maart
- Walter Diggelmann (84), Zwitsers baanwielrenner
- Richard Kiley (76), Amerikaans acteur

### 6 maart
- Eric Wolf (76), Oostenrijks-Amerikaans antropoloog

### 7 maart
- Friedrich Asinger (91), Oostenrijks scheikundige
- Paul Bouts (99), Belgisch priester en frenoloog
- Stanley Kubrick (70), Amerikaans regisseur

### 8 maart
- Adolfo Bioy Casares (84), Argentijns schrijver
- Joe DiMaggio (84), Amerikaans honkballer

### 9 maart
- Harry Somers (73), Canadees componist en pianist

### 10 maart
- Alfred Califice (82), Belgisch politicus
- Oswaldo Guayasamín (79), Ecuadoraans kunstschilder

### 11 maart
- Frans Boermans (81), Nederlands liedjesschrijver

### 12 maart
- Yehudi Menuhin (82), Amerikaans violist

### 13 maart
- Lucienne Bloch (90), Zwitsers-Amerikaans kunstenaar
- Lee Falk (87), Amerikaans schrijver, stripauteur en producer
- Oldřich Svoboda (71), Tsjechisch componist, contrabassist en dirigent

### 14 maart
- Attilio Rucano (95), Italiaans componist en muziekpedagoog

### 16 maart
- Theo Joekes (75), Nederlands politicus en schrijver
- Eric Stokes (68), Amerikaans componist en muziekpedagoog
- Hendrik de Wit (89), Nederlands botanicus

### 19 maart
- Wiebe Jannes Formsma (96), Nederlands historicus en publicist
- José Agustín Goytisolo i Gay (70), Catalaans dichter

### 21 maart
- Mary Ainsworth (85), Amerikaans psycholoog
- Jean Guitton (97), Frans filosoof

### 22 maart
- Dick Maurer (65), Nederlands voetbaltrainer
- Max van der Wissel (93), Nederlands kunstenaar

### 24 maart
- Pierre H. Dubois (81), Nederlands dichter en schrijver

### 26 maart
- Bertus Johannes Zoetemeijer (82), Nederlands burgemeester

### 27 maart
- Michael Aris (53), Brits boeddholoog
- Nahum Stelmach (62), Israëlisch voetballer

### 28 maart
- Frits Jan Kievits (69), Nederlands werktuigbouwkundige en bestuurder
- Frans Vrolijk (74), Nederlands acteur en humorist

### 29 maart
- Raimo Kuuluvainen (43), Fins voetballer

### 30 maart
- Albert Coppé (87), Belgisch politicus
- Igor Netto (69), Sovjet-voetballer en trainer

### 31 maart
- Joeri Knorozov (76), Russisch taalkundige en antropoloog
- Herbert Rowen (82), Amerikaans historicus

## April

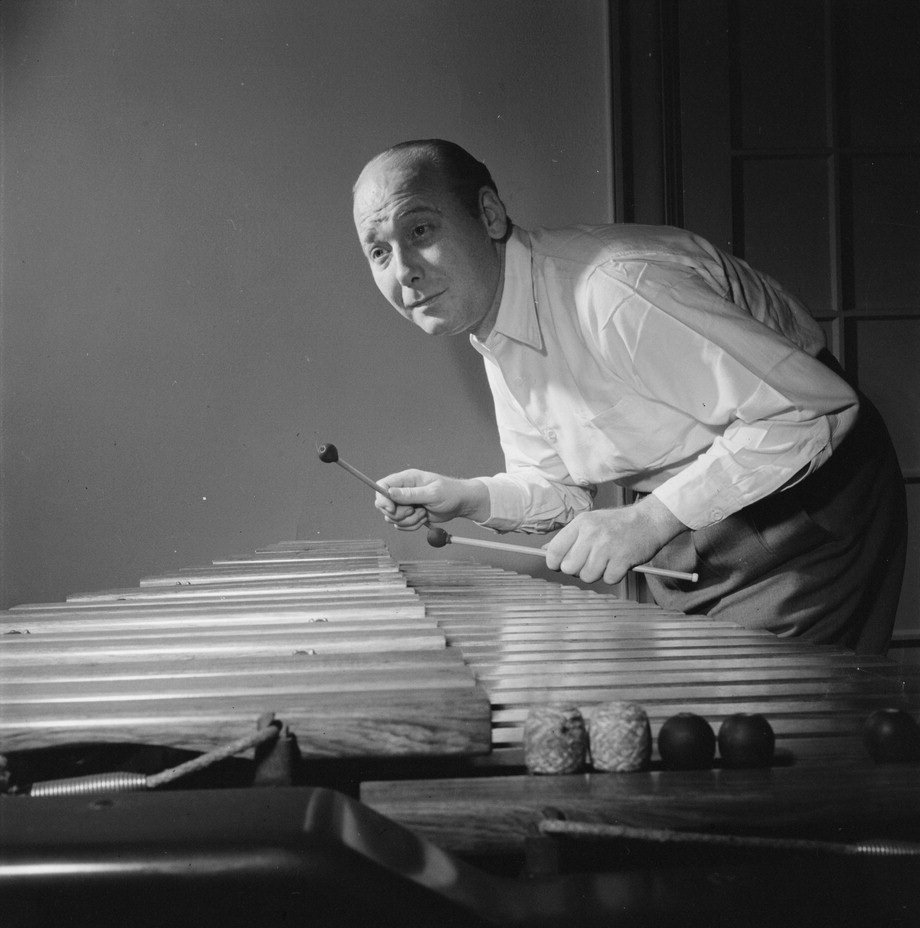
Red Norvo
6 april

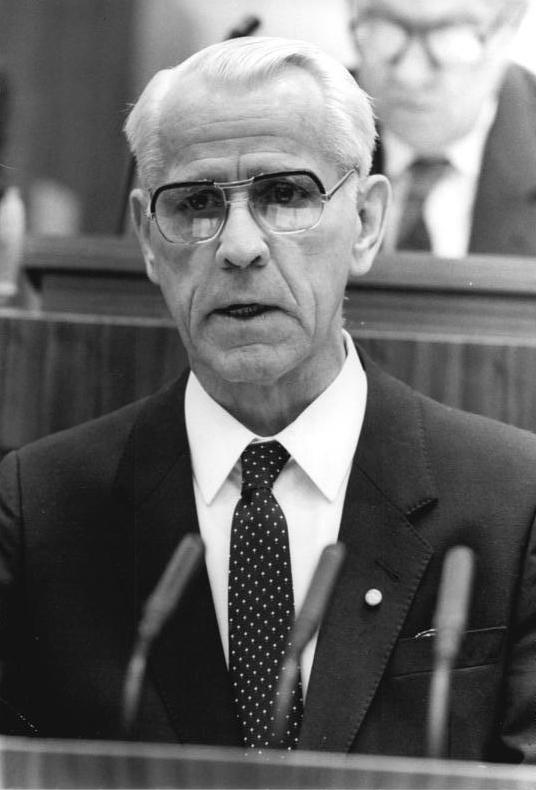
Willi Stoph
13 april

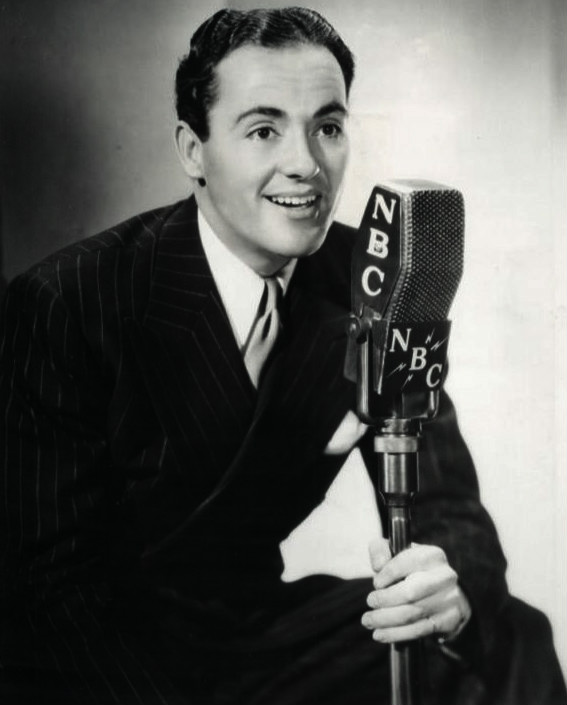
Charles Rogers
21 april

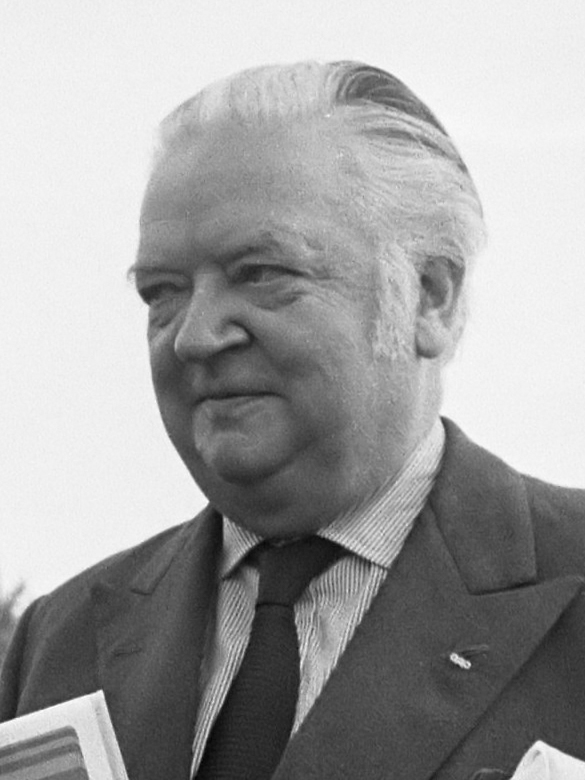
Michael Morris
25 april

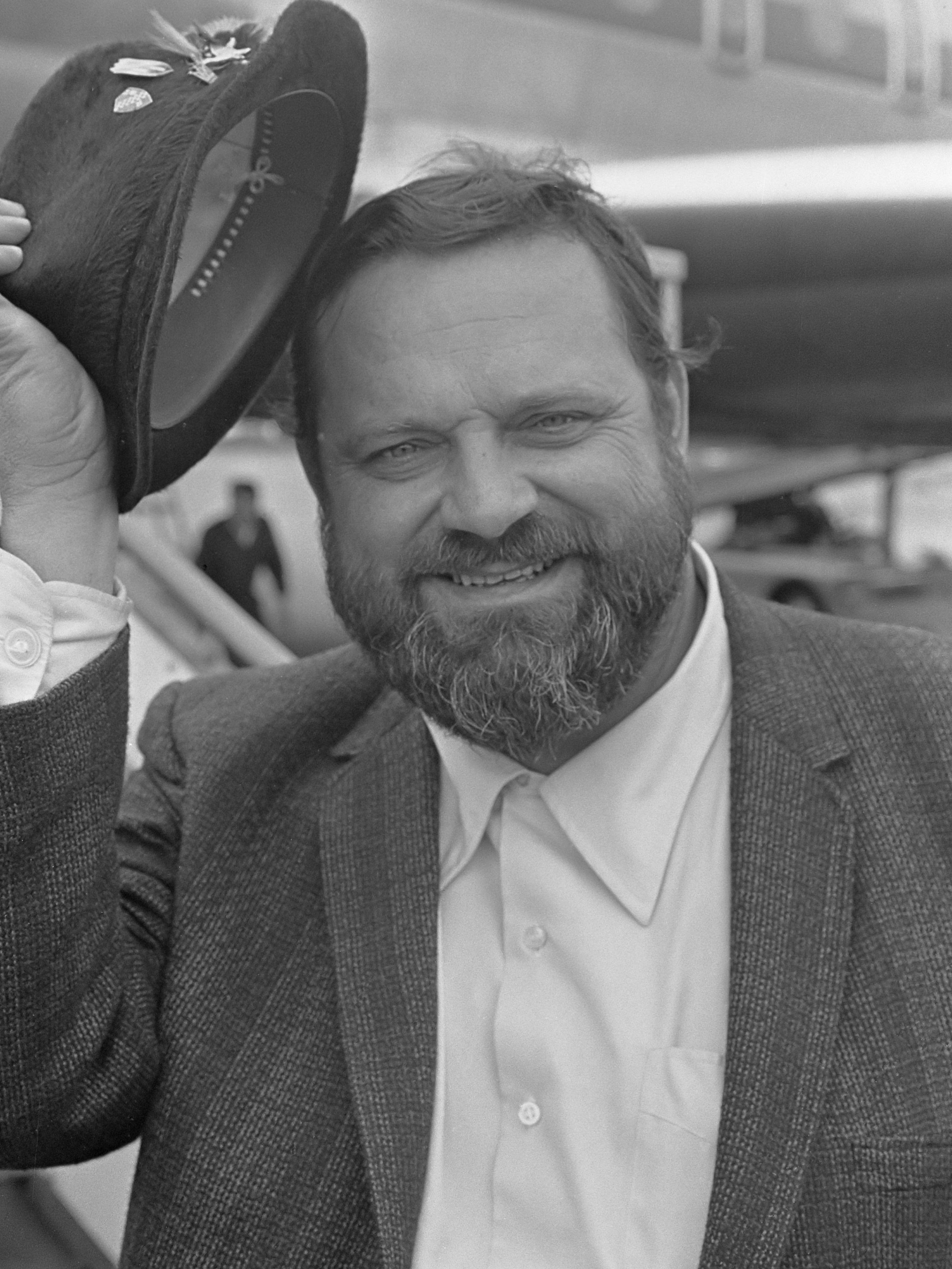
Al Hirt
27 april

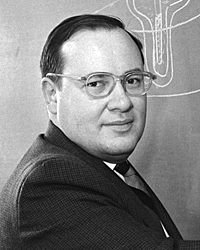
Arthur Schawlow
28 april

| 1 | 2 | 3 | 4 | 5 | 6 | 7 | 8 | 9 | 10 | 11 | 12 | 13 | 14 | 15 | 16 | 17 | 18 | 19 | 20 | 21 | 22 | 23 | 24 | 25 | 26 | 27 | 28 | 29 | 30 |
| - | - | - | - | - | - | - | - | - | -- | -- | -- | -- | -- | -- | -- | -- | -- | -- | -- | -- | -- | -- | -- | -- | -- | -- | -- | -- | -- |

### 1 april
- Gregory Short (60), Amerikaans componist, muziekpedagoog en pianist
- Emile Wagemans (78), Nederlands burgemeester

### 2 april
- Armand De Rore (79), Belgisch politicus

### 4 april
- Johan Veenhof (65), Nederlands schrijver
- Faith Domergue (74), Amerikaans actrice[1]

### 6 april
- Red Norvo (91), Amerikaans vibrafonist
- William Pleeth (83), Brits cellist

### 7 april
- Lucien Martens (87), Belgisch politicus
- Vic Moeremans (86), Belgisch acteur
- Hans van Wissen (52), Nederlands journalist

### 9 april
- Albert Popwell (72), Amerikaans acteur

### 11 april
- Alan Evans (49), Brits darter
- Vladimir Sjagin (67), Russisch kunstenaar

### 12 april
- P.G. Ballings (81), Nederlands burgemeester
- Wim Rengelink (86), Nederlands verzetsstrijder en omroepbestuurder
- Jos Simons (86), Belgisch hoorspelacteur

### 13 april
- Willi Stoph (84), Oost-Duits politicus

### 15 april
- Jop Bonnike (73), Nederlands burgemeester
- Nicola Trussardi (56), Italiaans modeontwerper

### 18 april
- Enrique Hormazábal (68), Chileens voetballer

### 19 april
- Hermine Ryan-Braunsteiner (79), Oostenrijks SS-kampbewaakster

### 20 april
- James Martin (71), Amerikaans scheikundige
- Rick Rude (40), Amerikaans professioneel worstelaar

### 21 april
- Charles Rogers (94), Amerikaans acteur en muzikant

### 22 april
- Ide Anak Agung Gde Agung (77), Indonesisch politicus en diplomaat

### 23 april
- Melba Liston (73), Amerikaans componist en musicus
- Tullo Pandolfini (84), Italiaans waterpolospeler

### 25 april
- Michael Morris (84), Iers journalist en sportbestuurder
- Roger Van Overstraeten (61), Belgisch ingenieur

### 26 april
- Adrian Borland (41), Brits muzikant
- Bernard Möller (75), Nederlands bisschop

### 27 april
- Al Hirt (67), Amerikaans trompettist
- Pavel Kloesjantsev (89), Russisch regisseur
- Eibert Meester (79), Nederlands politicus

### 28 april
- Mien Duchateau (94), Nederlands atlete
- Gabriel Gaudin (79), Frans wielrenner
- Alf Ramsey (79), Engels voetballer en voetbalcoach
- Arthur Schawlow (77), Amerikaans natuurkundige

## Mei

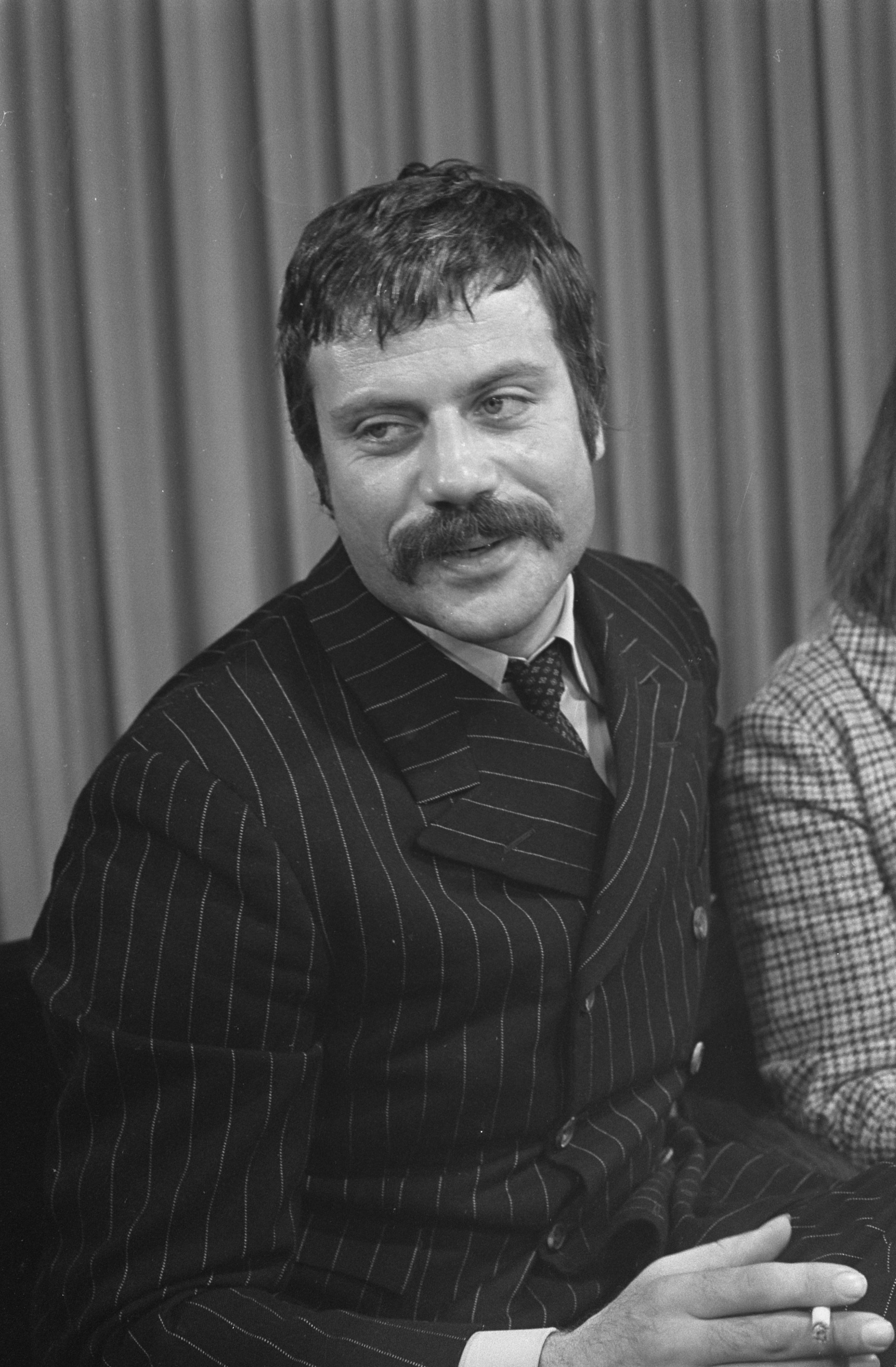
Oliver Reed
2 mei

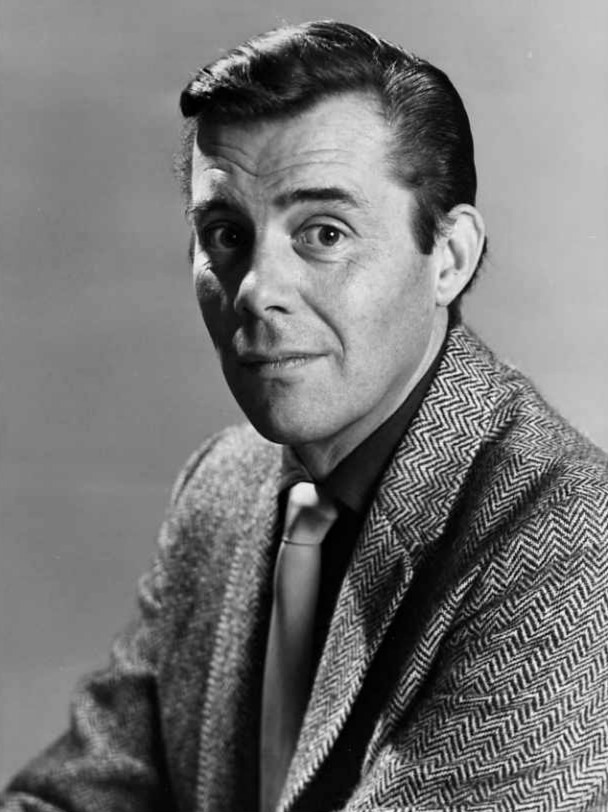
Dirk Bogarde
8 mei

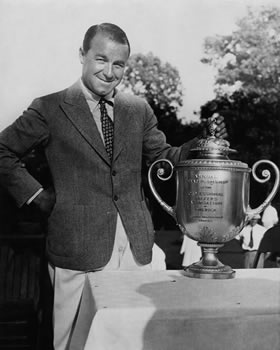
Gene Sarazen
13 mei

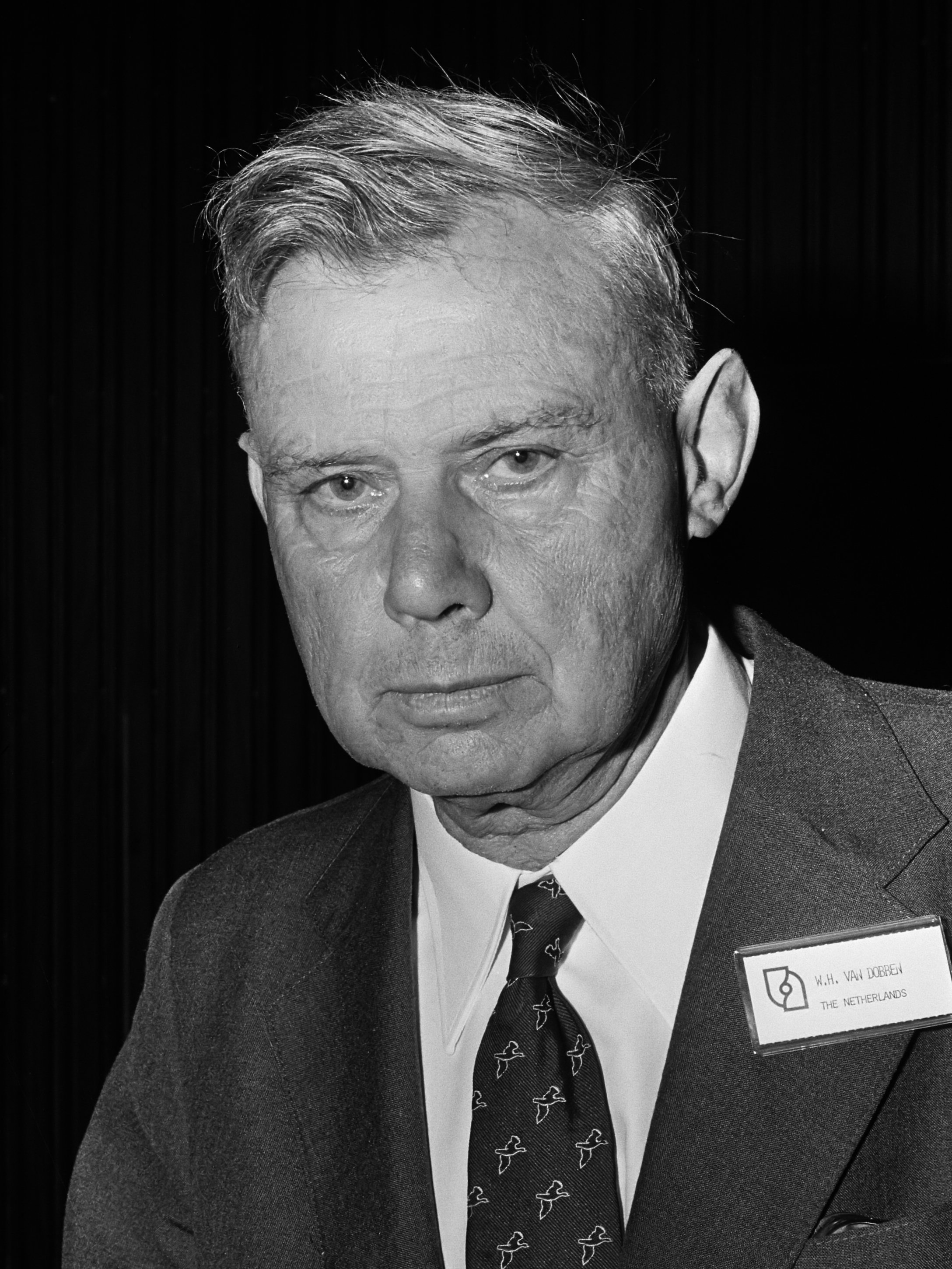
W.H. van Dobben
19 mei

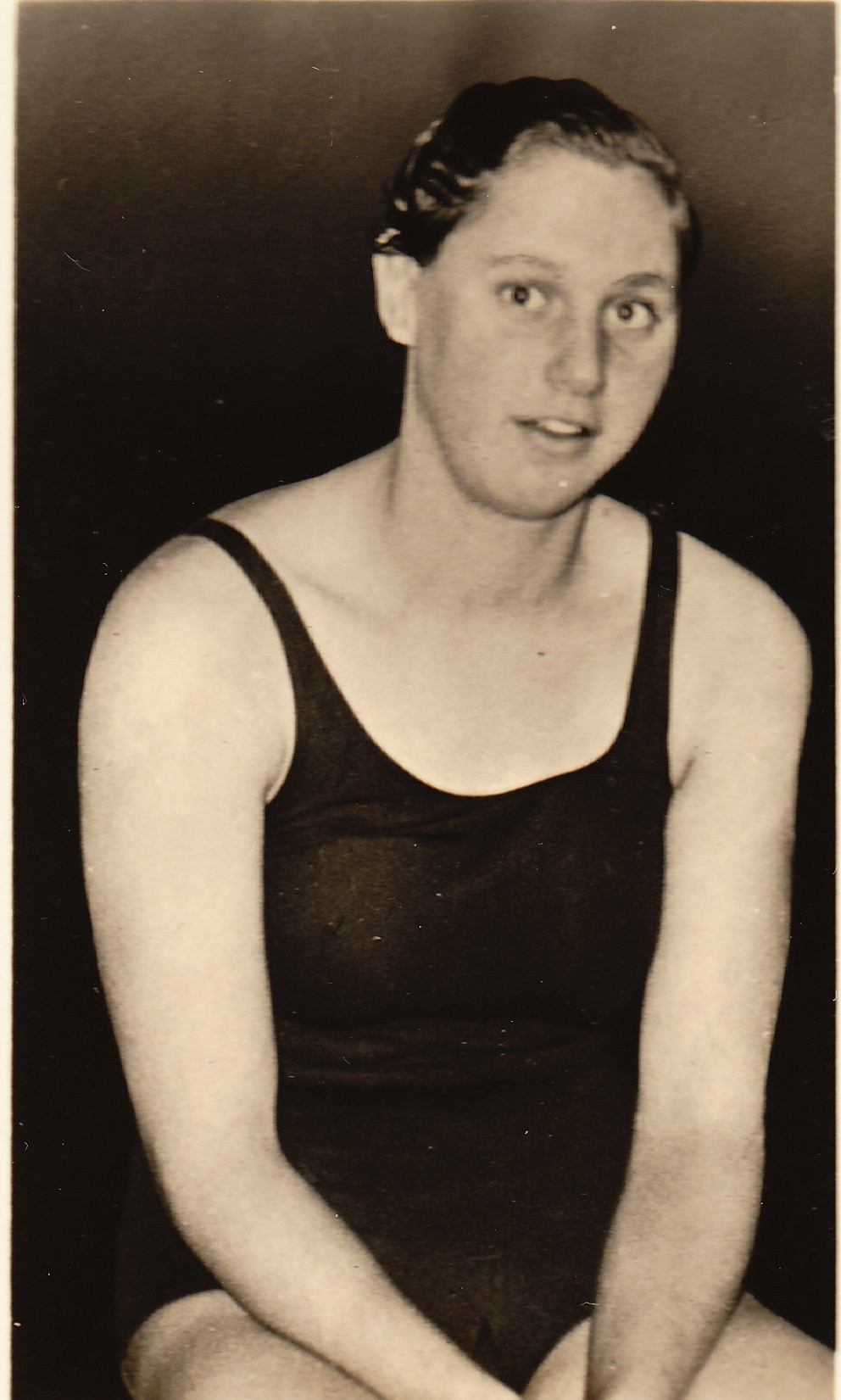
Alie Stijl
20 mei

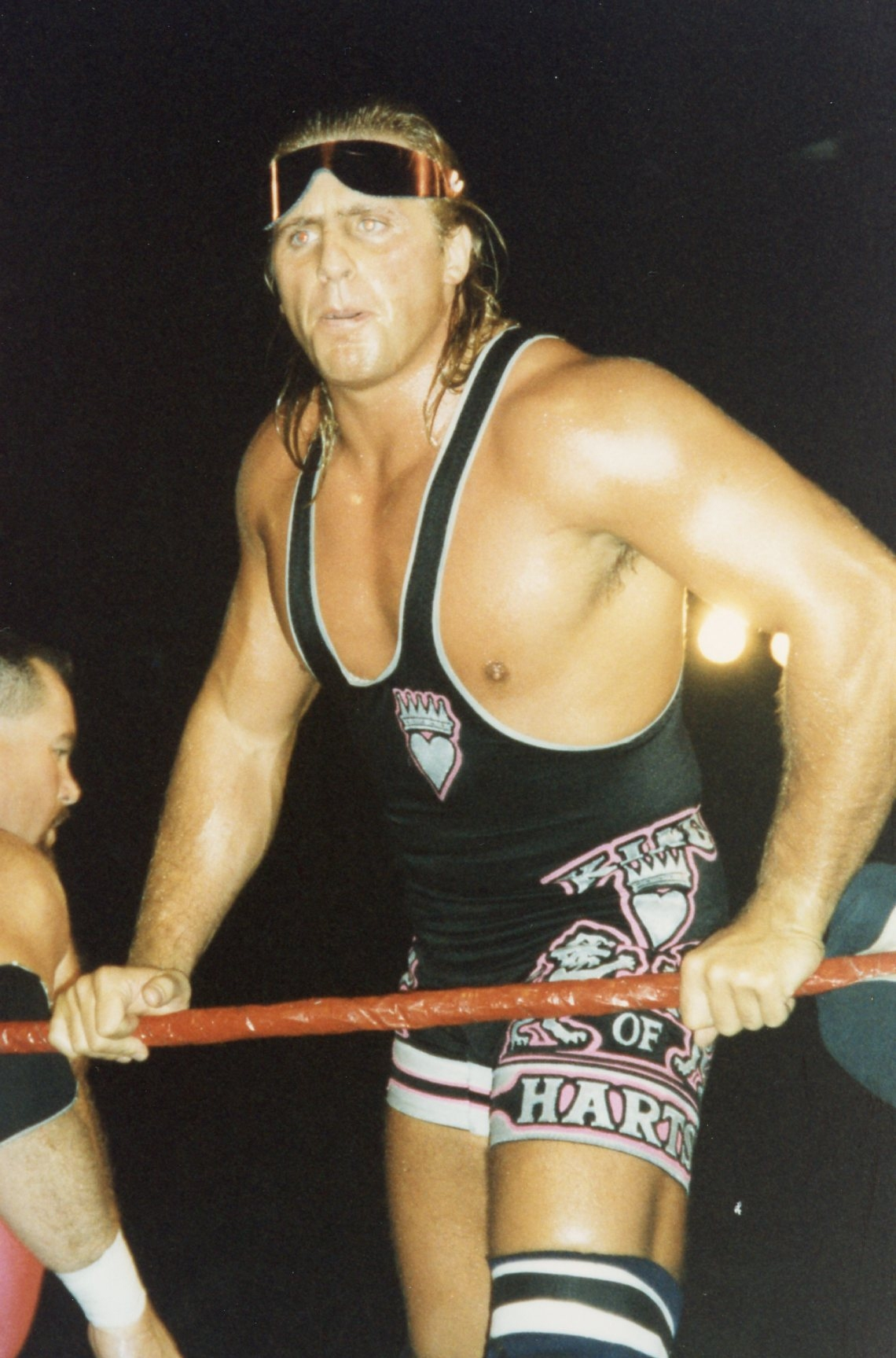
Owen Hart
23 mei

| 1 | 2 | 3 | 4 | 5 | 6 | 7 | 8 | 9 | 10 | 11 | 12 | 13 | 14 | 15 | 16 | 17 | 18 | 19 | 20 | 21 | 22 | 23 | 24 | 25 | 26 | 27 | 28 | 29 | 30 | 31 |
| - | - | - | - | - | - | - | - | - | -- | -- | -- | -- | -- | -- | -- | -- | -- | -- | -- | -- | -- | -- | -- | -- | -- | -- | -- | -- | -- | -- |

### 1 mei
- Brian Shawe-Taylor (84), Brits autocoureur
- Roger Verhas (78), Belgisch atleet

### 2 mei
- Oliver Reed (61), Brits acteur
- Leo van Zandvliet (80), Nederlands voetbalbestuurder

### 4 mei
- Wilfried Geeroms (57), Belgisch atleet en atletiektrainer

### 6 mei
- Jan Heij (78), Nederlands politicus

### 8 mei
- Dirk Bogarde (78), Brits acteur en auteur
- Guy-Philippe Luypaerts (68), Belgisch componist
- Dana Plato (34), Amerikaans actrice

### 10 mei
- Shel Silverstein (68), Amerikaans dichter

### 12 mei
- Saul Steinberg (84), Roemeens-Amerikaans cartoonist

### 13 mei
- Abdul Aziz bin Baaz (88), Saoedi-Arabisch geestelijke
- Giuseppe Petrilli (86), Italiaans politicus
- Gene Sarazen (97), Amerikaans golfer

### 15 mei
- Ernst Mosch (73), Duits dirigent en componist

### 16 mei
- Guy Cudell (82), Belgisch politicus
- Hans van Zummeren (71), Nederlands kunstschilder

### 17 mei
- Lembit Oll (33), Estisch schaker

### 18 mei
- Hans Mahle (87), Oost-Duits politicus
- Eugène Mattelaer (87), Belgisch burgemeester
- William McCauley (82), Canadees componist
- Augustus Pablo (45), Jamaicaans reggaeartiest
- Betty Robinson (87), Amerikaans atlete

### 19 mei
- Willem Hilbrand van Dobben (91), Nederlands bioloog en landbouwkundige

### 20 mei
- Carlos Quirino (89), Filipijns historicus en schrijver
- Arne Slettebak (73), Amerikaanse astronoom
- Alie Stijl (76), Nederlands zwemster

### 21 mei
- Jos Cleber (82), Nederlands dirigent, componist en programmamaker

### 22 mei
- Milton Banana (64), Braziliaans percussionist
- Ab van der Linden (87), Nederlands acteur

### 23 mei
- Owen Hart (34), Canadees professionele worstelaar
- Albert Charles Smith (93), Amerikaans botanicus

### 25 mei
- Horst Frank (69), Duits acteur

### 26 mei
- Erik von Kuehnelt-Leddihn (89), Oostenrijks filosoof
- Paul Sacher (93), Zwitserse dirigent

### 27 mei
- Zach de Beer (70), Zuid-Afrikaans politicus
- Leah Ray (74), Amerikaans zangeres

### 28 mei
- Herman Nieweg (67), Nederlands beeldhouwer en keramist
- Thierry Rijkhart de Voogd (54), Frans-Nederlandse schilder
- Petrus Van Teemsche (83), Belgisch wielrenner

### 31 mei
- Auguste Le Breton (86), Frans schrijver

## Juni

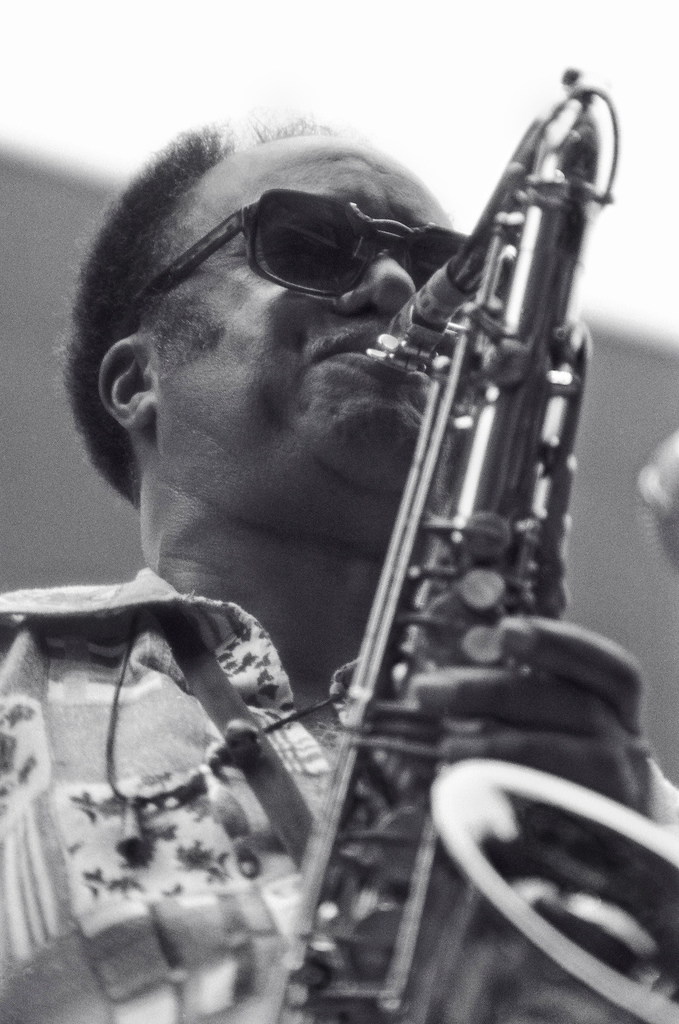
Ernie Wilkins
5 juni

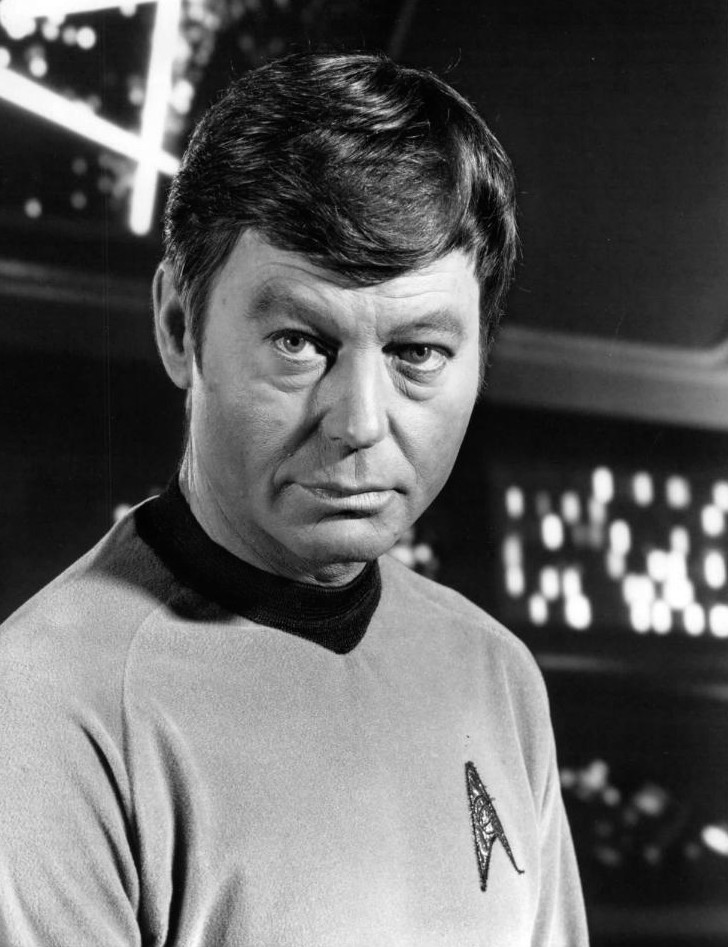
DeForest Kelley
11 juni

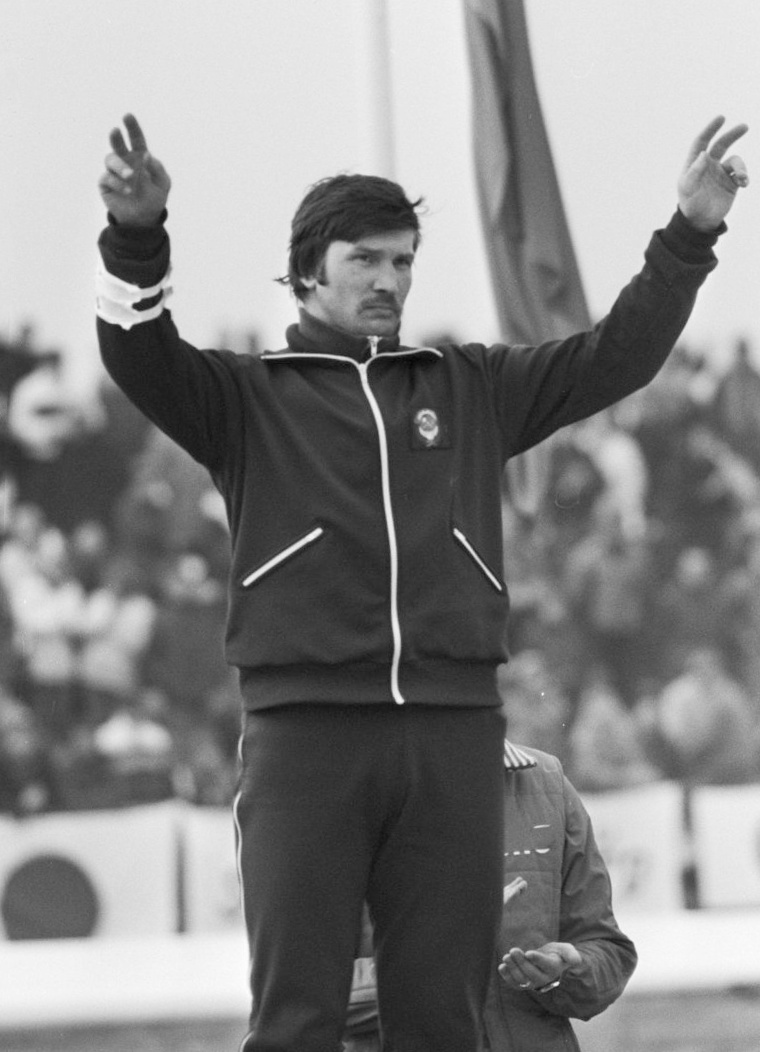
Sergej Chlebnikov
12 juni

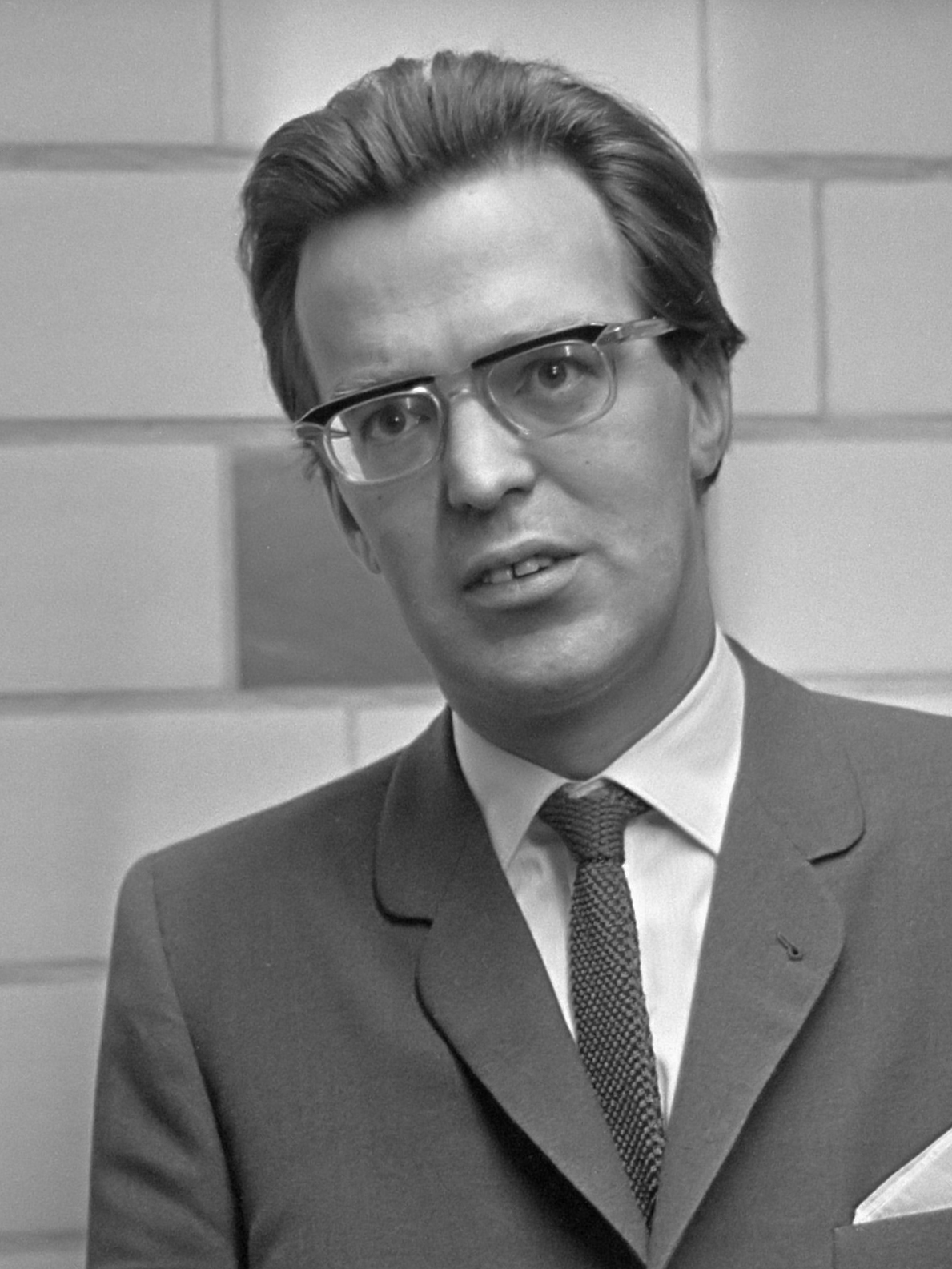
Ernst van Altena
14 juni

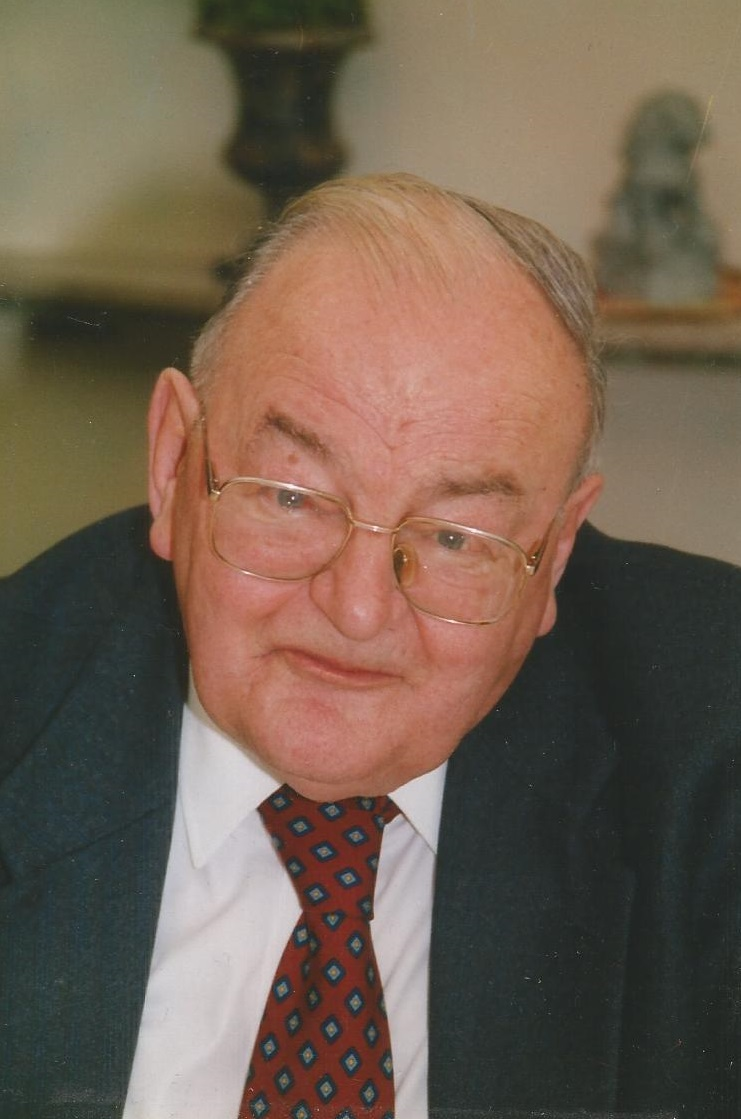
Marcel Vandewiele
18 juni

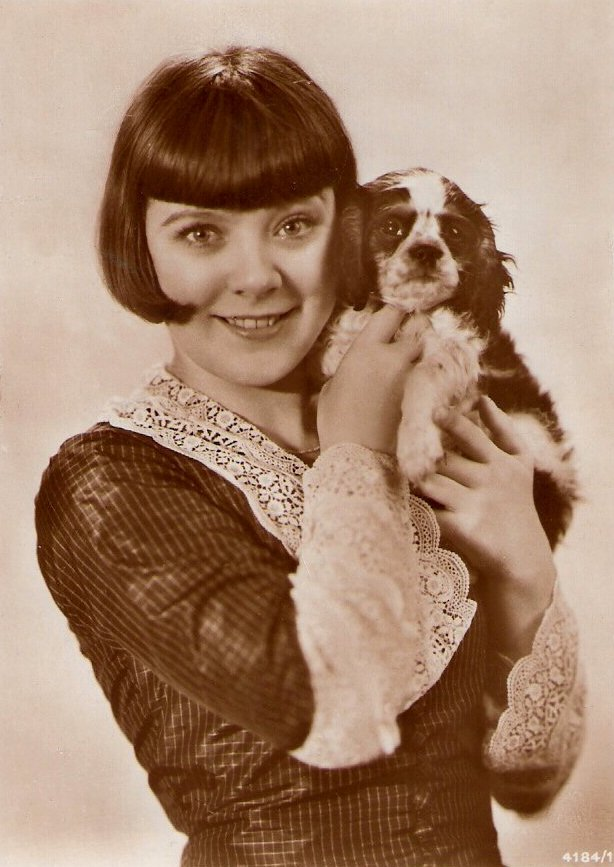
Truus van Aalten
27 juni

| 1 | 2 | 3 | 4 | 5 | 6 | 7 | 8 | 9 | 10 | 11 | 12 | 13 | 14 | 15 | 16 | 17 | 18 | 19 | 20 | 21 | 22 | 23 | 24 | 25 | 26 | 27 | 28 | 29 | 30 |
| - | - | - | - | - | - | - | - | - | -- | -- | -- | -- | -- | -- | -- | -- | -- | -- | -- | -- | -- | -- | -- | -- | -- | -- | -- | -- | -- |

### 1 juni
- Christopher Cockerell (88), Brits uitvinder

### 2 juni
- Adriaan Litzroth (46), Nederlands schrijver en kunstenaar
- Hendrik Jan Louwes (78), Nederlands politicus
- Reid Reilich (52), Amerikaans songwriter

### 4 juni
- Gerda Nothmann (72), Duits Holocaustoverlevende

### 5 juni
- Mel Tormé (73), Amerikaans jazzzanger
- Ernie Wilkins (79), Amerikaans jazzmusicus

### 6 juni
- Anne Haddy (68), Australisch actrice

### 8 juni
- Piet Blom (65), Nederlands architect
- Bert Hermans (75), Belgisch radiopresentator en televisiedirecteur

### 9 juni
- Püntsog Tashi Tagla (76), Tibetaans militair en politicus

### 10 juni
- Jerry Elizalde Navarro (75), Filipijns kunstenaar

### 11 juni
- DeForest Kelley (79), Amerikaans acteur

### 12 juni
- Sergej Chlebnikov (43), Russisch schaatser

### 13 juni
- Guido Gillès de Pelichy (80), Belgisch politicus

### 14 juni
- Ernst van Altena (65), Nederlands dichter, schrijver en vertaler

### 16 juni
- Peter Giele (44), Nederlands kunstenaar en dichter
- Lawrence Stone (79), Brits historicus
- Screaming Lord Sutch (58), Brits politicus

### 17 juni
- Basil Hume (76), Brits kardinaal

### 18 juni
- Marcel Vandewiele (78), Belgisch politicus

### 19 juni
- Henri d'Orléans (90), Frans troonpretendent
- Manuel Sanromà (22), Spaans wielrenner

### 20 juni
- Bauke Bies (39), Nederlands dammer

### 22 juni
- Luboš Fišer (63), Tsjechisch componist en regisseur
- Jacob Prummel (83), Nederlands tandheelkundige
- Guy Tunmer (50), Zuid-Afrikaans autocoureur

### 24 juni
- Pieter de Noord (81), Nederlands politicus

### 25 juni
- Fred Trump (93), Amerikaans vastgoedontwikkelaar en filantroop, vader van Donald Trump

### 27 juni
- Truus van Aalten (88), Nederlands filmactrice en onderneemster
- Siegfried Lowitz (84), Duits acteur
- Georgios Papadopoulos (80), Grieks politicus
- Bobs Watson (68), Amerikaans acteur
- Gerrit van Wijhe (91), Nederlands voetbaltrainer

### 28 juni
- Herbert Nieswandt (84), Duits componist

## Juli

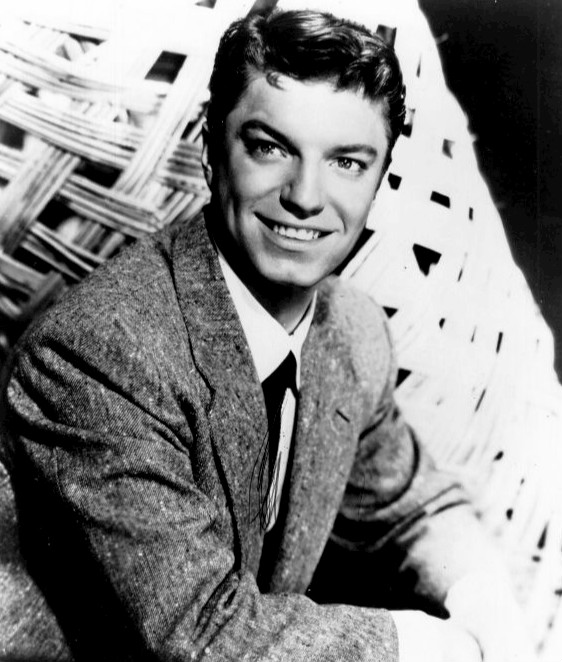
Guy Mitchell
1 juli

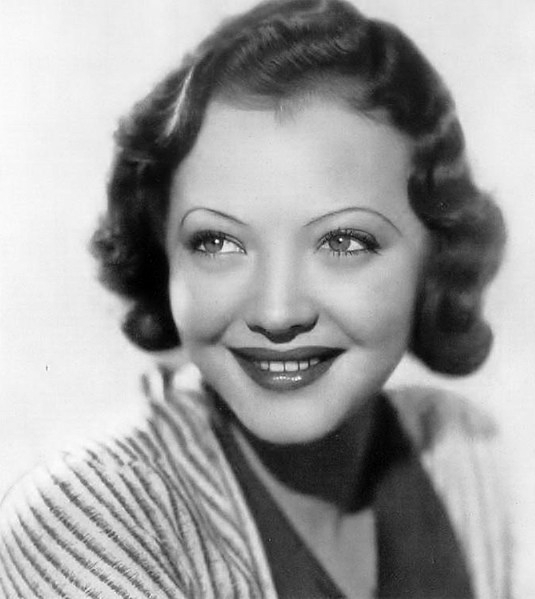
Sylvia Sidney
1 juli

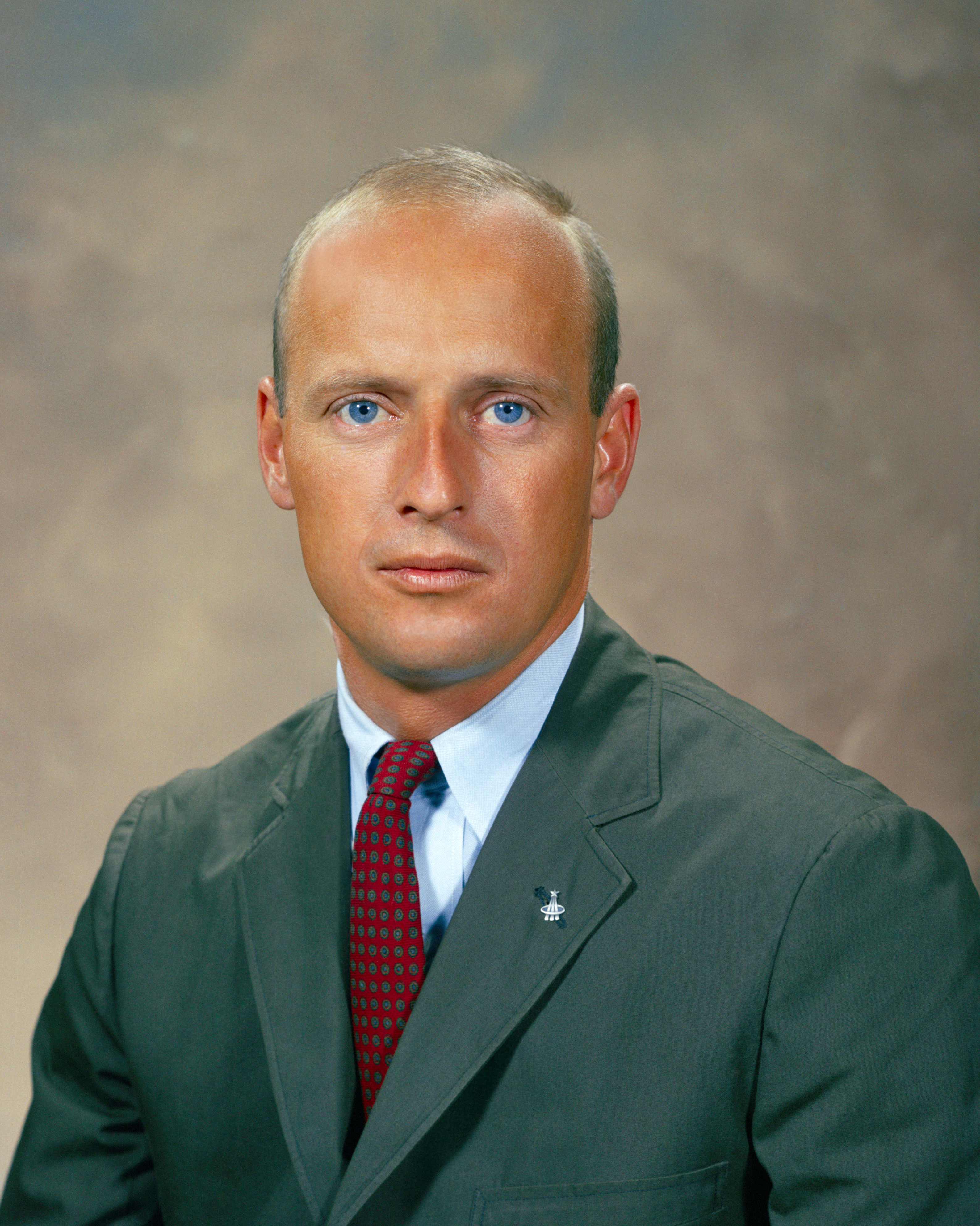
Pete Conrad
8 juli

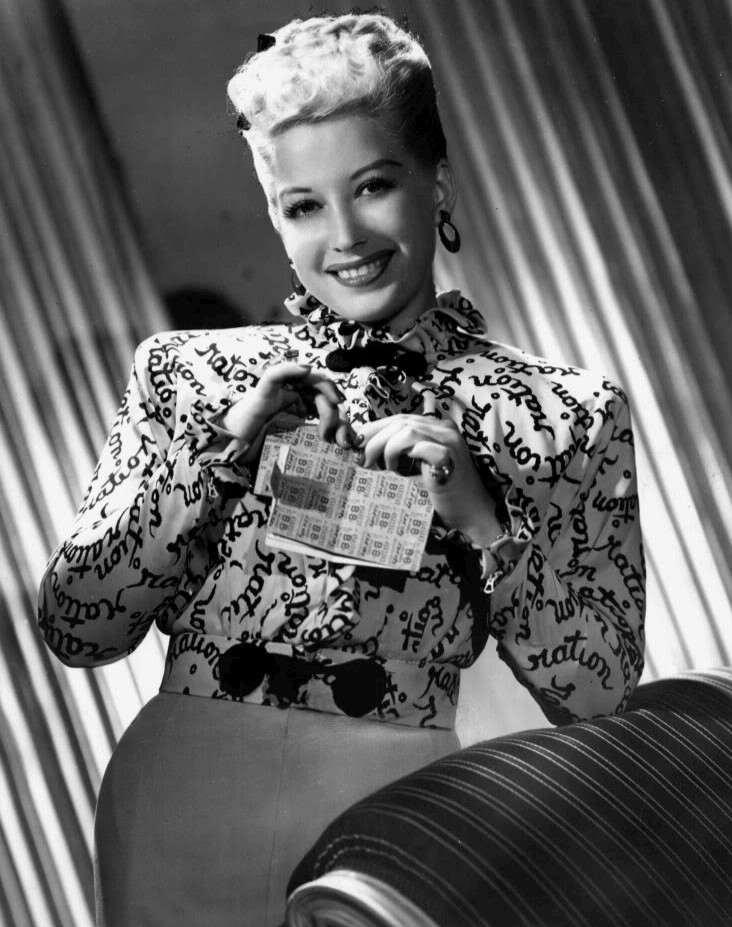
Helen Forrest
11 juli

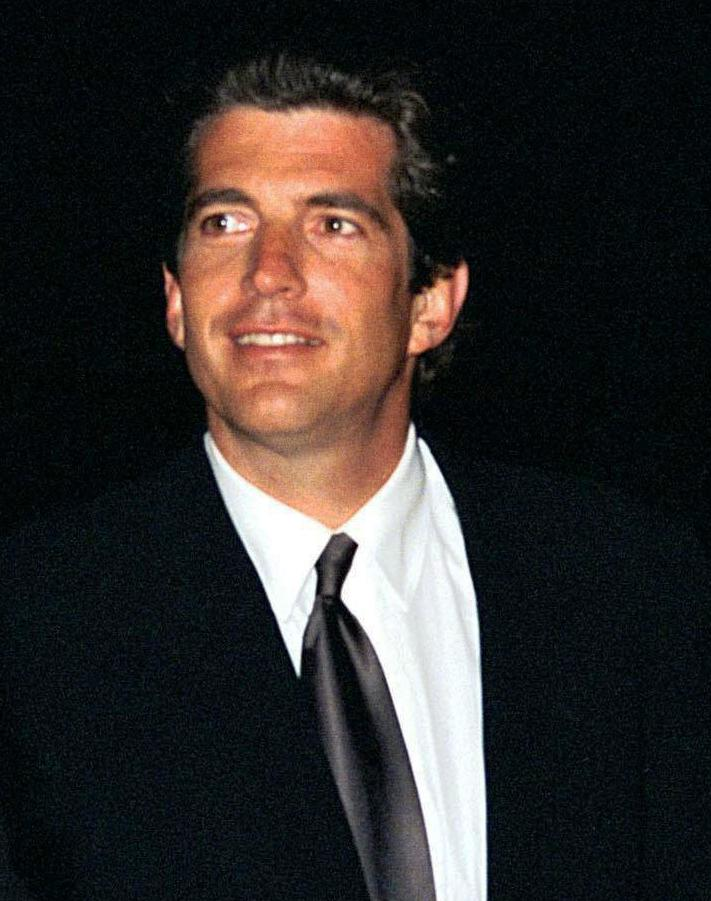
John F. Kennedy jr.
16 juli

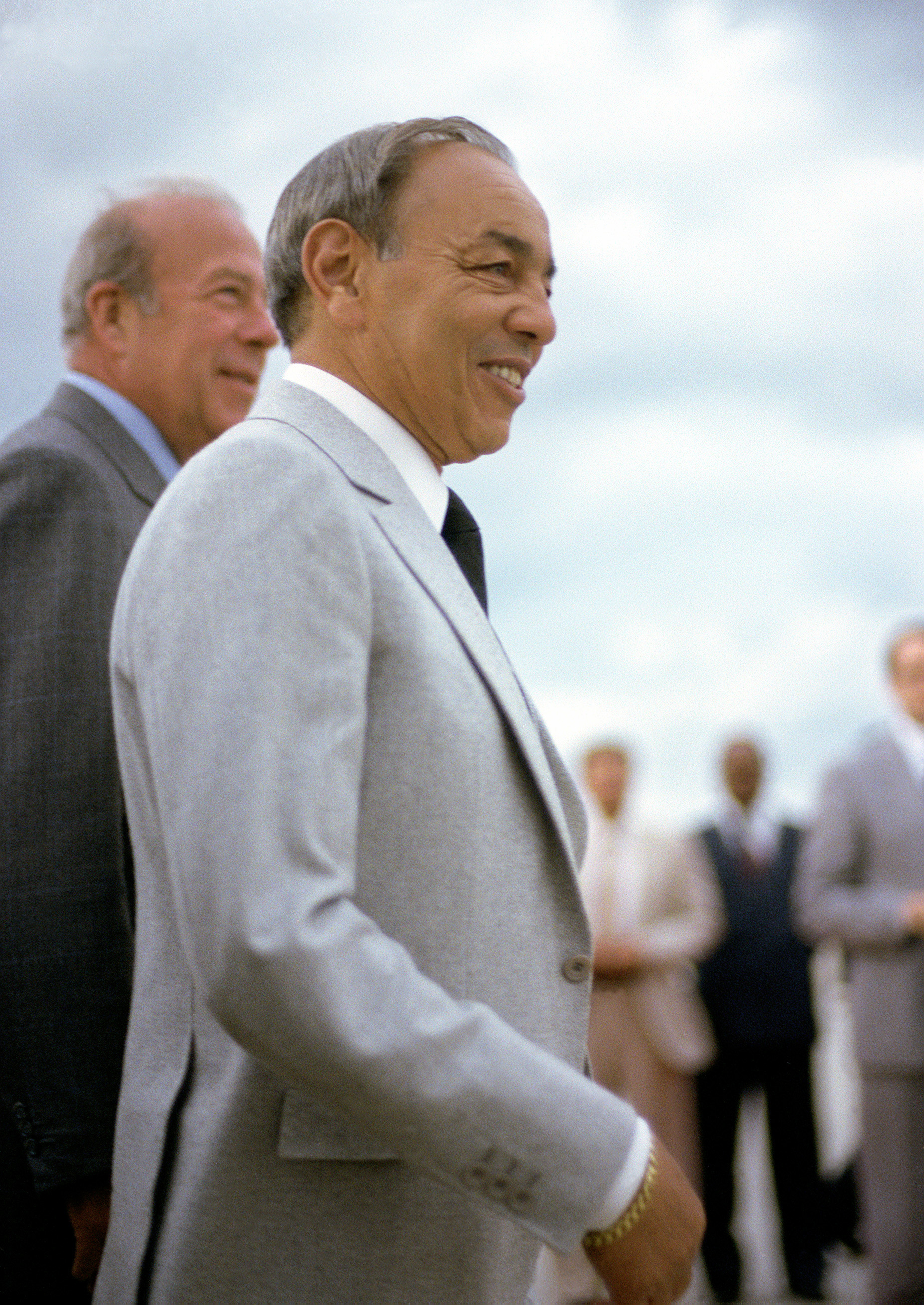
Hassan II van Marokko
23 juli

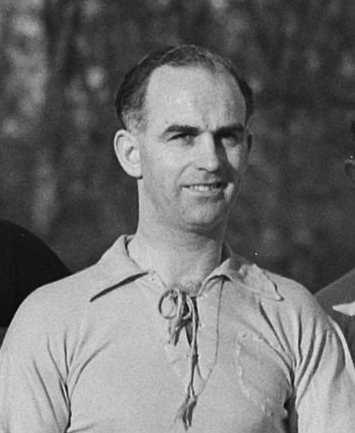
Henk Pellikaan
24 juli

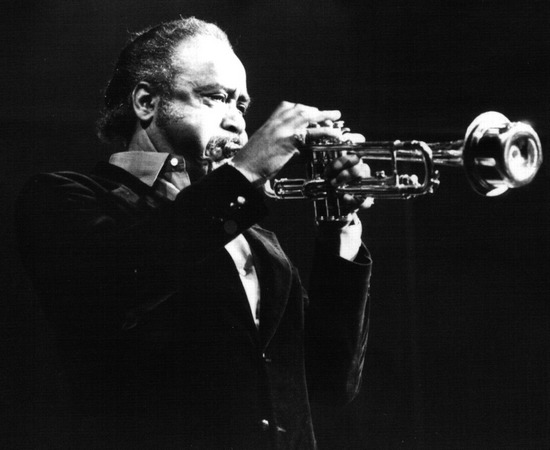
Harry Edison
27 juli

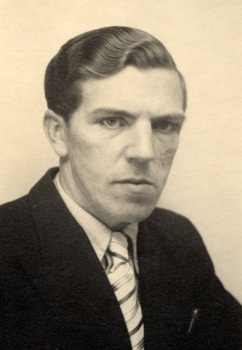
Trygve Haavelmo
28 juli

| 1 | 2 | 3 | 4 | 5 | 6 | 7 | 8 | 9 | 10 | 11 | 12 | 13 | 14 | 15 | 16 | 17 | 18 | 19 | 20 | 21 | 22 | 23 | 24 | 25 | 26 | 27 | 28 | 29 | 30 | 31 |
| - | - | - | - | - | - | - | - | - | -- | -- | -- | -- | -- | -- | -- | -- | -- | -- | -- | -- | -- | -- | -- | -- | -- | -- | -- | -- | -- | -- |

### 1 juli
- Jan Brinkman (47), Nederlands wielrenner
- Edward Dmytryk (90), Amerikaans filmregisseur
- Hans Maldonado (41), Ecuadoraans voetballer
- Guy Mitchell (72), Amerikaans popartiest
- Joshua Nkomo (82), Zimbabwaans politicus en filosoof
- Sylvia Sidney (88), Amerikaans actrice
- Jan Tillema (94), Nederlands ambtenaar

### 2 juli
- Klaas Galis (88), Nederlands antropoloog
- Mario Puzo (78), Amerikaans schrijver

### 3 juli
- Sjeng Kraft (74), Nederlands liedjesschrijver

### 4 juli
- Bill Skeat (72), Brits klarinettist en saxofonist

### 5 juli
- Mark Sandman (47), Amerikaans zanger
- Emile Wauthy (72), Belgisch politicus

### 6 juli
- Joaquín Rodrigo (97), Spaans musicus en componist

### 7 juli
- Bernardo Gandulla (83), Argentijns voetballer
- Gary Heidnik (55), Amerikaans seriemoordenaar
- Jaap Oversteegen (73), Nederlands literatuurwetenschapper en antillianist

### 8 juli
- Adolf Christian (65), Oostenrijks wielrenner
- Pete Conrad (68), Amerikaans astronaut

### 9 juli
- Karl Adam (75), Duits voetballer
- Cees Fock (94), Nederlands politicus

### 11 juli
- Rie Briejer (89), Nederlands atlete
- Marcelo Fernan (71), Filipijns advocaat, rechter en politicus
- Helen Forrest (82), Amerikaans zangeres
- Jan Sloot (53), Nederlands uitvinder
- Jelle de Vries (78), Nederlands schrijver, dichter en muzikant

### 12 juli
- Leo Boogaard sr. (71), Nederlands politicus
- Cornelius Wiebe (106), Canadees politicus

### 13 juli
- Moechamednazar Gapoerov (77), Turkmeens politicus

### 16 juli
- John F. Kennedy jr. (38), Amerikaans advocaat, journalist en uitgever
- Herman Meima (93), Nederlands componist
- Leo Pagano (79), Nederlands radioverslaggever

### 17 juli
- Viktor Liberman (68), Nederlands dirigent
- Tjark Petzoldt (76), Surinaams schrijver

### 18 juli
- Piet van den Brekel (66), Nederlands wielrenner
- Soeshiel Girjasing (46), Surinaams politicus en rechtsgeleerde
- Willem Heinemeijer (77), Nederlands sociaal geograaf
- Eugène Roosegaarde Bisschop (83), Nederlands pianist

### 19 juli
- Robert Schreder (86), Belgisch politicus

### 20 juli
- Emil Andres (87), Amerikaans autocoureur

### 21 juli
- Kim Pyong Sik (80), Noord-Koreaans politicus

### 22 juli
- Jacoba Greven (79), Nederlands kunstschilderes en tekenares
- Ladislav Slovák (79), Tsjecho-Slowaaks dirigent
- Jolanda Venema (33), Nederlands verstandelijk gehandicapte vrouw

### 23 juli
- Hassan II (70), koning van Marokko

### 24 juli
- Gerrit Lekkerkerker (77), Nederlands wiskundige
- Henk Pellikaan (88), Nederlands voetballer

### 25 juli
- Raul Manglapus (80), Filipijns politicus

### 27 juli
- Harry Edison (83), Amerikaans jazztrompettist
- Faidon Gizikis (82), Grieks militair en politicus
- Thomas Rap (65), Nederlands uitgever
- Amilcare Tronca (27), Italiaans wielrenner

### 28 juli
- Trygve Haavelmo (87), Noors econoom

### 29 juli
- Anita Carter (66), Amerikaans countryzangeres

### 31 juli
- Marinus Kok (83), Nederlands geestelijke

## Augustus

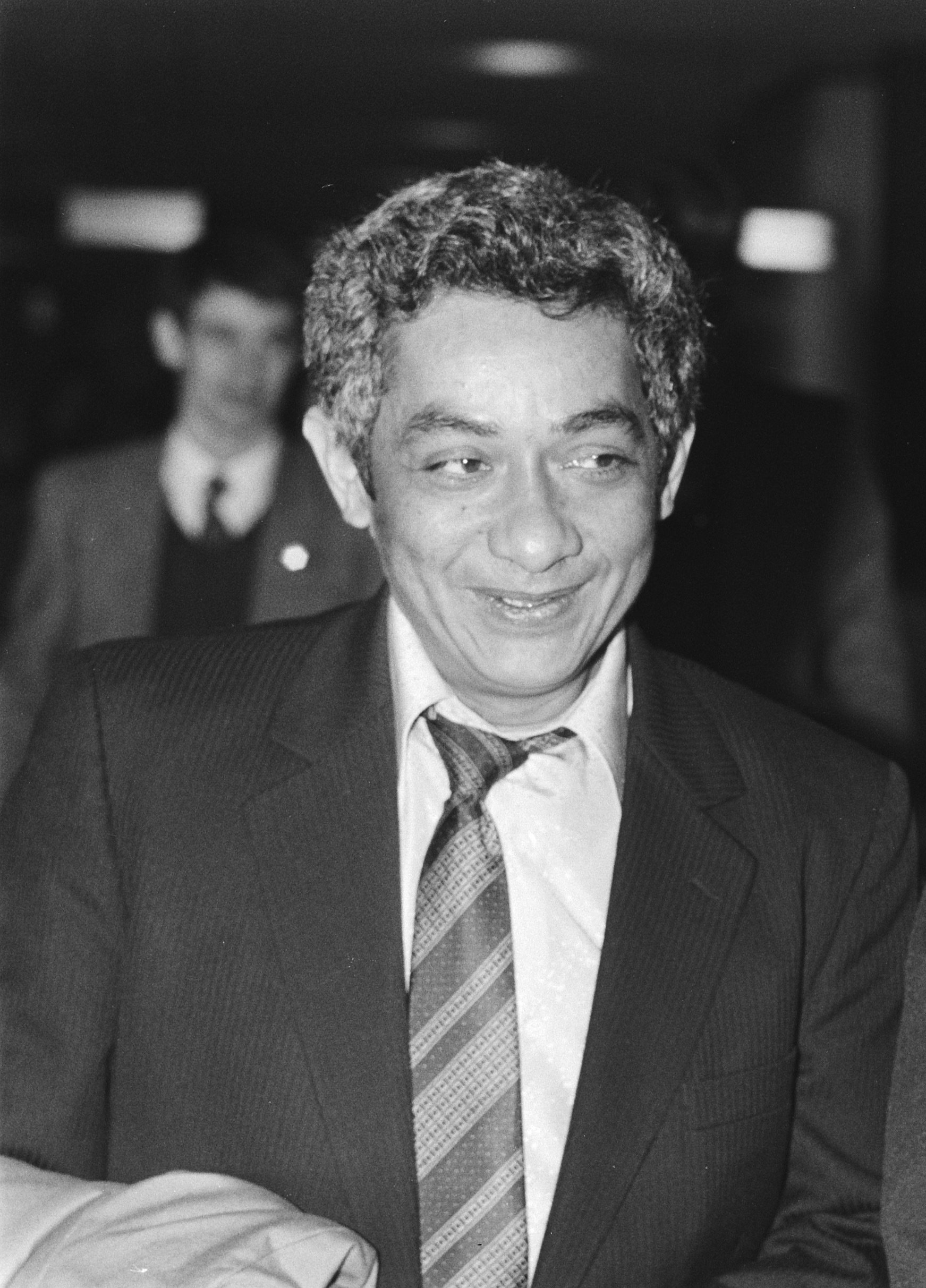
Henk Chin A Sen
11 augustus

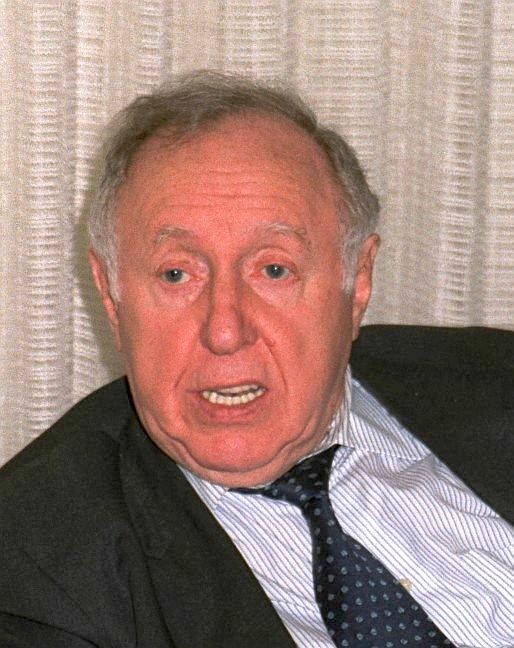
Ignatz Bubis
13 augustus

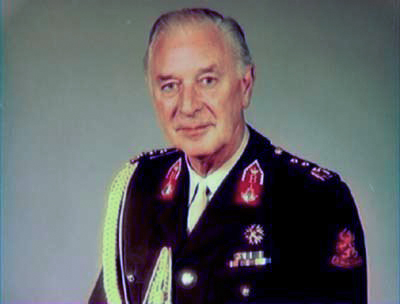
Bob de Geus
15 augustus

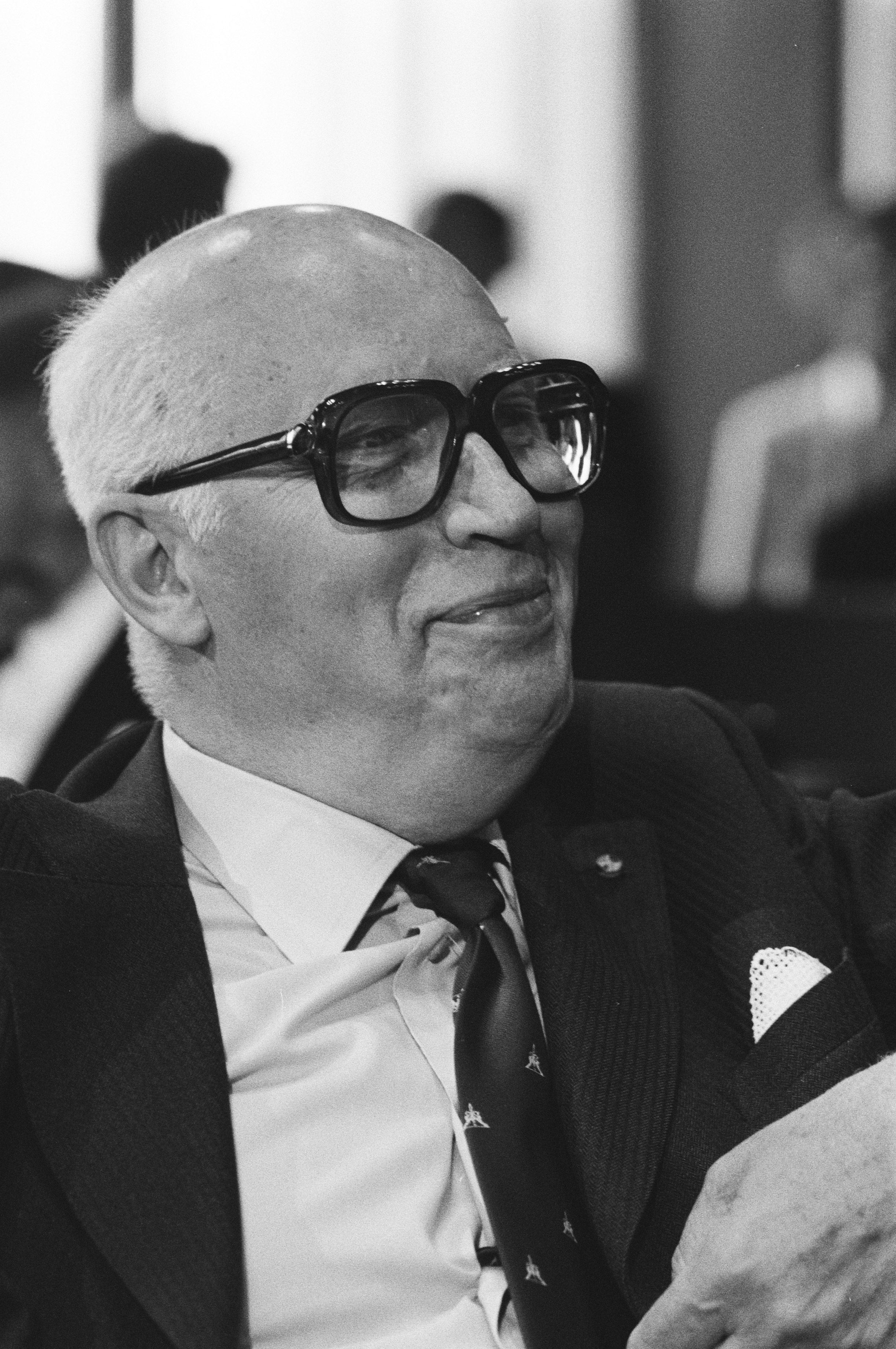
Klaas de Vries
21 augustus

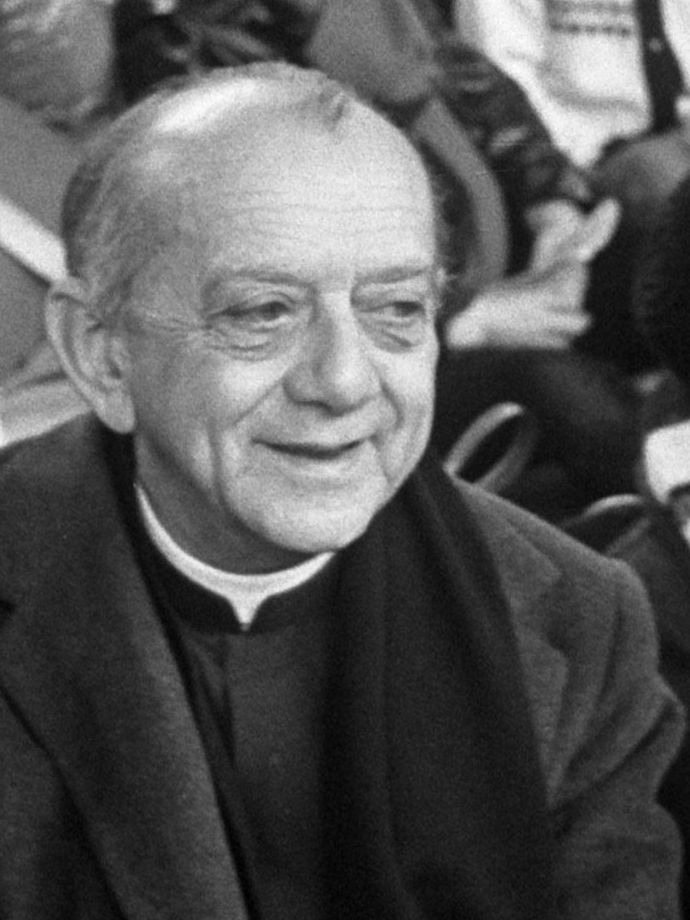
Hélder Câmara
27 augustus

| 1 | 2 | 3 | 4 | 5 | 6 | 7 | 8 | 9 | 10 | 11 | 12 | 13 | 14 | 15 | 16 | 17 | 18 | 19 | 20 | 21 | 22 | 23 | 24 | 25 | 26 | 27 | 28 | 29 | 30 | 31 |
| - | - | - | - | - | - | - | - | - | -- | -- | -- | -- | -- | -- | -- | -- | -- | -- | -- | -- | -- | -- | -- | -- | -- | -- | -- | -- | -- | -- |

### 1 augustus
- Tommy Hinnershitz (77), Amerikaans autocoureur
- Ivo van Yvezele (81), Belgisch dichter en schilder

### 2 augustus
- Gregorio Cárdenas Hernández (84), Mexicaans seriemoordenaar
- Leon Koning (52), Nederlands danser

### 4 augustus
- Willem Jens (90), Nederlands roeier
- Liselott Linsenhoff (71), Duits amazone
- Lucrecia Reyes-Urtula (70), Filipijns choreograaf
- Louis Wouters (77), Belgisch voetbalbestuurder
- Ron Wyatt (66), Amerikaans archeoloog

### 5 augustus
- Walter Cornelis (66), Belgisch acteur

### 6 augustus
- Frans Henrichs (76), Nederlands sportverslaggever

### 7 augustus
- Herbert Hagen (85), Duits oorlogsmisdadiger
- Brion James (54), Amerikaans acteur

### 9 augustus
- Theo Verhaar (45), Nederlands dichter

### 10 augustus
- Klaas de Gier (84), Nederlands predikant

### 11 augustus
- Henk Chin A Sen (65), Surinaams politicus
- Frans Muriloff (95), Nederlands radioproducent

### 13 augustus
- Ignatz Bubis (72), Duits ondernemer, politicus en bestuurder

### 14 augustus
- Lane Kirkland (77), Amerikaans vakbondsleider
- Donal Joseph Murray (81), Iers bisschop

### 15 augustus
- Donald Brun (89), Zwitsers grafisch kunstenaar
- Bob de Geus (76), Nederlands verzetsstrijder en militair leider

### 16 augustus
- Ton Alberts (72), Nederlands architect
- Franz Breitenmoser (81), Zwitsers politicus
- Nancy Guild (73), Amerikaans actrice

### 17 augustus
- Reiner Klimke (63), Duits ruiter

### 18 augustus
- Alfred Bickel (81), Zwitsers voetballer en voetbaltrainer

### 20 augustus
- Ginés Sánchez Torres (71), Spaans componist
- Josane Sigart (90), Belgisch tennisster

### 21 augustus
- Klaas de Vries (81), Nederlands politicus

### 23 augustus
- Mylène Nys (41), Belgisch politicus
- James White (71), Noord-Iers schrijver

### 24 augustus
- Roberto Bussinello (71), Italiaans autocoureur
- Warren Covington (78), Amerikaans jazzmusicus
- Marko Fondse (67), Nederlands dichter en vertaler
- Elena Murgoci (39), Roemeens atlete

### 25 augustus
- Freek van Muiswinkel (64), Nederlands acteur

### 27 augustus
- Hélder Câmara (90), Braziliaans geestelijke
- Edgard Delvo (94), Belgisch vakbondsbestuurder en collaborateur

### 29 augustus
- William Anderson (94), Brits militair

### 30 augustus
- Jan Brasser (86), Nederlands atleet

### 31 augustus
- Ed Kea (51), Nederlands-Canadees ijshockeyspeler

## September

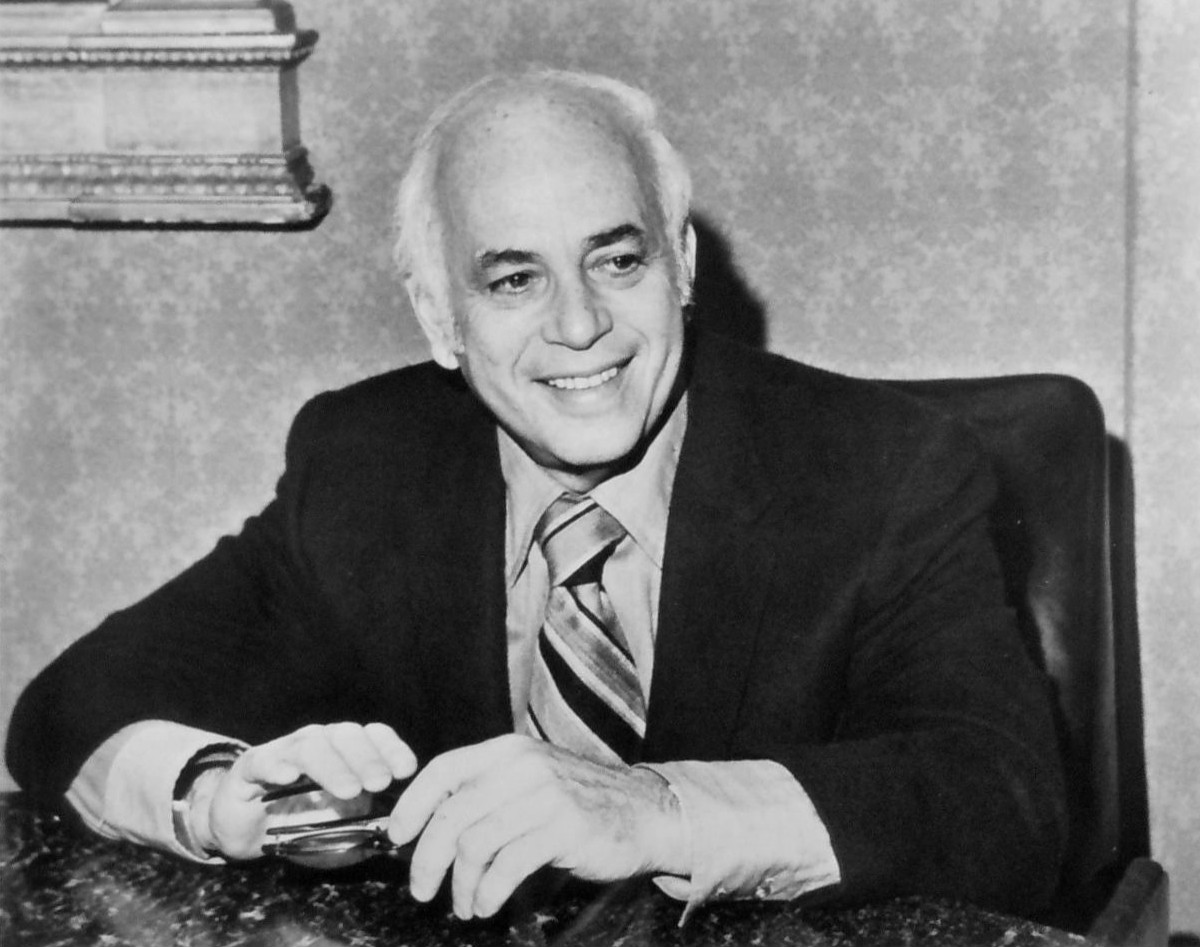
Allen Funt
5 september

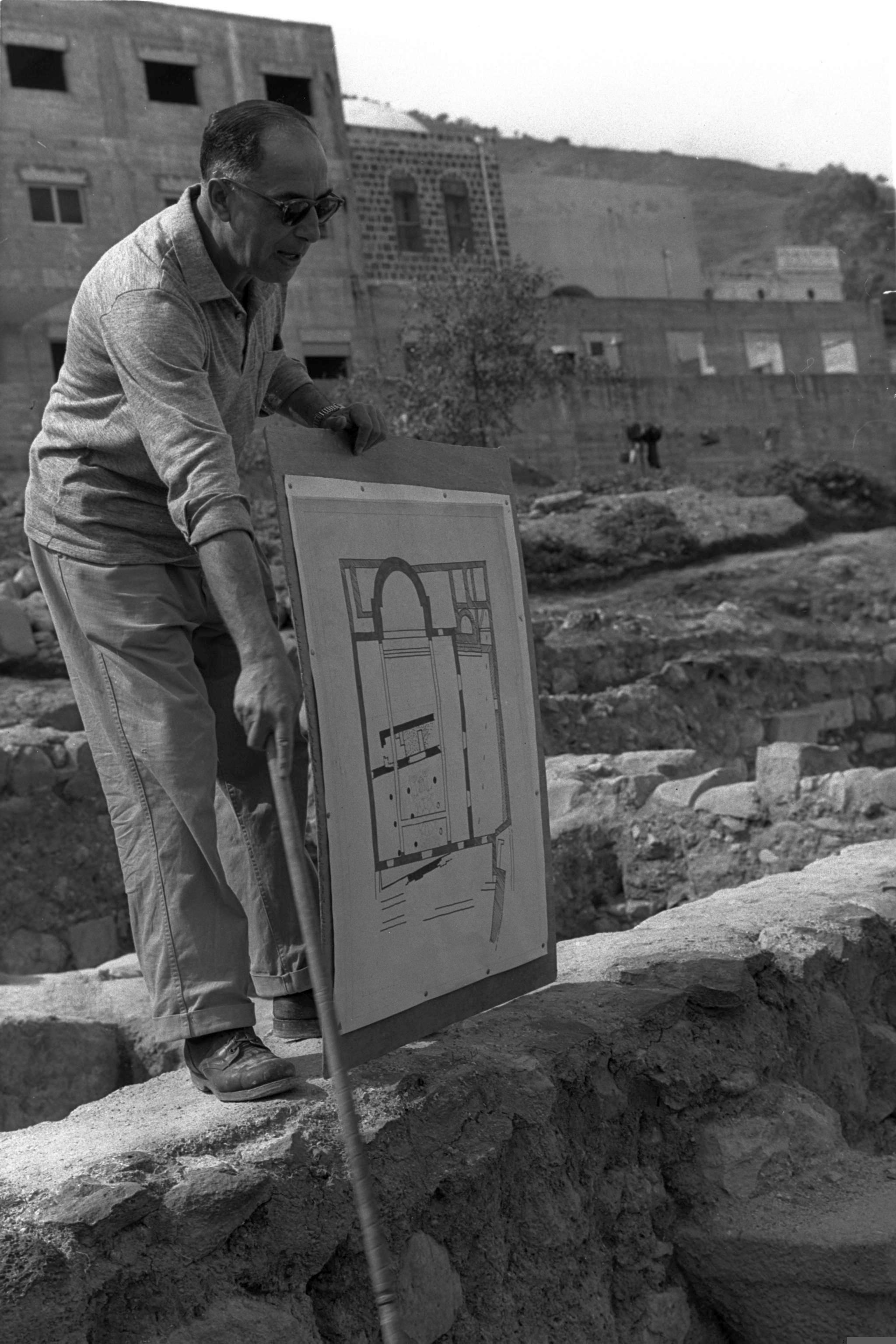
Moshe Dothan
9 september

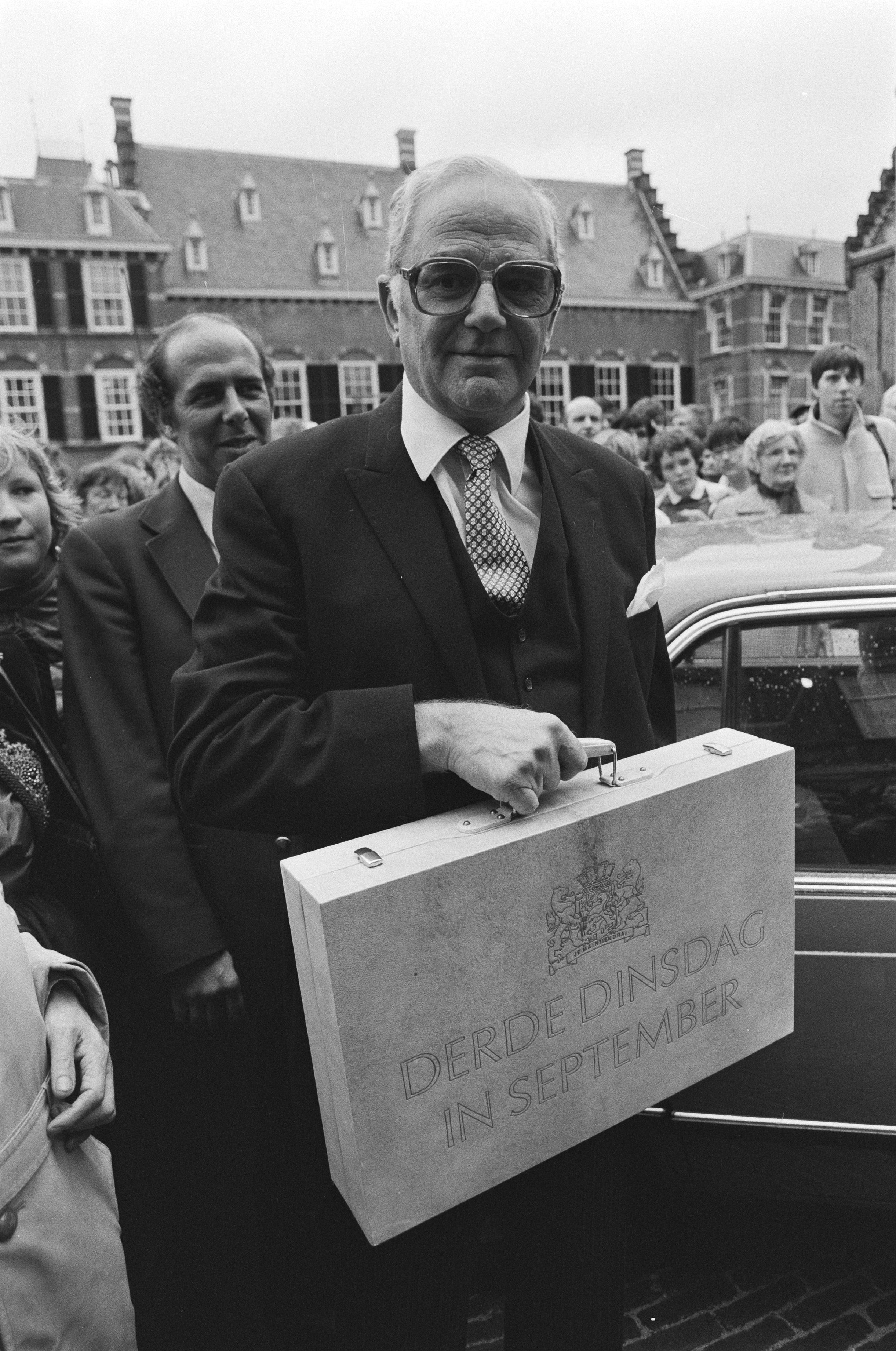
Fons van der Stee
9 september

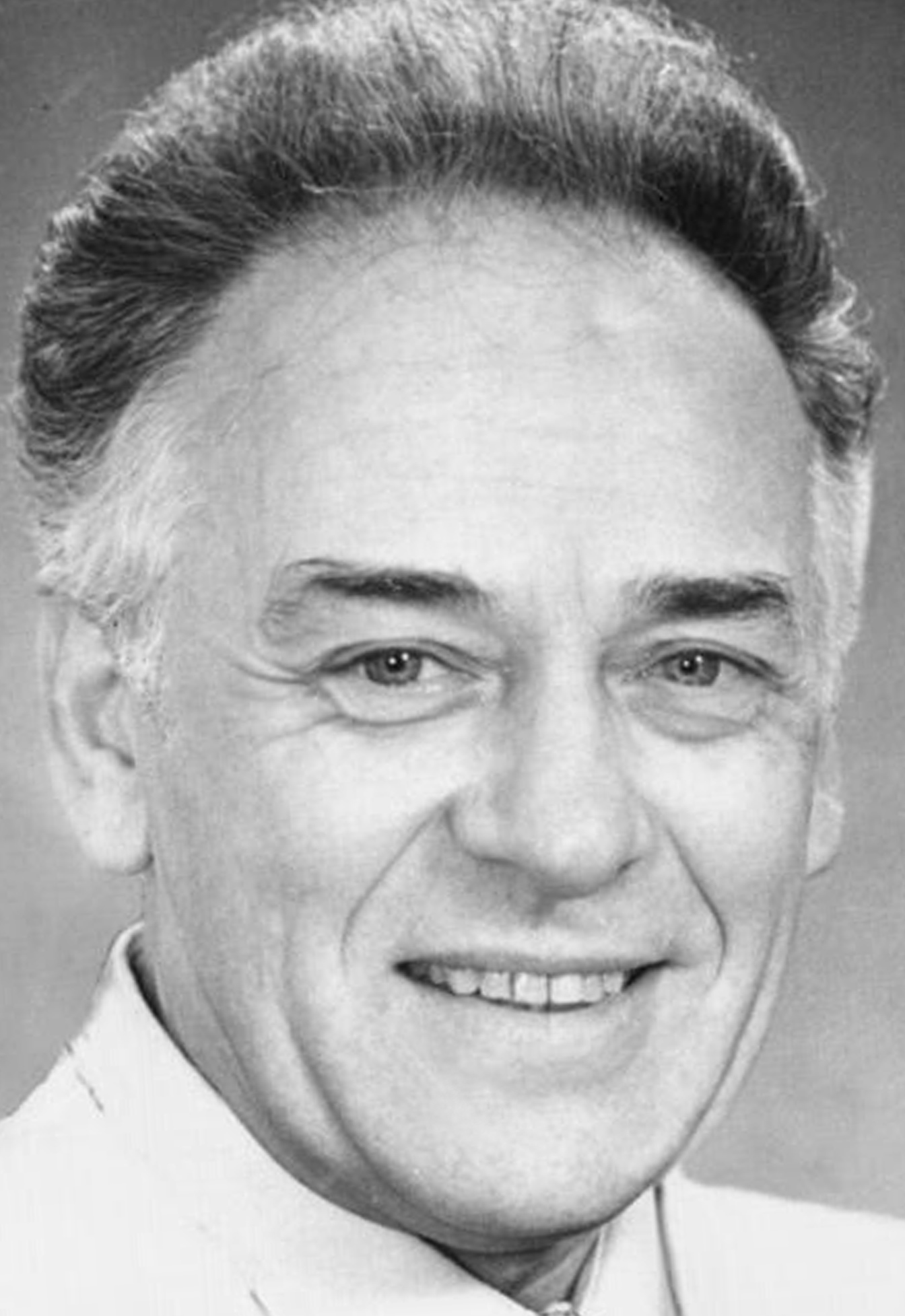
Petr Tsjelochonov
15 september

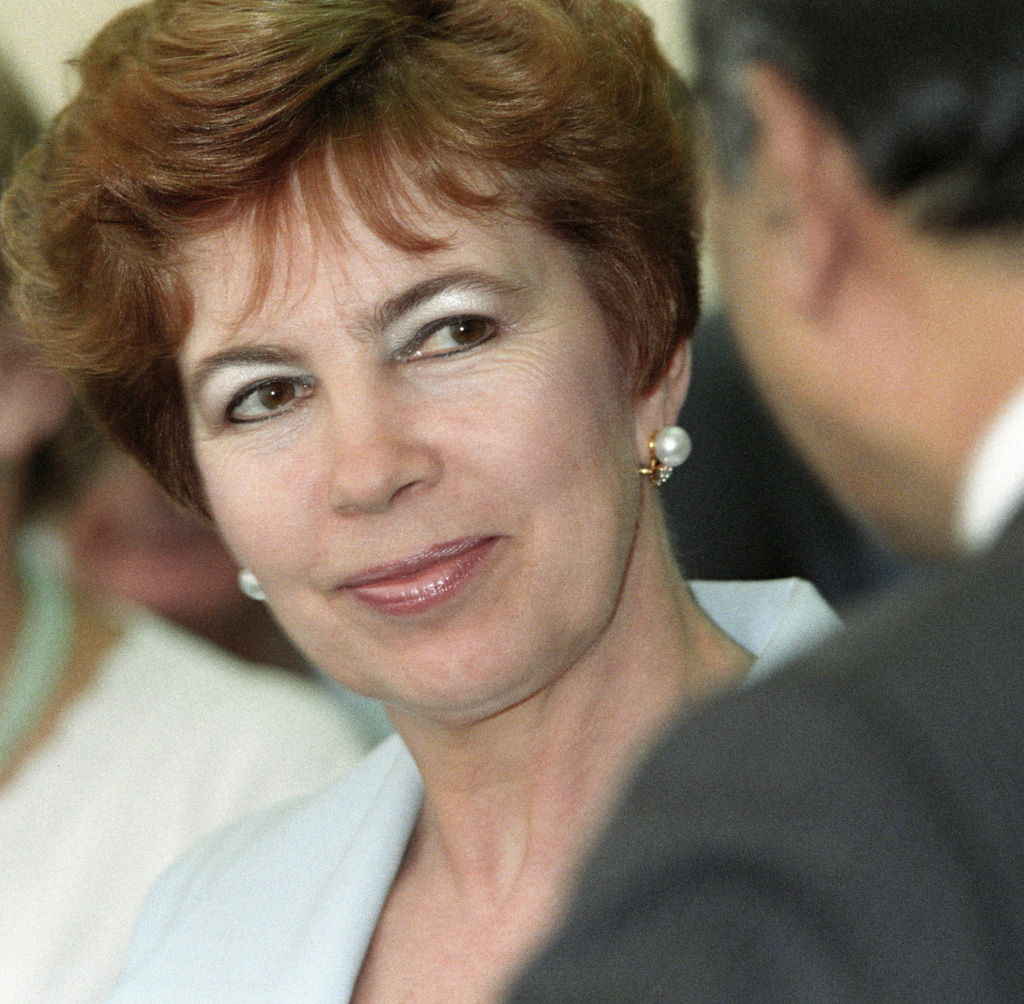
Raisa Gorbatsjova
20 september

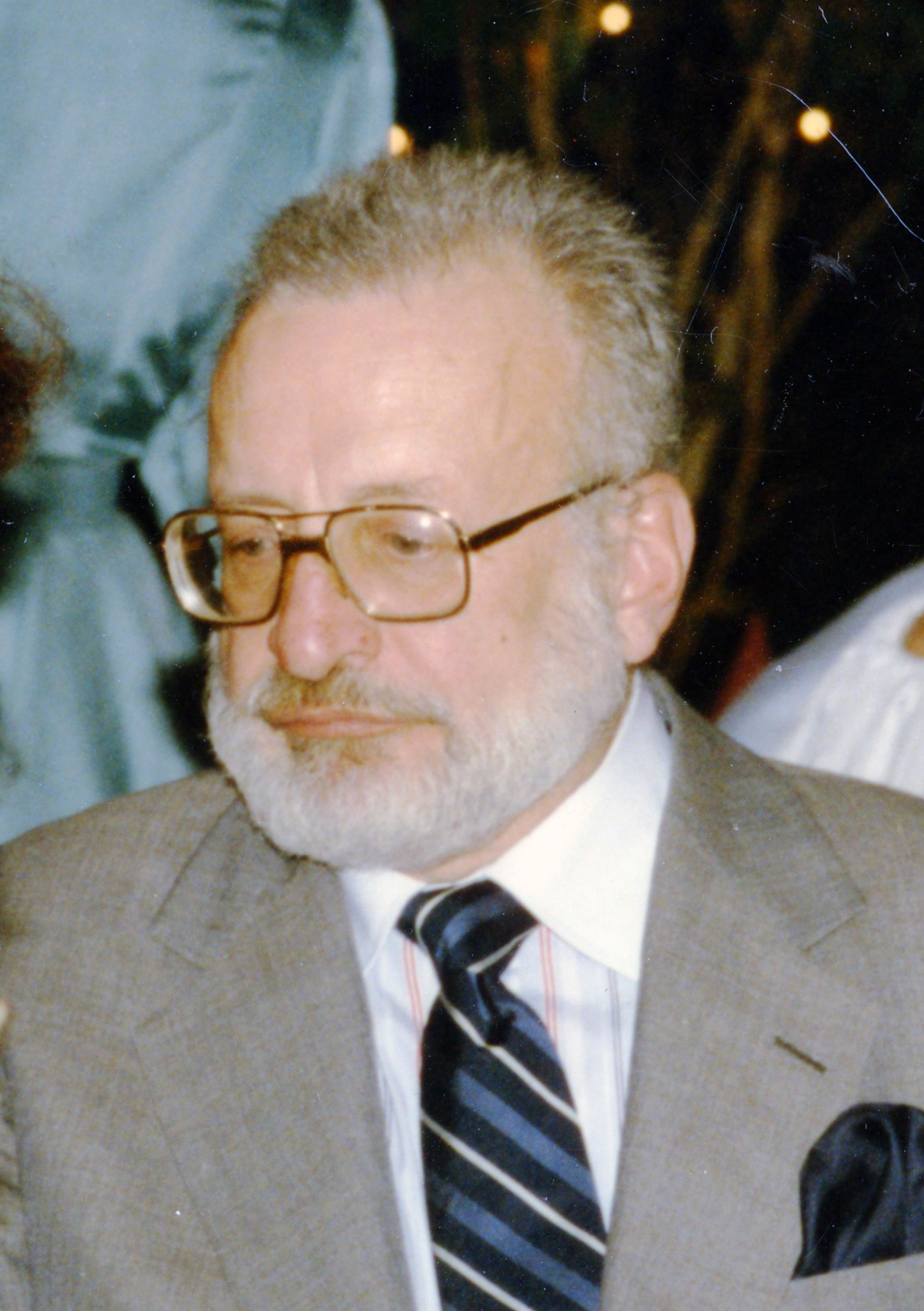
George C. Scott
22 september

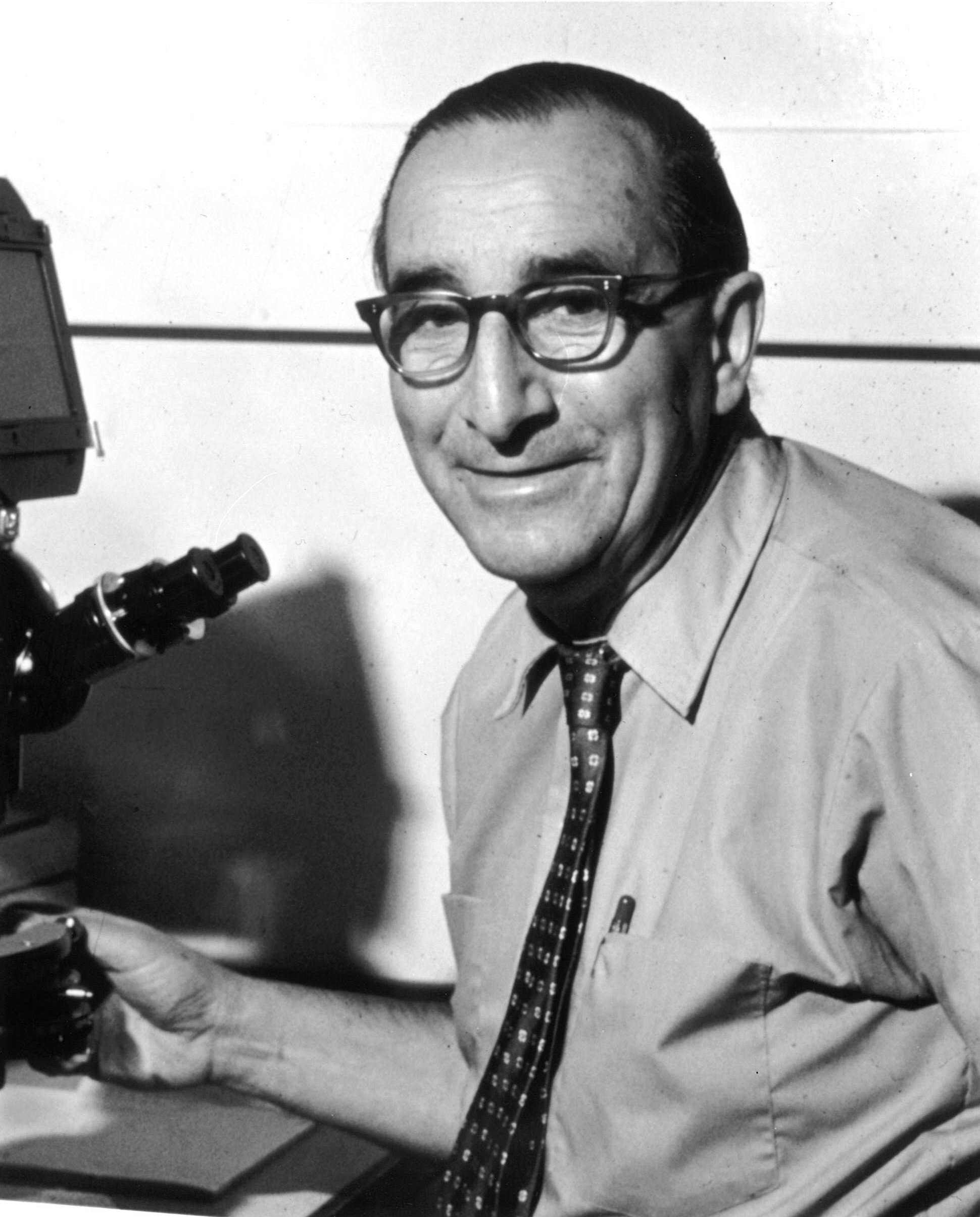
Guido Pontecorvo
29 september

| 1 | 2 | 3 | 4 | 5 | 6 | 7 | 8 | 9 | 10 | 11 | 12 | 13 | 14 | 15 | 16 | 17 | 18 | 19 | 20 | 21 | 22 | 23 | 24 | 25 | 26 | 27 | 28 | 29 | 30 |
| - | - | - | - | - | - | - | - | - | -- | -- | -- | -- | -- | -- | -- | -- | -- | -- | -- | -- | -- | -- | -- | -- | -- | -- | -- | -- | -- |

### 1 september
- Gerard Baerends (83), Nederlands etholoog
- Jaap Hillenius (65), Nederlands kunstschilder

### 2 september
- Warner T. Koiter (85), Nederlands hoogleraar toegepaste mechanica
- Marjo Koopman-Goumans (55), Nederlands burgemeester

### 3 september
- Frans Cools (81), Belgisch wielrenner

### 5 september
- Allen Funt (84), Amerikaans televisieproducent
- Charles Onyeama (82), Nigeriaans rechter

### 7 september
- Thierry Claveyrolat (40), Frans wielrenner
- Robert Fernand Hulet (86), Belgisch politicus

### 8 september
- Moondog (83), Amerikaans componist, musicus en dichter
- Bernhard Postma (86), Nederlands politicus
- Herbert Stein (83), Amerikaans econoom

### 9 september
- Evert Brautigam (77), Nederlands politicus
- Moshe Dothan (80), Israëlisch archeoloog
- Fons van der Stee (71), Nederlands politicus
- Arie de Vroet (80), Nederlands voetballer en voetbaltrainer

### 10 september
- Alfredo Kraus (71), Spaans operazanger

### 11 september
- Pieter Roelof Gerbrands (80), Nederlands verzetsstrijder
- Gonzalo Rodríguez (27), Uruguayaanse autocoureur
- André Rutten (75), Belgisch politicus

### 13 september
- Johan Diepstraten (48), Nederlands schrijver

### 15 september
- Charles Crichton (89), Brits regisseur
- Cees van der Kraan (82), Nederlands hoboïst
- George Puchinger (78), Nederlands historicus en publicist
- Petr Tsjelochonov (70), Russisch acteur

### 17 september
- Henri Storck (92), Belgisch filmregisseur en documentairemaker

### 18 september
- Leo Amberg (87), Zwitsers wielrenner

### 20 september
- Raisa Gorbatsjova (67), Sovjet-Russisch presidentsvrouw
- Willy Millowitsch (90), Duits toneelspeler

### 21 september
- Sander Thoenes (30), Nederlands journalist

### 22 september
- René Geeraert (90), Belgisch atleet
- Tomoo Kudaka (36), Japans voetballer
- George C. Scott (71), Amerikaans acteur

### 23 september
- Li Jong-ok (83), Noord-Koreaans staatsman

### 24 september
- Torsten Nilsson (79), Zweeds componist
- Marijcke Visser (83), Nederlands beeldhouwer

### 25 september
- Guido Pontecorvo (91), Italiaans geneticus
- Anna Sjtsjetinina (91), Russisch zeevaarder
- Marion Zimmer Bradley (69), Amerikaans schrijver

### 29 september
- Gé Korsten (71), Zuid-Afrikaans zanger

### 30 september
- Mart van Schijndel (56), Nederlands architect
- Paul de Stexhe (86), Belgisch politicus

## Oktober

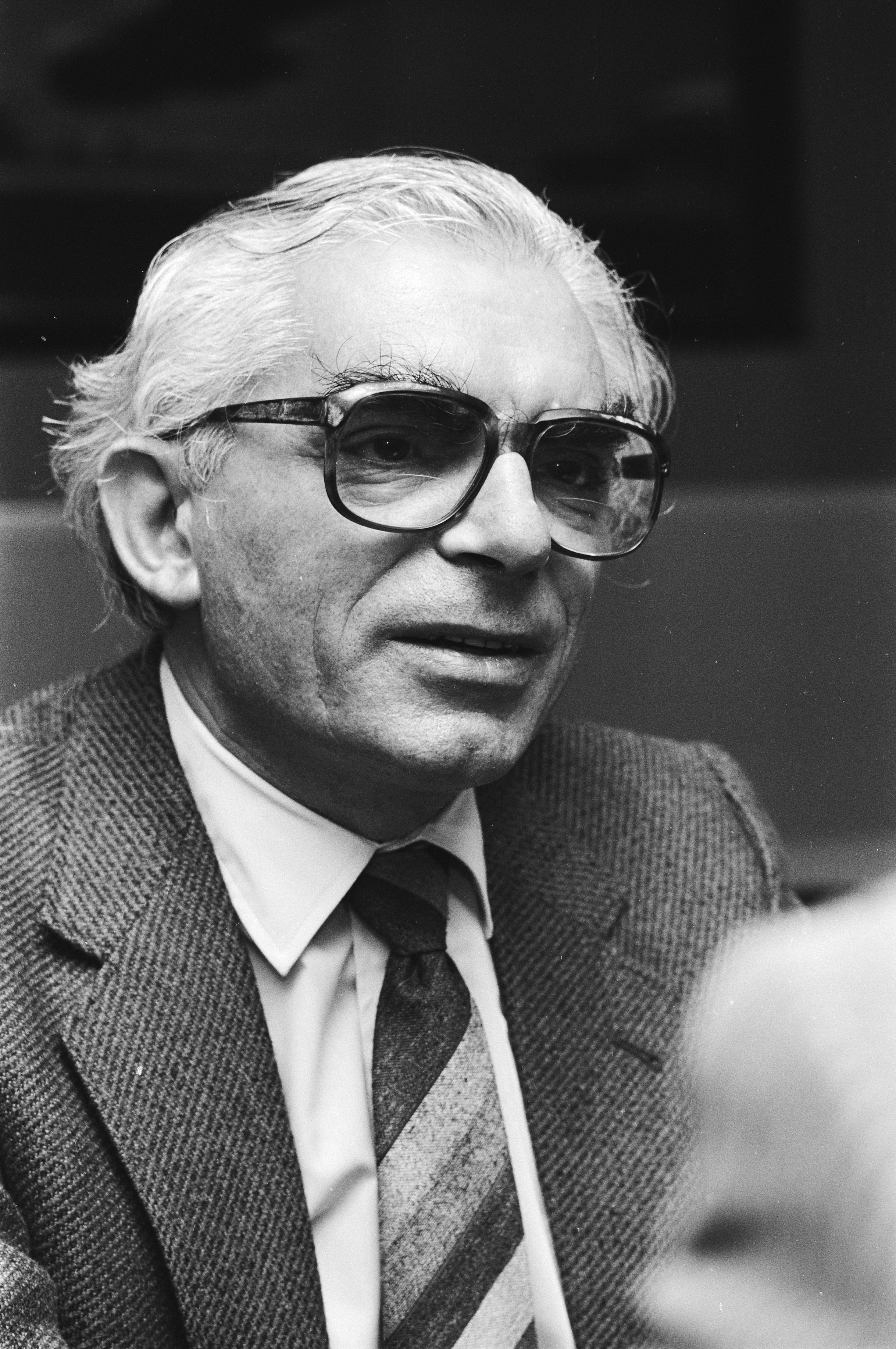
Wim Polak
1 oktober

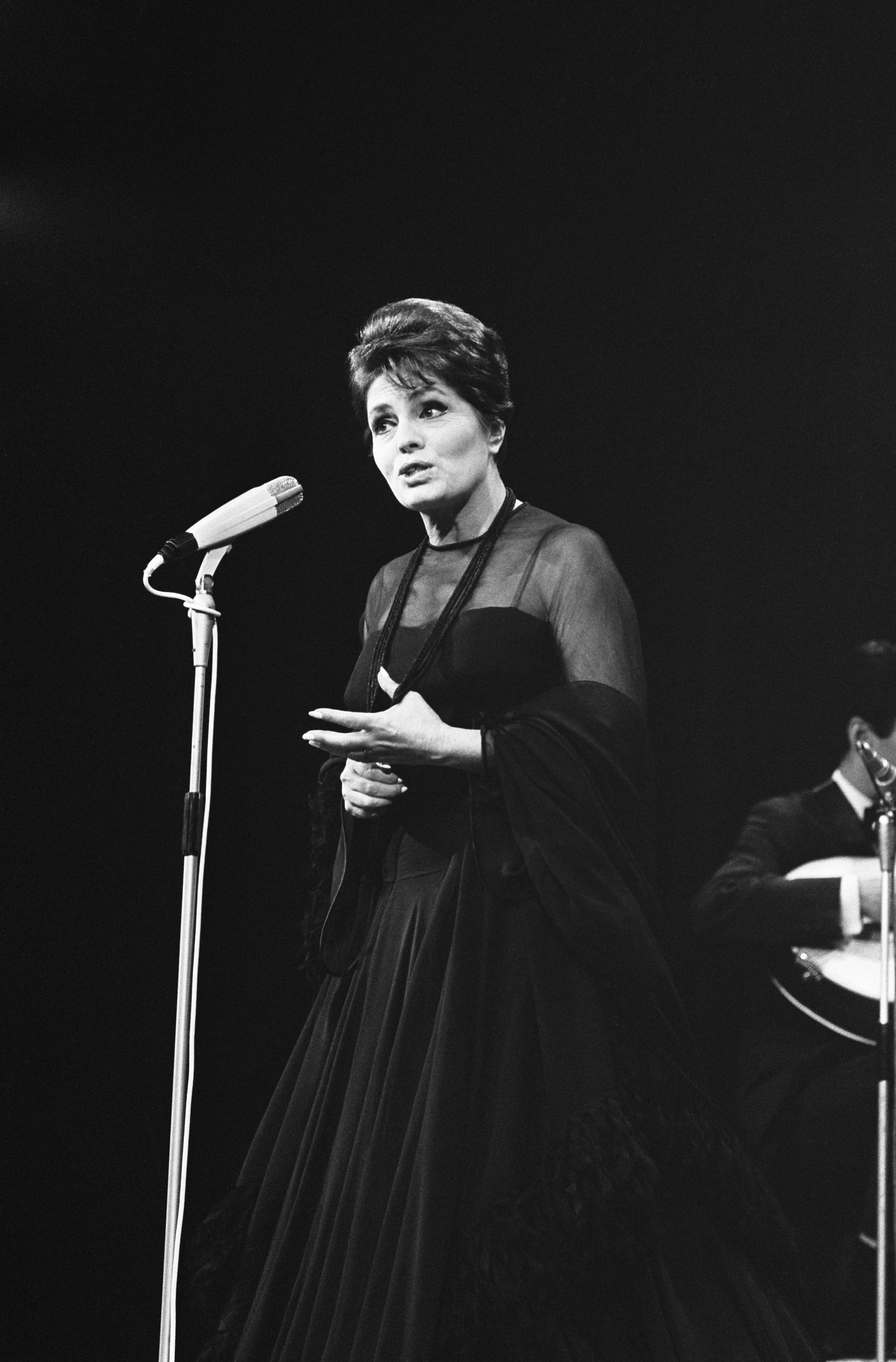
Amália Rodrigues
6 oktober

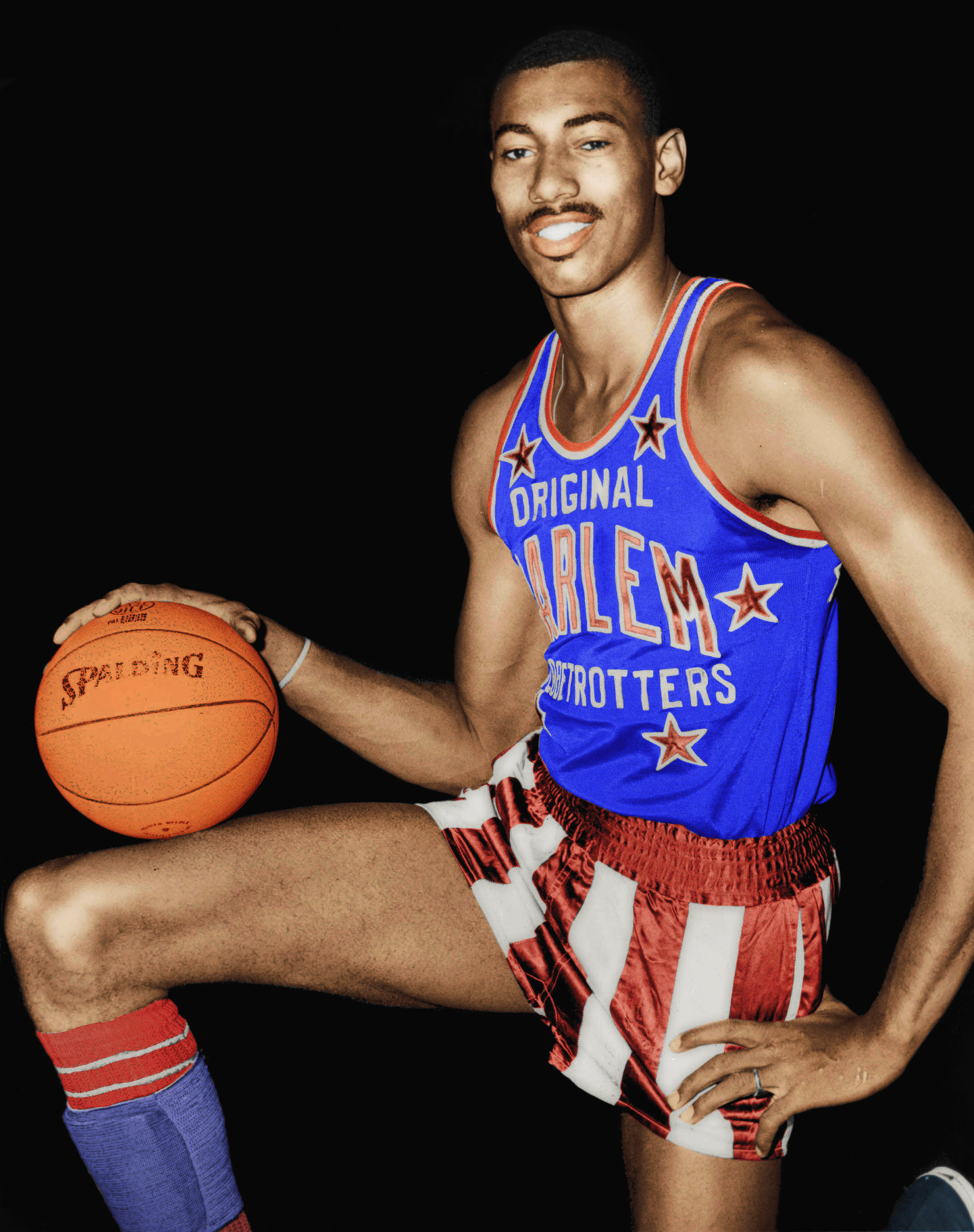
Wilt Chamberlain
12 oktober

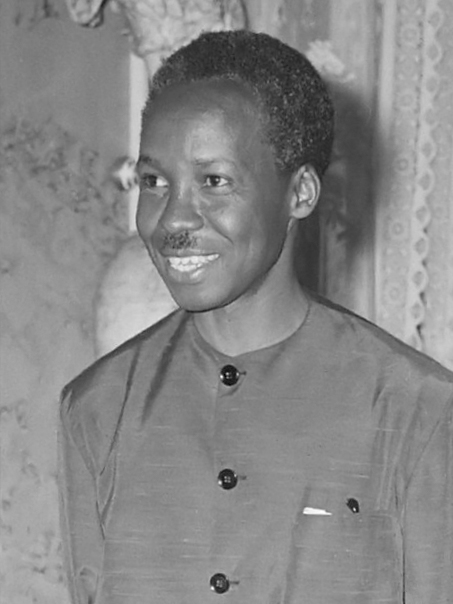
Julius Nyerere
15 oktober

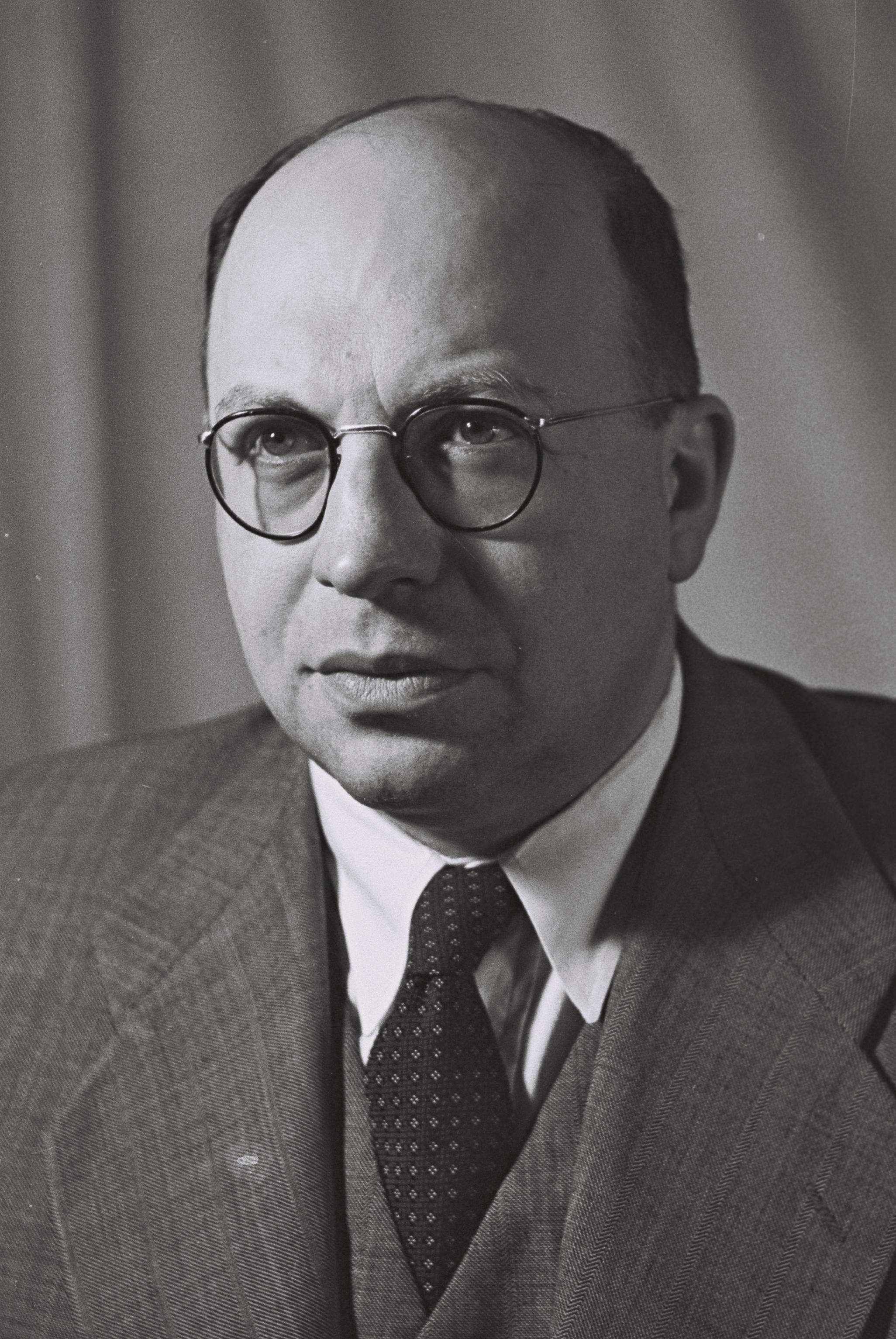
Yosef Burg
15 oktober

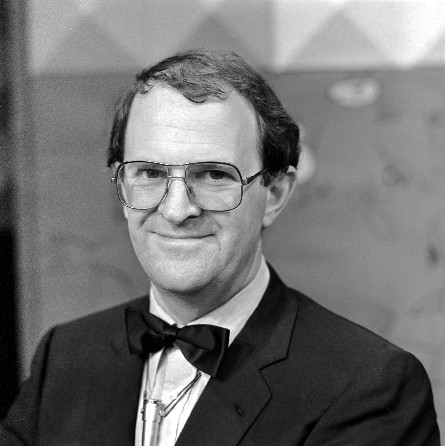
Harry Bannink
19 oktober

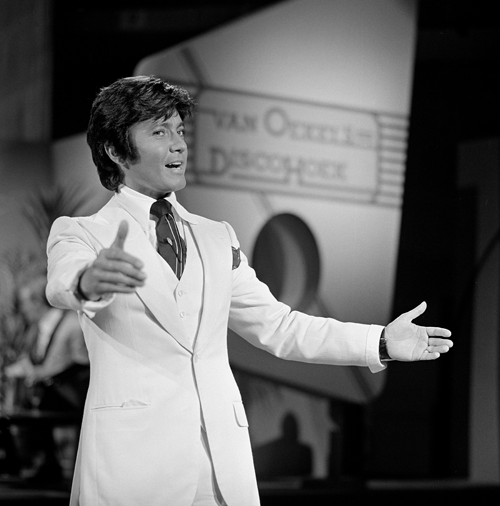
Rex Gildo
26 oktober

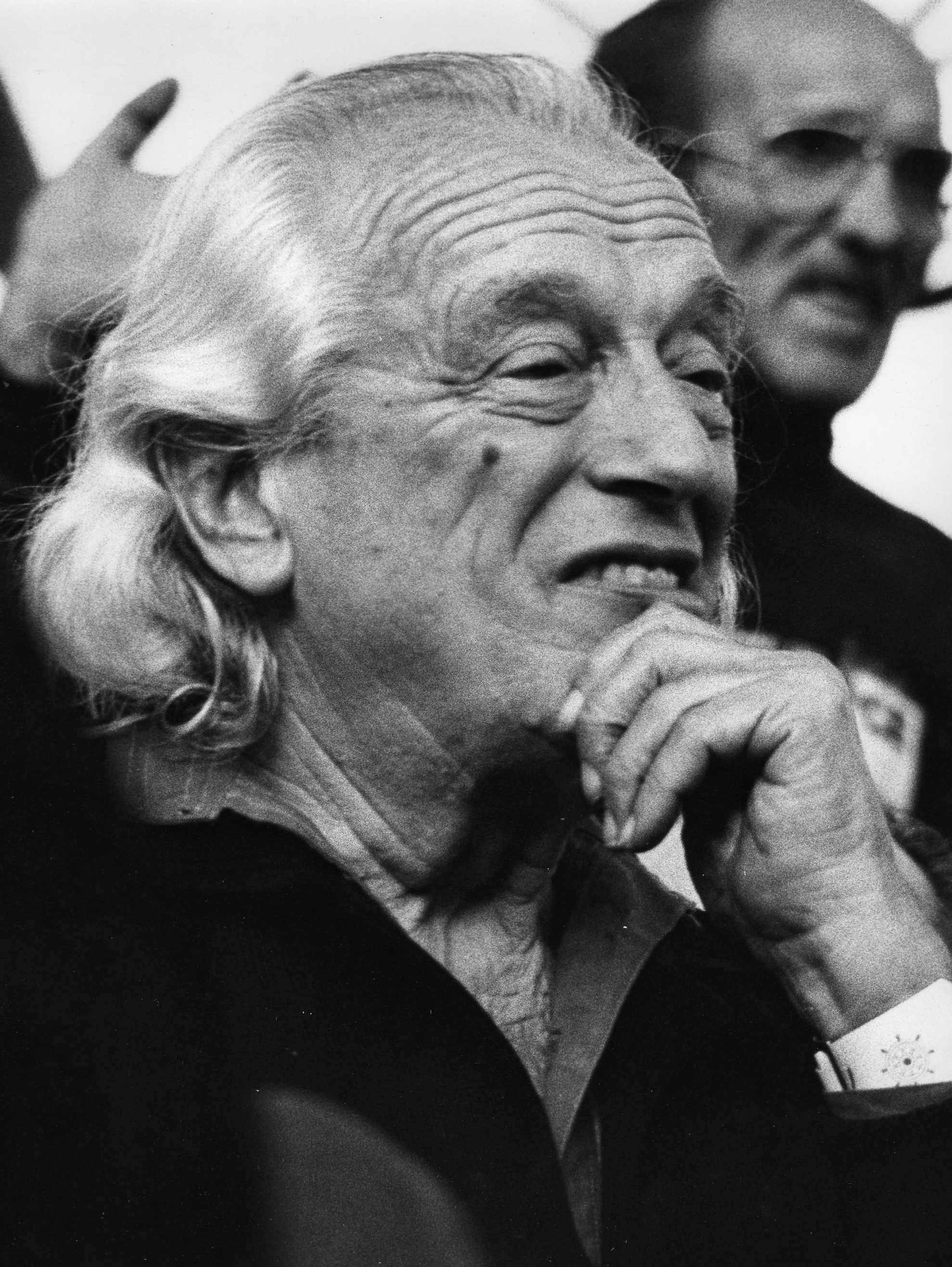
Rafael Alberti
27 oktober

| 1 | 2 | 3 | 4 | 5 | 6 | 7 | 8 | 9 | 10 | 11 | 12 | 13 | 14 | 15 | 16 | 17 | 18 | 19 | 20 | 21 | 22 | 23 | 24 | 25 | 26 | 27 | 28 | 29 | 30 | 31 |
| - | - | - | - | - | - | - | - | - | -- | -- | -- | -- | -- | -- | -- | -- | -- | -- | -- | -- | -- | -- | -- | -- | -- | -- | -- | -- | -- | -- |

### 1 oktober
- Wim Polak (75), Nederlands politicus

### 2 oktober
- Heinz G. Konsalik (78), Duits schrijver
- Herman Lauxtermann (69), Nederlands politicus
- Jos Vervest (74), Belgisch biljarter

### 3 oktober
- Akio Morita (78), Japans ondernemer
- Rudi van Daalen Wetters (84), Nederlands militair

### 4 oktober
- Bernard Buffet (71), Frans kunstschilder
- Art Farmer (71), Amerikaans jazztrompettist en -bugelist
- De Villiers Graaff (85), Zuid-Afrikaans politicus
- Paul Michot (97), Belgisch politicus
- Emil Schumacher (87), Duits schilder en graficus
- Ybe van der Wielen (86), Nederlands beeldhouwer en schilder

### 6 oktober
- Robert Marella (62), Amerikaans professioneel worstelaar
- Amália Rodrigues (79), Portugees fadozangeres

### 7 oktober
- David Huffman (74), Amerikaans informaticus
- Genrich Sapgir (70), Russisch schrijver en dichter
- Dimitri Tsafendas (81), Zuid-Afrikaans ambtenaar

### 9 oktober
- Milt Jackson (76), Amerikaans jazzmuzikant
- Morris West (83), Australisch schrijver
- Frits Wissel (92), Nederlands piloot

### 10 oktober
- Pietro Maria Bardi (99), Italiaans-Braziliaans museumdirecteur
- Louis De Lentdecker (75), Belgisch journalist
- Justin Gaspar (87), Belgisch politicus

### 11 oktober
- Leo Lionni (89), Nederlands schrijver, illustrator en grafisch vormgever

### 12 oktober
- Margie Ball (51), Nederlands zangeres
- Wilt Chamberlain (63), Amerikaans basketbalspeler
- Isaac B. Grainger (104), Amerikaans golfer

### 13 oktober
- Rik Matthys (74), Belgisch voetballer en voetbalcoach
- Karel van Rijckevorsel (86), Nederlands politicus

### 14 oktober
- Julius Nyerere (77), Tanzaniaans politicus

### 15 oktober
- Yosef Burg (90), Israëlisch politicus en rabbijn

### 16 oktober
- Willem Poelstra (24), Nederlands marathonschaatser

### 18 oktober
- John Cannon (66), Brits-Canadees autocoureur

### 19 oktober
- Harry Bannink (70), Nederlands componist, arrangeur en pianist
- René Basecq (74), Belgisch politicus
- Georges Danloy (88), Belgisch militair
- Nathalie Sarraute (99), Frans schrijfster

### 20 oktober
- Jan Gijsbert Boon von Ochssée (78), Nederlands piloot
- Eugeen Laridon (69), Belgisch hulpbisschop

### 21 oktober
- Heinz Renneberg (72), Duits roeier
- Eric Wauters (48), Belgisch ruiter

### 22 oktober
- Gerrit Jan Smit (75), Nederlands politicus

### 23 oktober
- András Hegedüs (76), Hongaars politicus

### 25 oktober
- Payne Stewart (42), Amerikaans golfer

### 26 oktober
- Rex Gildo (63), Duits schlagerzanger
- Christiane Jaccottet (62), Zwitsers klaviciniste
- Abraham Polonsky (88), Amerikaans filmregisseur

### 27 oktober
- Rafael Alberti (96), Spaans schrijver en dichter
- Wim Letschert (45), Nederlands burgemeester
- Per Lundkvist (83), Zweeds componist
- Robert L. Mills (72), Amerikaans natuurkundige

### 28 oktober
- Erwin Binder (67), Oost-Duits politicus
- Robert Linn (74), Amerikaans componist

### 29 oktober
- Greg (68), Belgisch tekenaar

### 31 oktober
- Greg Moore (24), Canadees autocoureur

## November

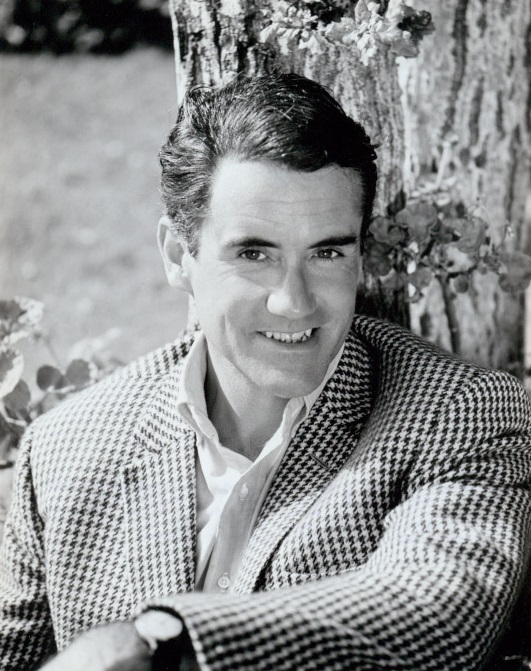
Ian Bannen
3 november

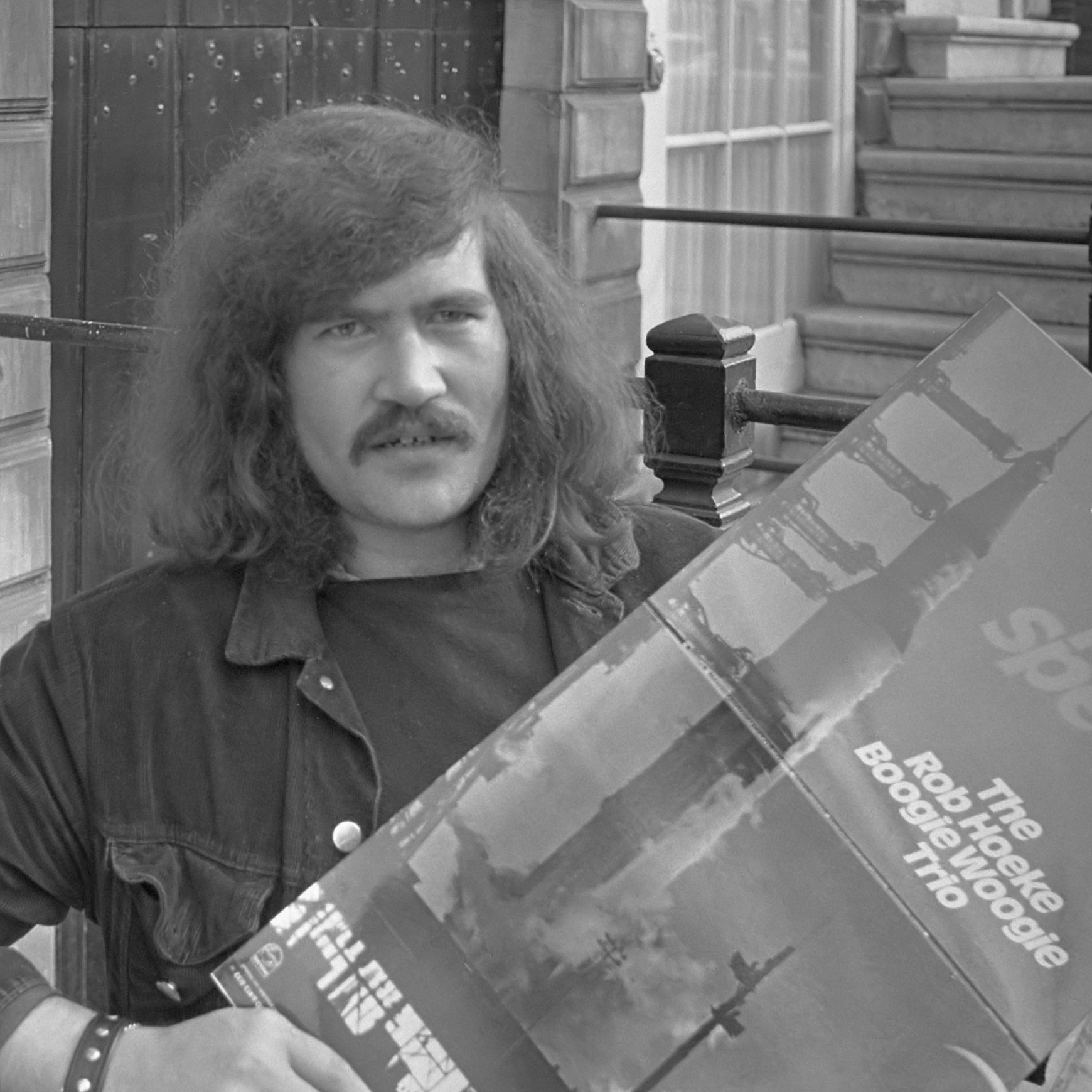
Rob Hoeke
6 november

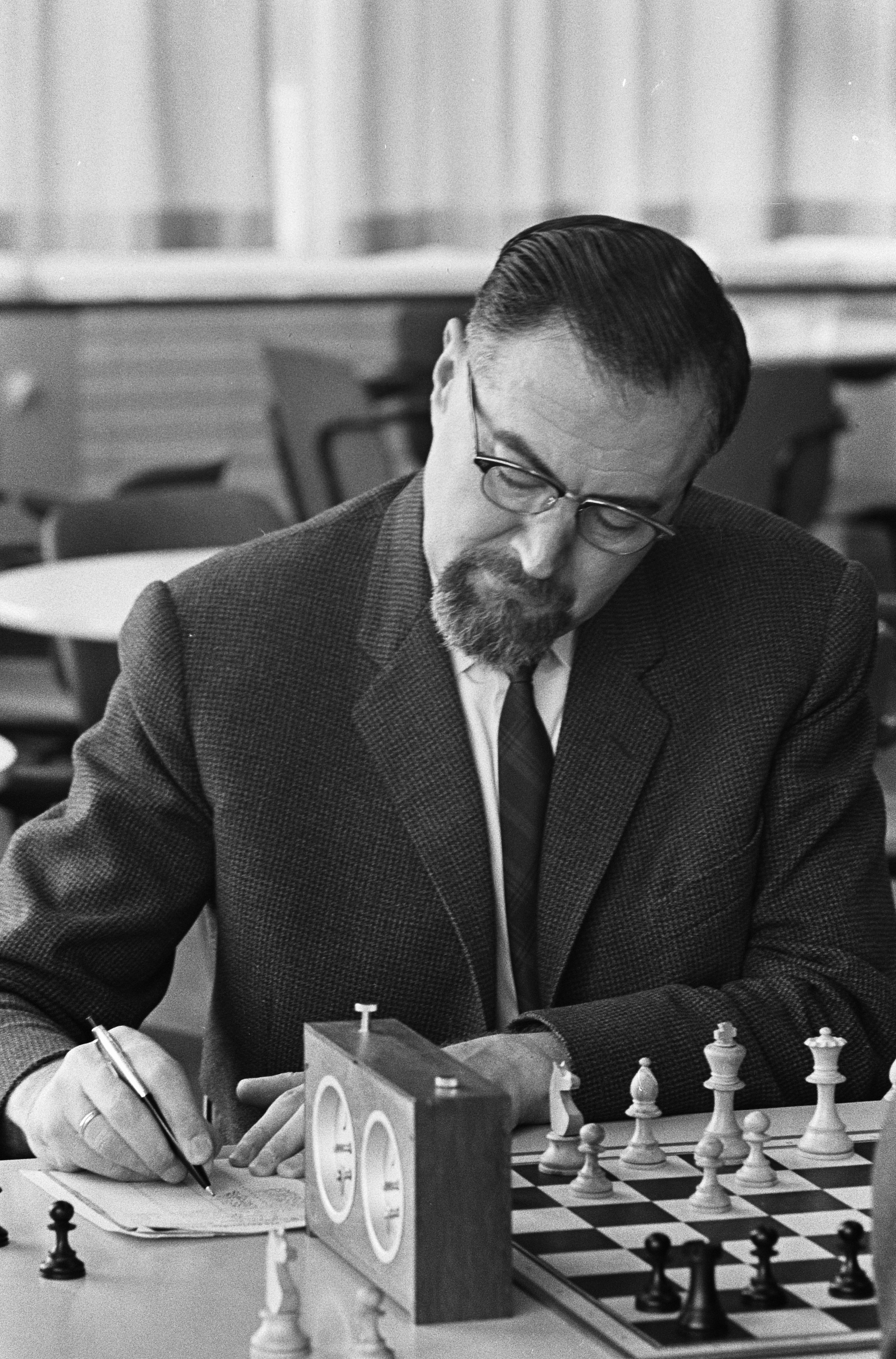
Lodewijk Prins
11 november

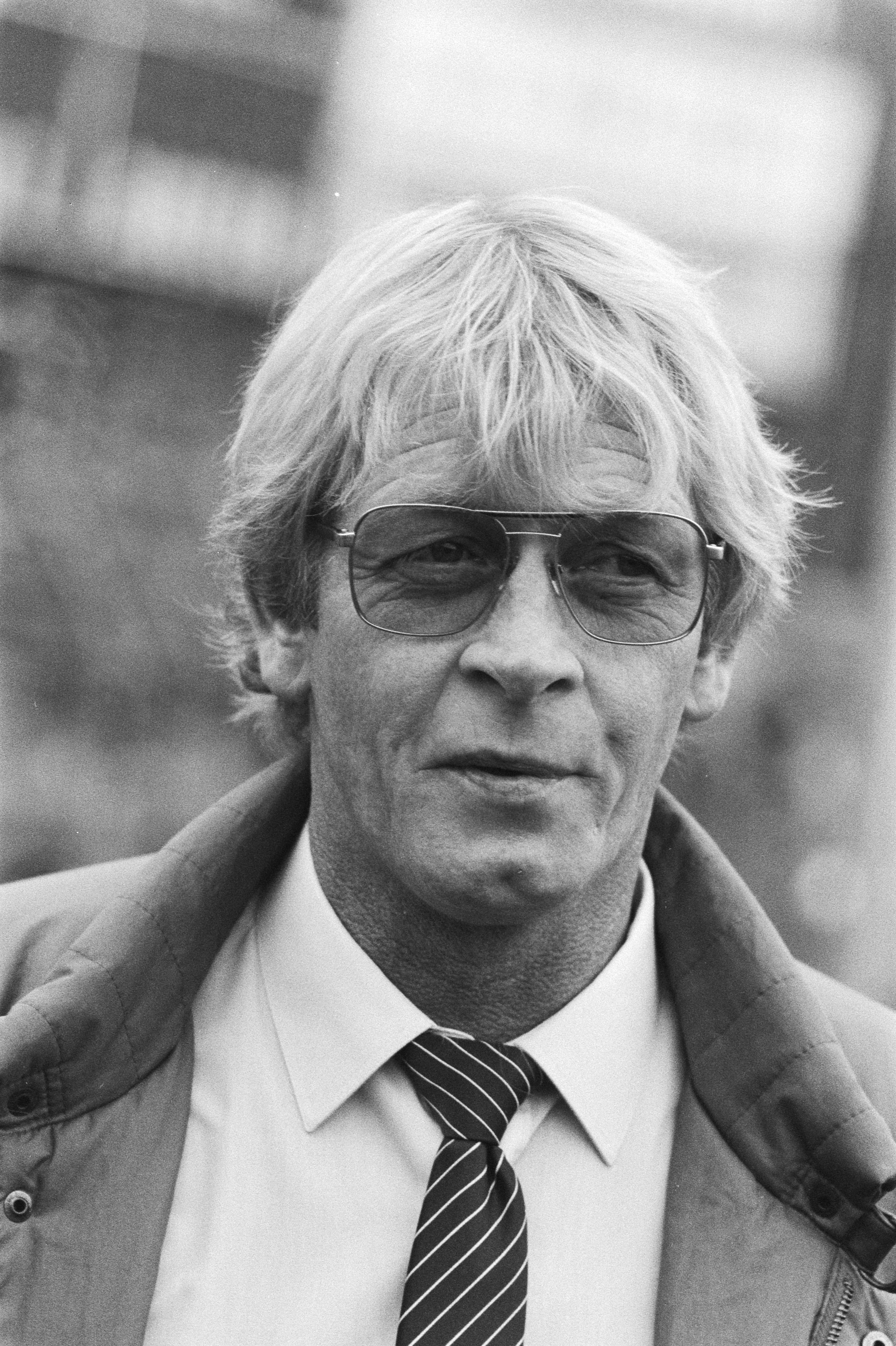
Bert Jacobs
14 november

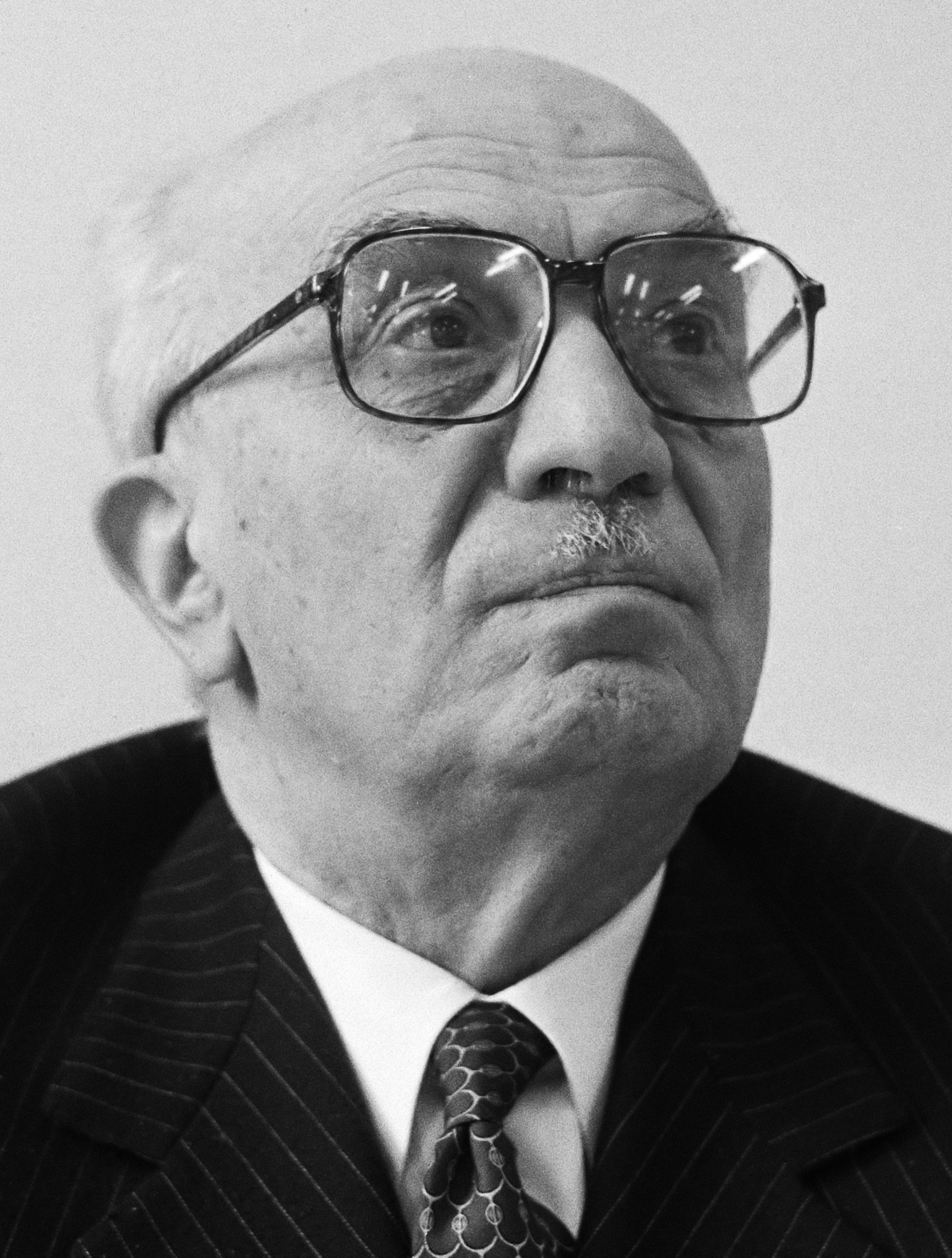
Amintore Fanfani
20 november

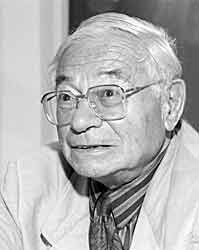
Konrad Merz
30 november

| 1 | 2 | 3 | 4 | 5 | 6 | 7 | 8 | 9 | 10 | 11 | 12 | 13 | 14 | 15 | 16 | 17 | 18 | 19 | 20 | 21 | 22 | 23 | 24 | 25 | 26 | 27 | 28 | 29 | 30 |
| - | - | - | - | - | - | - | - | - | -- | -- | -- | -- | -- | -- | -- | -- | -- | -- | -- | -- | -- | -- | -- | -- | -- | -- | -- | -- | -- |

### 2 november
- Jan van Paradijs (53), Nederlands astrofysicus

### 3 november
- Ian Bannen (71), Brits acteur

### 4 november
- Eddy Schuyer (86), Nederlands goochelaar

### 6 november
- Rob Hoeke (60), Nederlands zanger, pianist en songwriter

### 8 november
- Rob Nieuwenhuys (91), Nederlands letterkundige en schrijver
- Jan Verhaert (91), Belgisch atleet

### 10 november
- André Delrue (93), Belgisch politicus
- Herman Machielsen (76), Nederlands politicus

### 11 november
- Mary Kay Bergman (38), Amerikaans stemactrice
- Lodewijk Prins (86), Nederlands schaker
- Jacobo Timerman (76), Argentijns journalist, publicist, uitgever en mensenrechtenactivist

### 12 november
- Simon Arrindell (67), Nederlands honkbalspeler
- Ivo Dědina (77), Tsjechisch-Frans-Nederlands componist, dirigent en pianist
- Alfred Gwynne Vanderbilt II (87), Amerikaans ondernemer

### 14 november
- Bert Jacobs (58), Nederlands voetbaltrainer

### 15 november
- Antonio Urrea-Hernández (111), oudste man ter wereld

### 16 november
- Frida Holleman (91), Nederlands kunstenares
- Daniel Nathans (71), Amerikaans microbioloog

### 18 november
- Paul Bowles (88), Amerikaans schrijver
- Jean-Louis Thys (59), Belgisch politicus

### 19 november
- Alexander Liberman (87), Amerikaans uitgever, schilder en beeldhouwer

### 20 november
- Amintore Fanfani (91), Italiaans politicus

### 21 november
- Joeri Tsjesnokov (47), Sovjet-voetballer

### 22 november
- Pieter Willem Maria van Meeuwen (74), Nederlands burgemeester
- Angèle Verdin-Leenaers (72), Belgisch politicus

### 24 november
- Hilary Minster (55), Brits acteur

### 25 november
- Pierre Bézier (89), Frans ingenieur
- Valentín Campa (95), Mexicaans politiek activist en communist

### 27 november
- I-Roy (55), Jamaicaans reggaezanger
- Alain Peyrefitte (74), Frans politicus

### 28 november
- N.V.M. Gonzalez (84), Filipijnse schrijver
- Enrico di Tommaso (71), Italiaans-Nederlandse kunstschilder en fotograaf

### 29 november
- Richard Beauthier (86), Belgisch politicus
- John Berry (82), Amerikaans filmregisseur en acteur

### 30 november
- Vladimir Jasjtsjenko (40), Russisch hoogspringer
- Konrad Merz (91), Duits schrijver

## December

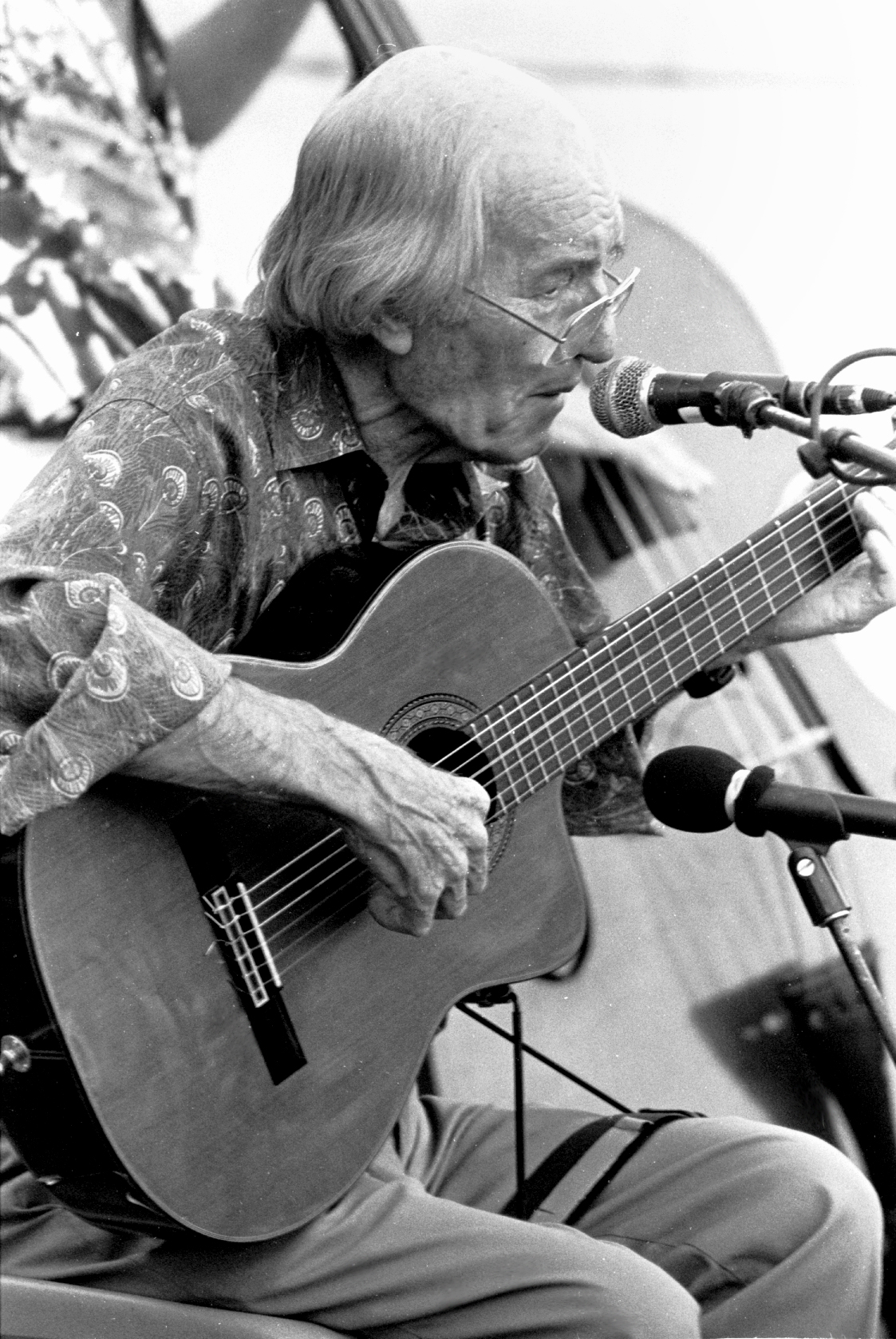
Charlie Byrd
2 december

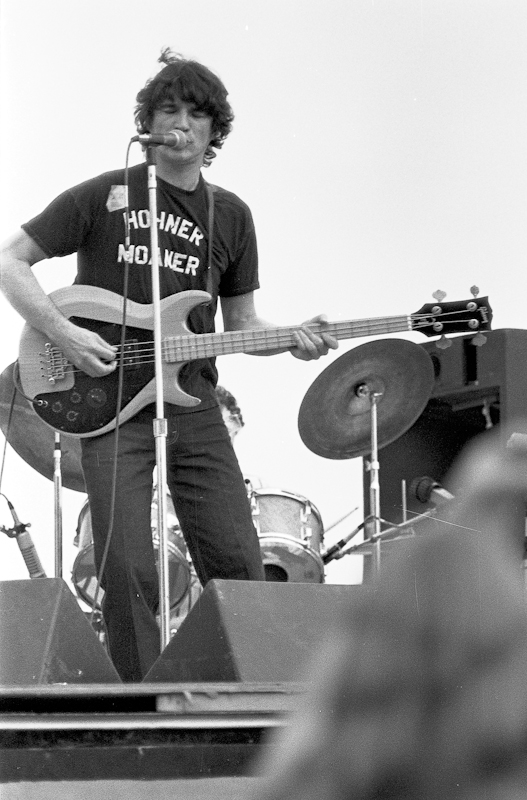
Rick Danko
10 december

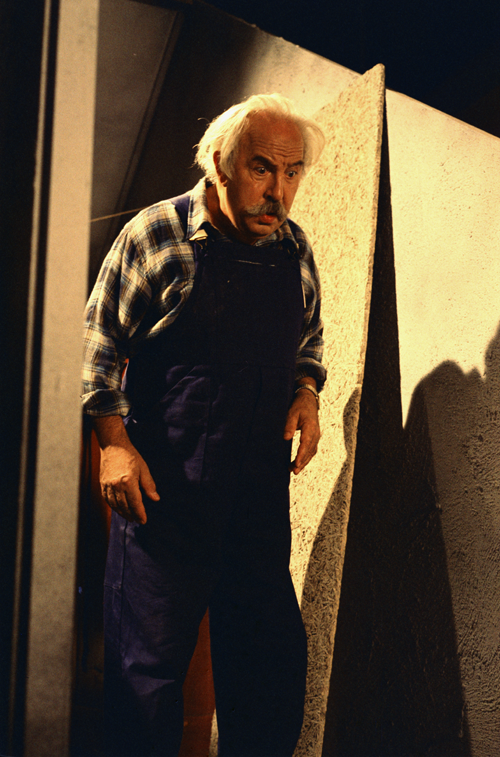
Lex Goudsmit
10 december

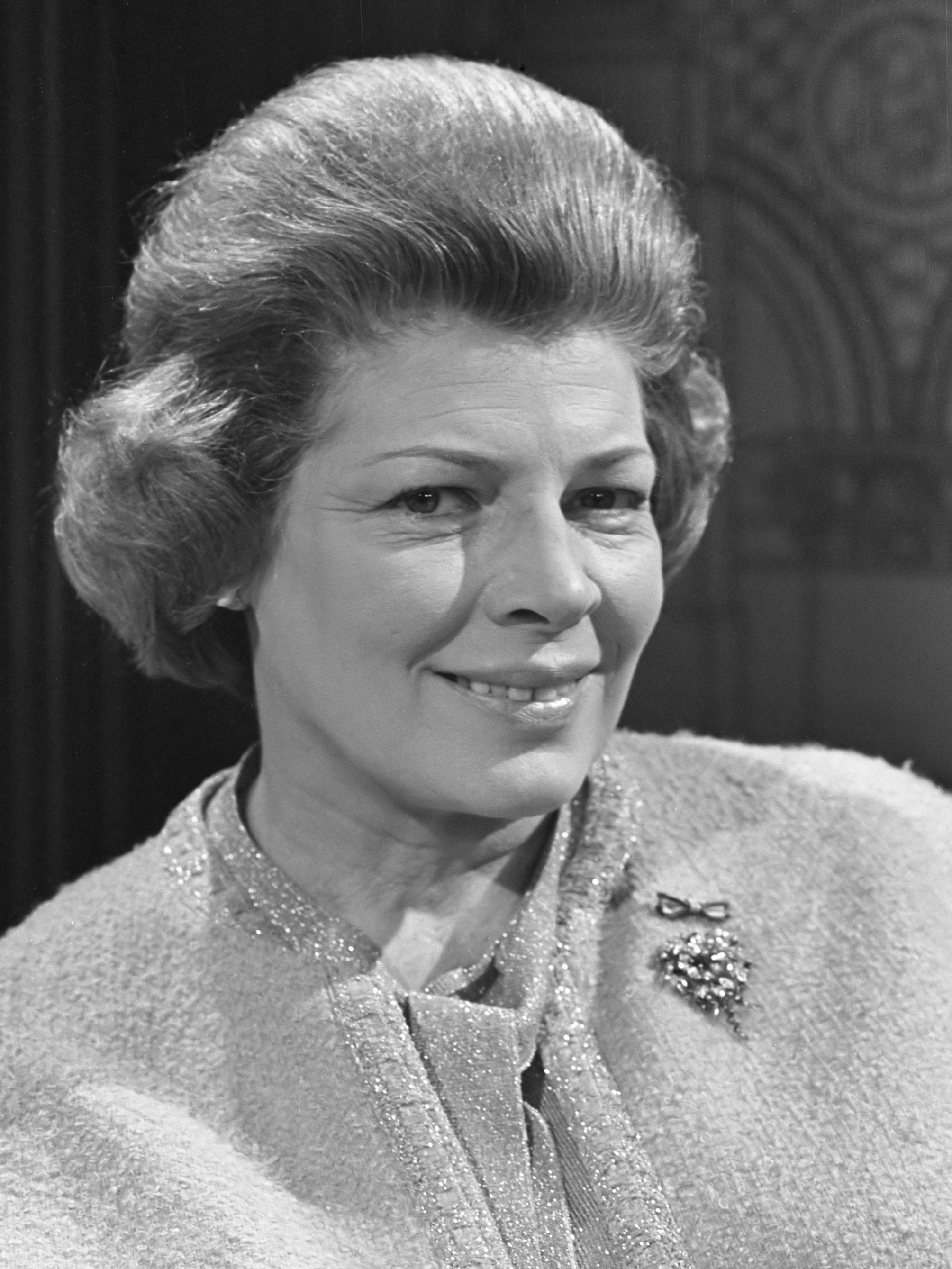
Gré Brouwenstijn
14 december

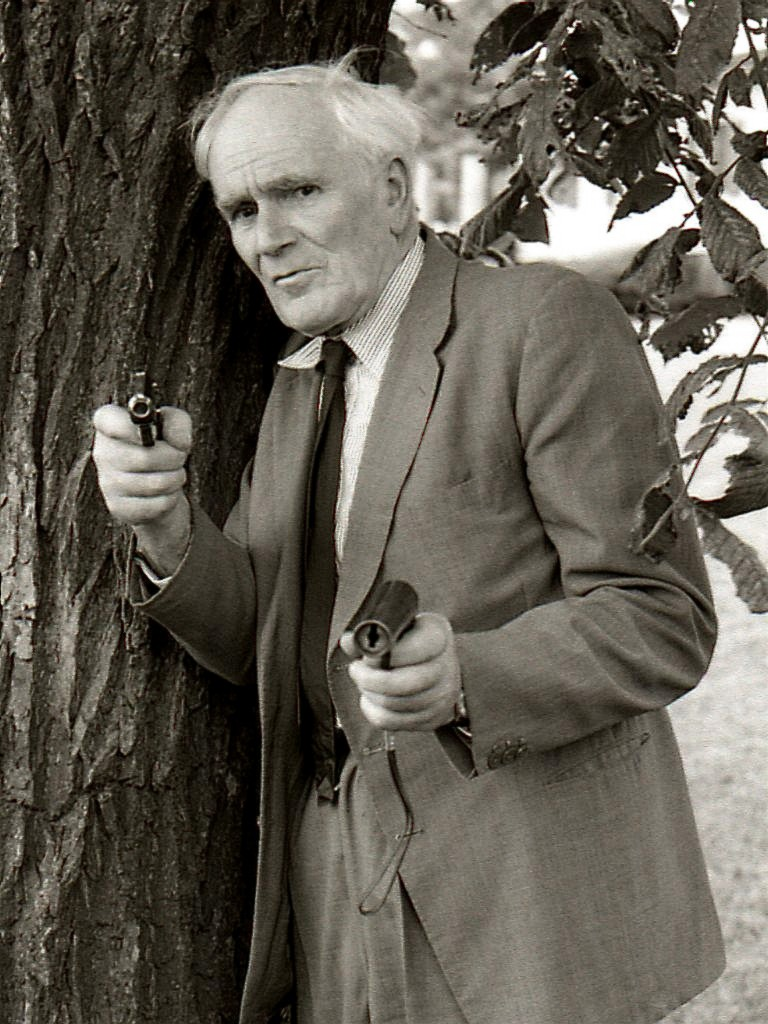
Desmond Llewelyn
19 december

João Figueiredo
24 december

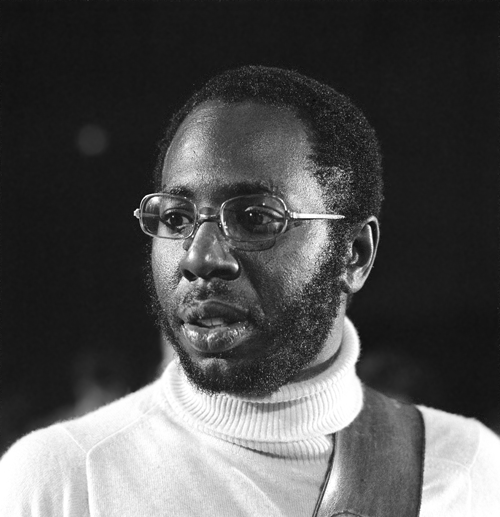
Curtis Mayfield
26 december

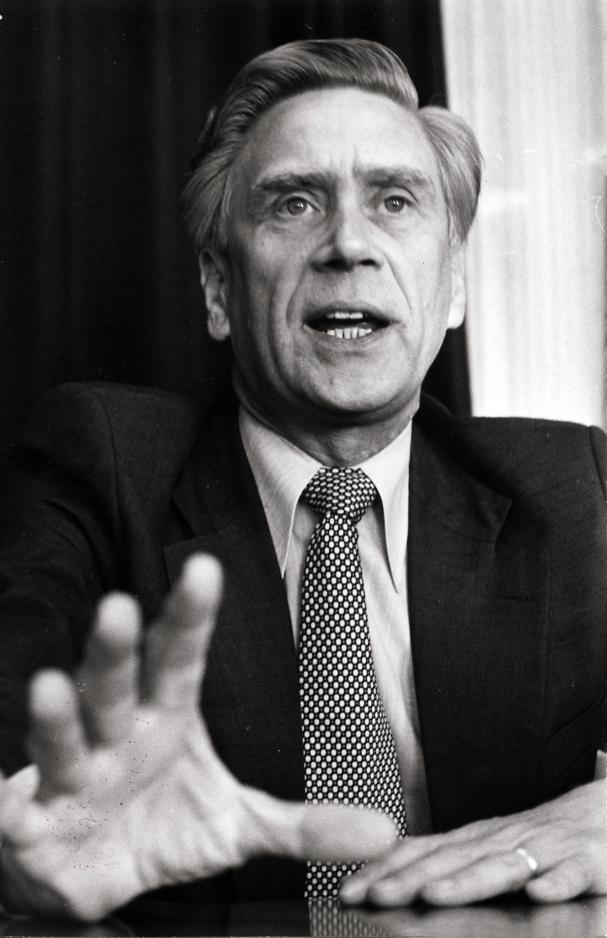
Gerard Veringa
29 december

| 1 | 2 | 3 | 4 | 5 | 6 | 7 | 8 | 9 | 10 | 11 | 12 | 13 | 14 | 15 | 16 | 17 | 18 | 19 | 20 | 21 | 22 | 23 | 24 | 25 | 26 | 27 | 28 | 29 | 30 | 31 |
| - | - | - | - | - | - | - | - | - | -- | -- | -- | -- | -- | -- | -- | -- | -- | -- | -- | -- | -- | -- | -- | -- | -- | -- | -- | -- | -- | -- |

### 2 december
- Charlie Byrd (74), Amerikaans jazzgitarist

### 3 december
- Madeline Kahn (57), Amerikaans actrice
- Scatman John (57), Amerikaans musicus

### 4 december
- Leighton Durham Reynolds (69), Brits classicus
- Bert Hoffmeister (92), Canadees militair
- María Esther Zuno (74), Mexicaans presidentsvrouw

### 5 december
- Claude Ballot-Léna (63), Frans autocoureur
- Nathan Jacobson (89), Amerikaans wiskundige
- Edoardo Martino (89), Italiaans politicus

### 6 december
- Khalid Sheikh Hafiz (61), Indiaas imam en religieus adviseur
- Jacobus Theodorus Wiebes (68), Nederlands entomoloog

### 7 december
- Hans Boswinkel (64), Nederlands acteur en regisseur

### 8 december
- Néstor Togneri (57), Argentijns voetballer

### 9 december
- Leni Saris (84), Nederlands schrijfster

### 10 december
- Rick Danko (56), Amerikaans zanger en bassist
- Lex Goudsmit (86), Nederlands acteur
- Franjo Tuđman (77), Kroatisch president

### 12 december
- Paul Cadmus (94), Amerikaans schilder
- Joseph Heller (76), Amerikaans schrijver

### 14 december
- Gré Brouwenstijn (84), Nederlands sopraan

### 16 december
- Maria Hofker-Rueter (97), Nederlands kunstenaar
- Vernon Isaac (86), Amerikaans jazzmusicus
- Marcel Remacle (73), Belgisch striptekenaar

### 17 december
- Paolo Dezza (98), Italiaans kardinaal
- Jürgen Moser (71), Duits-Amerikaans-Zwitsers wiskundige
- Grover Washington jr., (56), Amerikaans saxofonist

### 18 december
- Jan Bouwman (64), Nederlands zwemmer
- Robert Bresson (98), Frans regisseur

### 19 december
- Jef Anthierens (74), Belgisch journalist
- Desmond Llewelyn (85), Brits acteur

### 20 december
- Frans de Nijs (80), Nederlands politicus
- Irving Rapper (101), Amerikaans regisseur

### 21 december
- Asca Rampini (68), Luxemburgs componist, dirigent en trombonist
- Piet Schoonenberg (88), Nederlands geestelijke en hoogleraar

### 23 december
- Vladimir Kondrasjin (70), Russisch basketbalcoach
- Marcel Landowski (84), Frans componist

### 24 december
- João Figueiredo (81), president van Brazilië
- Maurice Couve de Murville (92), Frans politicus
- Malcolm C. Pappin (74), Amerikaans componist
- Tibor Reisner (73), Braziliaans componist en muziekpedagoog
- Grete Stern (95), Duits-Argentijns fotografe

### 26 december
- Shankar Dayal Sharma (81), Indiaas politicus
- Curtis Mayfield (57), Amerikaans musicus
- Kees Schilperoort (82), Nederlands zanger, entertainer en radiomaker
- Willy Westerweel (91), Nederlands onderwijzeres en verzetsstrijdster

### 27 december
- Pierre Clémenti (57), Frans acteur

### 28 december
- Harry Monty (95), Liechtensteins acteur en stuntman
- Johannis Evert van der Slikke (77), Nederlands Engelandvaarder

### 29 december
- Gerard Veringa (75), Nederlands politicus

### 30 december
- Sarah Knauss (119), oudste persoon ter wereld
- Johnny Moorhouse (77), Amerikaans autocoureur
- Sam Ranelli (79), Amerikaans jazzdrummer
- Eugene Roe (78), Amerikaans militair

### 31 december
- Elliot Richardson (79), Amerikaans politicus
- Jean-Pierre Staelens (54), Frans basketballer

## Datum onbekend
- Hendrik Cornelis, gouverneur-generaal van Belgisch-Congo

1900 ·
1901 ·
1902 ·
1903 ·
1904 ·
1905 ·
1906 ·
1907 ·
1908 ·
1909 ·
1910 ·
1911 ·
1912 ·
1913 ·
1914 ·
1915 ·
1916 ·
1917 ·
1918 ·
1919 ·
1920 ·
1921 ·
1922 ·
1923 ·
1924 ·
1925 ·
1926 ·
1927 ·
1928 ·
1929 ·
1930 ·
1931 ·
1932 ·
1933 ·
1934 ·
1935 ·
1936 ·
1937 ·
1938 ·
1939 ·
1940 ·
1941 ·
1942 ·
1943 ·
1944 ·
1945 ·
1946 ·
1947 ·
1948 ·
1949 ·
1950 ·
1951 ·
1952 ·
1953 ·
1954 ·
1955 ·
1956 ·
1957 ·
1958 ·
1959 ·
1960 ·
1961 ·
1962 ·
1963 ·
1964 ·
1965 ·
1966 ·
1967 ·
1968 ·
1969 ·
1970 ·
1971 ·
1972 ·
1973 ·
1974 ·
1975 ·
1976 ·
1977 ·
1978 ·
1979 ·
1980 ·
1981 ·
1982 ·
1983 ·
1984 ·
1985 ·
1986 ·
1987 ·
1988 ·
1989 ·
1990 ·
1991 ·
1992 ·
1993 ·
1994 ·
1995 ·
1996 ·
1997 ·
1998 ·
1999 ·
2000 ·
2001 ·
2002 ·
2003 ·
2004 ·
2005 ·
2006 ·
2007 ·
2008 ·
2009 ·
2010 ·
2011 ·
2012 ·
2013 ·
2014 ·
2015 ·
2016 ·
2017 ·
2018 ·
2019 ·
2020 ·
2021 ·
2022 ·
2023 ·
2024 ·
2025